# Bourbon Kid
 (juin 2024).
La mise en forme du texte ne suit pas les recommandations de Wikipédia : il faut le « wikifier ».
Les points d'amélioration suivants sont les cas les plus fréquents :
- Les titres sont pré-formatés par le logiciel. Ils ne sont ni en capitales, ni en gras.
- Le texte ne doit pas être écrit en capitales (les noms de famille non plus), ni en gras, ni en italique, ni en « petit »…
- Le gras n'est utilisé que pour surligner le titre de l'article dans l'introduction, une seule fois.
- L'italique est rarement utilisé : mots en langue étrangère, titres d'œuvres, noms de bateaux, etc.
- Les citations ne sont pas en italique mais en corps de texte normal. Elles sont entourées par des guillemets français : « et ».
- Les listes à puces sont à éviter, des paragraphes rédigés étant largement préférés. Les tableaux sont à réserver à la présentation de données structurées (résultats, etc.).
- Les appels de note de bas de page (petits chiffres en exposant, introduits par l'outil «  Source ») sont à placer entre la fin de phrase et le point final[comme ça].
- Les liens internes (vers d'autres articles de Wikipédia) sont à choisir avec parcimonie. Créez des liens vers des articles approfondissant le sujet. Les termes génériques sans rapport avec le sujet sont à éviter, ainsi que les répétitions de liens vers un même terme.
- Les liens externes sont à placer uniquement dans une section « Liens externes », à la fin de l'article. Ces liens sont à choisir avec parcimonie suivant les règles définies. Si un lien sert de source à l'article, son insertion dans le texte est à faire par les notes de bas de page.
- La présentation des références doit suivre les conventions bibliographiques. Il est recommandé d'utiliser les modèles {{Ouvrage}}, {{Chapitre}}, {{Article}}, {{Lien web}} et/ou {{Bibliographie}}. Le mode d'édition visuel peut mettre en forme automatiquement les références.
- Insérer une infobox (cadre d'informations à droite) n'est pas obligatoire pour parachever la mise en page.

Pour une aide détaillée, merci de consulter Aide:Wikification.
Si vous pensez que ces points ont été résolus, vous pouvez retirer ce bandeau et améliorer la mise en forme d'un autre article.
 (juin 2024).
Les informations dans cet article sont mal organisées, redondantes, ou il existe des sections bien trop longues. Structurez-le ou soumettez des propositions en page de discussion.
Avec le temps, il arrive que le contenu présent dans un article devienne désordonné. Il est souvent nécessaire de réorganiser l'article de fond en comble.
- Il faut tout d’abord répartir le contenu de l'article en plusieurs sections. Les informations doivent ensuite être exposées clairement et le plus synthétiquement possible, regroupées par sujet afin d'éviter les doublons. Quelqu'un cherchant une information précise doit pouvoir la trouver rapidement en lisant la section appropriée.
- À l'intérieur de chaque section, le texte, souvent initialement sous la forme de phrases éparses, doit être regroupé dans des paragraphes de quelques lignes, en assurant un enchaînement logique et une cohérence entre les phrases.
- Lorsque l'article ou l'une de ses sections développe trop longuement un point qui n'est pas dans le cœur du sujet traité, il convient de faire une synthèse et de transférer l'ancien contenu dans des articles plus appropriés (en cas de transfert, il faut impérativement respecter la procédure Aide:Scission).

Si vous pensez que ces points ont été résolus, vous pouvez retirer ce bandeau et améliorer le plan d'un autre article.
 (juin 2024).
 (avril 2021).
 (janvier 2025).
- Si vous ne connaissez pas le sujet, laissez ce bandeau (vous pouvez alors contacter les auteurs).
- Si vous supprimez le contenu mis en cause (vous pouvez préalablement contacter les auteurs),

argumentez précisément cette suppression dans la page de discussion
(un manque de référence n'est pas un argument ; une recherche réelle de référence doit avoir été effectuée, être formellement documentée).
Le Bourbon Kid est une suite de romans et nouvelle d'un écrivain britannique anonyme dont le personnage principal porte également le nom de Bourbon Kid. Débutée en 2006, elle compte en 2023 dix romans et une nouvelle tandis que l'anonymat de l'auteur est toujours préservé. Ce dernier dispose d’une page Facebook en français au nom de Bourbon Kid.

## Œuvres du cycle

### Romans
1. Le Livre sans nom, Sonatine, 2010 ((en) The Book With No Name, 2006), trad. Diniz Galhos  (ISBN 978-2-35584-043-2)Version audio française Audible lue par Nicolas Justamon
2. L'Œil de la Lune, Sonatine, 2011 ((en) The Eye of the Moon, 2008), trad. Diniz Galhos  (ISBN 978-2-35584-059-3)Version audio française Audible lue par Nicolas Justamon
3. Le Cimetière du Diable, Sonatine, 2011 ((en) The Devil's Graveyard, 2010), trad. Diniz Galhos  (ISBN 978-2-35584-067-8)Version audio française Audible lue par Nicolas Justamon
4. Le Livre de la mort, Sonatine, 2012 ((en) The Book of Death, 2014), trad. Diniz Galhos  (ISBN 978-2-35584-126-2)Version audio française Audible lue par Nicolas Justamon
5. Psycho Killer, Sonatine, 2013 ((en) The Red Mohawk, 2015), trad. Cindy Kapen  (ISBN 978-2-35584-227-6)Version audio française Audible lue par Nicolas Justamon
6. Le Pape, le Kid et l'Iroquois, Sonatine, 2015 ((en) The Plot to kill the Pope, 2015), trad. Cindy Kapen  (ISBN 978-2-35584-384-6)Version audio française Audible lue par Nicolas Justamon
7. Bourbon Kid, Sonatine, 2017 ((en) The Day It Rained Blood, 2017), trad. Cindy Colin-Kapen  (ISBN 978-2-35584-608-3)Version audio française Audible lue par Nicolas Justamon
8. Que le diable l'emporte, Sonatine, 2019 ((en) The Greatest Trick The Devil Ever Pulled, 2019), trad. Cindy Colin-Kapen  (ISBN 978-2-35584-767-7)Version audio française Audible lue par Nicolas Justamon
9. Santa Mondega, Sonatine, 2021 ((en) Showdown with the Devil, 2021), trad. Cindy Colin-Kapen  (ISBN 978-2-35584-871-1)Version audio française Audible lue par Nicolas Justamon
10. Kill the Rich!, Sonatine, 2023 ((en) Killing the Elite, 2023), trad. Cindy Colin-Kapen  (ISBN 978-2-38399-090-1)Version audio française Audible lue par Nicolas Justamon
11. Noir comme l'enfer, Sonatine, 2025 ((en) The Return of Hitler[3], 2025)À paraître le 6 novembre 2025[4]

### Nouvelle
6,5. Sanchez : Un conte de Noël, Sonatine, 2015 ((en) Sanchez: A Christmas Carol, 2014), trad. Diniz GalhosVersion audio française Audible lue par Nicolas Justamon

### Autres format

#### Roman graphique
1. Le Livre sans nom, adapté par Koé' & Yello (à paraître le 6 novembre 2025)

### Autres textes du même auteur
- Cadavre exquis : l'ai-je bien descendu ?, L'Officiel, 2011, trad. Valentine LeysNouvelle publiée dans le magazine L'Officiel no 959 (pages 126-129) : une nouvelle écrite à seize mains, décrite dans le magazine : « avec par ordre d'apparition au lecteur, François Bégaudeau, Bourbon Kid - le fameux auteur sans nom des éditions Sonatine, mais qui vend - traduit par Valentine Leys, Mazarine Pingeot, Philippe Besson, Clémence Boulouque, Thibault de Montaigu, David Foenkinos et Nicolas Bedos »

## Personnages
| Le Cimetière du Diable               | Le Livre sans nom                  | L'Œil de la Lune                      | Le Livre de la mort            | Psycho Killer            | Le Pape, le Kid et l'Iroquois  | Sanchez : Un conte de Noël (Nouvelle) | Bourbon Kid                          | Que le diable l'emporte              | Santa Mondega                    | Kill the Rich!                                |
| ------------------------------------ | ---------------------------------- | ------------------------------------- | ------------------------------ | ------------------------ | ------------------------------ | ------------------------------------- | ------------------------------------ | ------------------------------------ | -------------------------------- | --------------------------------------------- |
| Dead Hunters                         |                                    |                                       |                                |                          |                                |                                       |                                      |                                      |                                  |                                               |
| Bourbon Kid                          | Bourbon Kid                        | Bourbon Kid                           | Bourbon Kid                    |                          | Bourbon Kid                    | Bourbon Kid (caméo)                   | Bourbon Kid                          | Bourbon Kid                          | Bourbon Kid                      | Bourbon Kid                                   |
| Sanchez Garcia                       | Sanchez Garcia                     | Sanchez Garcia                        | Sanchez Garcia                 |                          | Sanchez Garcia                 | Sanchez Garcia                        | Sanchez Garcia                       | Sanchez Garcia                       | Sanchez Garcia                   | Sanchez Garcia                                |
| Elvis                                | Elvis                              | Elvis (apparition mineure)            | Elvis (apparition mineure)     |                          | Elvis                          | Elvis                                 | Elvis                                | Elvis                                | Elvis                            | Elvis                                         |
| Rodeo Rex                            | Rodeo Rex                          | Rodeo Rex (apparition mineure)        | Rodeo Rex (apparition mineure) |                          | Rodeo Rex                      | Rodeo Rex                             | Rodeo Rex                            | Rodeo Rex                            | Rodeo Rex                        | Rodeo Rex                                     |
|                                      | Flake Munroe (apparition mineure)  | Flake Munroe (apparition mineure)     | Flake Munroe                   |                          | Flake Munroe                   | Flake Munroe                          | Flake Munroe                         | Flake Munroe                         | Flake Munroe                     | Flake Munroe                                  |
|                                      |                                    |                                       |                                | Jasmine                  | Jasmine                        |                                       | Jasmine                              | Jasmine                              | Jasmine                          | Jasmine                                       |
|                                      |                                    |                                       |                                | L'Iroquois (Joey Conrad) | L'Iroquois (Joey Conrad)       |                                       | L'Iroquois (Joey Conrad)             |                                      | L'Iroquois (Joey Conrad) (caméo) | L'Iroquois (Joey Conrad) (apparition mineure) |
|                                      |                                    |                                       |                                | Bébé (Marianne Pincent)  | Bébé (Marianne Pincent)        |                                       | Bébé (Marianne Pincent)              |                                      | Bébé (Marianne Pincent) (caméo)  |                                               |
| Entourage                            |                                    |                                       |                                |                          |                                |                                       |                                      |                                      |                                  |                                               |
| Beth Lansbury (Mentionnée)           |                                    | Beth Lansbury                         | Beth Lansbury                  |                          |                                | Beth Lansbury (Mentionnée)            | Beth Lansbury                        | Beth Lansbury                        |                                  |                                               |
| La Dame Mystique (Annabel de Frugyn) |                                    | La Dame Mystique (Annabel de Frugyn)  |                                |                          |                                | La Dame Mystique (Annabel de Frugyn)  | La Dame Mystique (Annabel de Frugyn) | La Dame Mystique (Annabel de Frugyn) |                                  |                                               |
|                                      | Dante Vittori et Kacy Fellangi     | Dante Vittori et Kacy Fellangi        | Dante Vittori et Kacy Fellangi |                          | Dante Vittori et Kacy Fellangi |                                       | Dante Vittori et Kacy Fellangi       |                                      |                                  |                                               |
| Jacko (Robert Leroy Johnson)         |                                    |                                       | Jacko (Robert Leroy Johnson)   |                          |                                |                                       | Jacko (Robert Leroy Johnson)         | Jacko (Robert Leroy Johnson)         | Jacko (Robert Leroy Johnson)     | Jacko (Robert Leroy Johnson)                  |
|                                      |                                    |                                       |                                |                          | Alexis Calhoon                 |                                       | Alexis Calhoon                       | Alexis Calhoon                       | Alexis Calhoon                   | Alexis Calhoon                                |
|                                      | Peto Solomon                       | Peto Solomon                          |                                |                          |                                |                                       |                                      |                                      | Peto Solomon (caméo)             |                                               |
| Janis                                |                                    |                                       |                                |                          |                                |                                       |                                      | Janis                                | Janis                            |                                               |
|                                      |                                    | Vincent Papshmir (apparition mineure) |                                |                          |                                |                                       | Vincent Papshmir                     | Vincent Papshmir                     | Vincent Papshmir                 |                                               |
|                                      |                                    |                                       |                                | Devon Pincent            |                                |                                       |                                      |                                      |                                  |                                               |
| Nigel Powell                         |                                    |                                       |                                |                          |                                | Nigel Powell                          | Nigel Powell                         |                                      |                                  |                                               |
| Ennemi                               |                                    |                                       |                                |                          |                                |                                       |                                      |                                      |                                  |                                               |
|                                      | Archibald Somers (Armand Xavier)   |                                       |                                |                          |                                |                                       |                                      |                                      |                                  |                                               |
|                                      | Jessica Xavier                     |                                       |                                |                          |                                |                                       |                                      |                                      |                                  |                                               |
|                                      | Mister E (Ramsès Gaius)(Mentionné) | Mister E (Ramsès Gaius)               | Mister E (Ramsès Gaius)        |                          |                                |                                       |                                      |                                      |                                  |                                               |
| Scratch (Le Diable)                  |                                    |                                       | Scratch (Le Diable)            |                          | Scratch (Le Diable)            | Scratch (Le Diable)(caméo)            | Scratch (Le Diable)                  | Scratch (Le Diable)                  | Scratch (Le Diable)              |                                               |
|                                      | Ulrika Price                       |                                       |                                |                          |                                |                                       |                                      |                                      |                                  |                                               |

### Le Bourbon Kid / JD / John Doe / Jack Daniels / Déjà-Vu / Luke Palmer
Le Bourbon Kid est âgé de trente-quatre ans dans Le Livre sans nom, seize ans au début de L'Œil de la Lune puis trente-cinq ans dans le reste du roman ainsi que dans Livre de la mort. Dans Le Cimetière du Diable, il est âgé de vingt-six ans. Bourbon Kid se déroule trois années après Livre de la mort, le Bourbon Kid y est donc âgé de trente-huit ans. Que le diable l'emporte prend place cinq années après l'éclipse de Lune qui a eu lieu durant Le Livre sans nom, le Bourbon Kid y a donc trente-neuf ans.
Le Bourbon Kid est l'un des personnages clés de l'intrigue. Il est surnommé ainsi en raison de sa capacité à se transformer en tueur impitoyable en buvant du bourbon.

### Le Livre sans nom
Cinq ans avant les évènements de ce roman, ce tueur mystérieux massacre de nombreuses personnes (principalement des créatures du mal, c'est-à-dire vampires et loups garous) à Santa Mondega, lieu principal de l'action. Parmi ses victimes se trouve une certaine Jessica, suzeraine des vampires, qui restera dans un coma plus de cinq ans.
Dans ce roman, on lui attribue de nombreux crimes, alors que leur instigateur est Armand Xavier. Le Bourbon Kid fait finalement son retour après cinq ans, dans le Nightjar, un bar de Santa Mondega, où il assassine le patron, Berkley. Peu après, lors de la Fête de la Lune, il fait son apparition au Tapioca et assassine quasiment tous ses occupants à l'exception de Sanchez, Peto, Dante, Kacy, Kyle (tué par El Santino) et Mukka (tué par Jefe). Pensant avoir réussi à éliminer Jessica avec Dante, le Bourbon Kid se rend sur l'île d'Hubal pour éliminer le chef des moines qui n'est autre que son père : Ishmael Taos.

### L'Œil de la Lune
Le livre commence dix-huit ans avant les événements du roman Le Livre sans nom, pendant une nuit d'Halloween. Le Bourbon Kid n'est qu'un jeune homme de seize ans appelé JD. Il vit dans le quartier rouge de Santa Mondega avec son petit demi-frère Casper handicapé mental, et sa mère travaillant comme prostituée. Depuis quelques mois, il est tombé sous le charme d'une jeune fille aux cheveux châtains (Beth Lansbury) qui est le souffre-douleurs de nombre de lycéens. Le jour du bal du lycée de Santa Mondega, il finit par croiser la jeune fille qui vient de quitter la fête à la suite d'une humiliation. Après avoir sauvé Beth du vampire Kione en épargnant celui-ci, il la laisse à la Dame Mystique (Annabel de Frugyn) pour pouvoir aller chercher son demi-frère à l'église, promettant de revenir la voir. En rentrant chez lui, il trouve son demi-frère seul puis, après l’avoir mis à l'abri, découvre sa mère violée et mordue par Kione. Pour avoir le courage de tuer celle-ci avant qu'elle ne se transforme à son tour en vampire, JD boit une bouteille de bourbon, devenant le Bourbon Kid Ce geste marquera JD, qui tuera le père de Casper avant de disparaître.
Après le massacre du Tapioca et la mort d'Armand Xavier, le Bourbon Kid disparaît. Ayant été mordu par le Seigneur des Ténèbres, il est devenu un vampire et rejoint le clan des Shades en prenant comme nom Déjà-Vu. Il espère en fait que le jeune moine Peto refasse son apparition pour le guérir de son statut de vampire grâce à l'Œil de la Lune. En parallèle, il est recherché par Ramsès Gaius qui apprend que le Bourbon Kid ne possède pas vraiment de nom, se faisant sans doute appeler John Doe depuis sa naissance. Igor et Pedro, deux loups garous engagés par des policiers vampires, enlèvent Casper, le demi-frère du Bourbon Kid, de l'hôpital psychiatrique où il séjourne et l'assassinent violemment. Cela pousse le Bourbon Kid à sortir de sa retraite. Après avoir assassiné Hunter (premier des trois policiers ayant commandité la mort de Casper), il rencontre enfin Dante et Peto au Nightjar, un bar de Santa Mondega. Les deux hommes l'aident peu après à exterminer les deux autres associés de Hunter dans le commissariat de Santa Mondega,. Ceci fait, Peto lui confie brièvement l'Œil de la Lune que le Bourbon Kid utilise pour se laver définitivement de ses pulsions homicides et de son sang de vampire. Il redevient alors JD, le jeune homme insouciant qu'il était dix-neuf ans plus tôt. Il laisse Dante et Peto et part retrouver Beth sur la jetée. JD décide d'alors de prendre un nouveau départ, et d'abandonner sa vie de criminel pour la passer avec Beth, qui d'ailleurs l'appelle à ce moment-là par le nom de Jack Daniels.

### Le Cimetière du Diable
Huit ans avant les événements du roman Le Livre sans nom, le Bourbon Kid s'invite au Pasadena, un hôtel prestigieux du Cimetière du Diable, perdu au milieu d'un désert, où se prépare un concours de sosies chanteurs nommé « Back from the Dead ». Les raisons de son arrivée sont multiples : il espère tout d'abord oublier les tristes évènements qui ont eu lieu dix ans auparavant jour pour jour, mais aussi avoir le bénéfice d'assassiner des créatures du mal. Une fois arrivé à l'hôtel, il est engagé par Julius pour tuer quatre candidats du concours.

### Le Livre de la mort
Après avoir passé une nuit en la compagnie de Beth, le Bourbon Kid l'accompagne dans le bureau d'Elijah Simmonds et découvre peu à peu la triste réputation de Beth : d'abord de la bouche du vigile James qu'il tabasse puis de la bouche d'Elijah Simmonds qui humilie Beth. Sur les supplications de celle-ci, JD décide de ne rien faire d'Elijah. Au retour chez elle, JD persuade Beth de quitter la ville, pour démarrer une nouvelle vie mais aussi pour éviter que Beth n'apprenne que JD est le Bourbon Kid ; la télévision locale commence en effet à diffuser photos et vidéos du Bourbon Kid, captées lors de son entrée dans le commissariat en compagnie de Dante et Peto. Il laisse donc une heure à Beth pour préparer ses affaires. Peu après, JD tue Silvinho, un tueur envoyé pour eux, et Beth comprend tout de suite devant la violence de la mort que JD est le Bourbon Kid. Peu après, Beth est enlevée par des hommes de main de Jessica. JD retrouve Dante et Kacy qui l'informent qu'ils ont besoin de lui pour mettre fin à la coalition des créatures du Mal. Devant la situation, JD comprend qu'il n'a plus qu'une solution : redevenir le Bourbon Kid. Le bourbon n'y suffisant pas, JD s'élance vers le Cimetière du Diable, après que Dante lui ait confié un sérum d'infiltration parmi les vampires.
Après une brève entrevue avec Jacko et l'Homme en rouge, il se rend au Purgatoire pour y boire un verre de bourbon et ainsi signer le contrat. Après avoir assassiné tous les clients du Purgatoire qui étaient d'anciennes victimes du Bourbon Kid, il retrouve ses talents d'assassin. Elvis, qui a récemment passé un pacte avec le Diable, lui fait cadeau d'un véritable arsenal tandis que Rodeo Rex, ayant lui aussi passé un pacte, lui offre les cartouches adéquates. Le Bourbon Kid enfile alors un manteau à capuche spécialisé dans le port d'armes, et sort du Purgatoire pour être téléporté vers Santa Mondega. Jusqu'à minuit, JD a le champ libre pour user librement de ses pouvoirs d'assassin.
Dès son arrivée à Santa Mondega, le Bourbon Kid ordonne à l'armée de zombies du Cimetière du Diable offerte par l'Homme en rouge de rester cloîtrée dans les bois en face de la Casa de Ville en attendant que le Kid y entre pour ouvrir les portes. Ceci fait, le tueur armé se dirige à la bibliothèque pour récupérer Le Livre de la mort mais ne l'y trouve pas. Il sauve cependant une jeune fille, Caroline, des griffes d'un vampire du clan des Pandas. Il constate par ailleurs la terrible mort de Josh, l'assistant d'Ulrika Price, assassiné par Gaius qui s'est défoulé sur lui. Le Kid conseille à Caroline de rester cachée dans la bibliothèque puis se rend au commissariat pour récupérer Le Livre sans nom. Il rencontre alors Flake qui lui révèle avoir un plan : elle a peint Le Livre sans nom pour qu'il ressemble au Livre de la mort et ainsi piéger Jessica. Le Bourbon Kid décide de suivre son plan, peint Flake pour la faire ressembler à un vampire du clan des Pandas et lui injecte le sérum d'infiltration parmi les vampires. Il emmène juste après Flake à la Casa de Ville. Il demande à la jeune femme de rester dans la voiture, et de la démarrer seulement quand l'armée de zombies qui déboulera dans la cour de la Casa de Ville sera presque entièrement passée. Ceci fait, il sort de la voiture pour commencer son massacre. Il retrouve Flake devant le bâtiment, qu'il aide à entrer en tuant la réceptionniste Panda, et laisse des cadavres sur sa route pour lui indiquer le chemin. Il règle d'abord son compte à Tex, puis Bull qui avait juré de le tuer il y a longtemps pour venger son père. Ce n'est que lorsque Jessica et Razor, braquant Beth, pénètrent dans le hall que les choses se compliquent. Le Kid réussit à tuer Razor mais Jessica se glisse derrière Beth et s'en sert comme bouclier humain ce qui empêche le Bourbon Kid de tirer sur Jessica. Il réussit à gagner du temps, assez pour que Flake (déguisée en la réceptionniste Panda) frappe Jessica avec Le Livre sans nom. Mais avant de mourir, Jessica est parvenu à mordre Beth au cou. Il porte donc celle-ci et s'enfuit avec Sanchez et Flake dans la voiture qu'il a laissé dehors pour prendre la direction du Musée.
Au Musée, le Bourbon Kid réussit à tuer les quelques vampires du clan de la Peste Noire qui assistaient Ramsès Gaius, le Seigneur du Mal. Ce dernier est en revanche plus difficile à tuer. Sanchez parvient une seconde à faire diversion ce qui permet au Kid de tirer derrière la tête de Gaius, et d'y déloger l'Œil de la Lune. Gaius le récupère cependant rapidement et envoie une rafale d'énergie au Bourbon Kid, ce qui le met quasiment K-O. Pendant ce temps, Kacy retrouve le miroir de poche que lui a donné Vanité et le lance au Kid. Ramsès Gaius envoie alors une nouvelle rafale d'énergie qui est renvoyée par le miroir du Bourbon Kid. Le Seigneur du Mal est alors mis K-O quelques instants et éjecté en direction de Sanchez. Ce dernier lui verse par hasard dans la bouche un liquide paralysant qui lui avait déjà permis de paralyser un vampire déguisé en Père Noël, ce qui permet au Kid de le torturer puis, aidé de Dante, Kacy et Sanchez, de le replacer momifié dans son sarcophage. Dante et Kacy, bien précédés de Sanchez, enfin partis, le Kid se dirige dans le bureau d'Elijah Simmonds pour assassiner le vigile James et tirer une balle dans la tête de Simmonds. Minuit sonne, le Kid est rappelé par le Diable pour commencer à honorer son pacte.
Six mois après cet évènement, un inconnu venant de Lakeland pénètre dans le Tapioca pour raconter une histoire à ses occupants. Quelques semaines auparavant, son village vivait sous la terreur d'un gang de bikers vampires qui semaient régulièrement la désolation. L'inconnu révèle que son village a été sauvé par le Bourbon Kid qui a massacré le gang de vampires. On apprend alors la teneur du contrat passé entre JD et l'Homme en rouge : JD est dans l'obligation de débarrasser le monde de toutes les créatures du Mal pour espérer retrouver sa liberté. L'inconnu donne ensuite à Beth le bout de tissu de marron sur lesquels les initiales JD sont brodées, lui révélant qu'elle saurait ce qu'il signifie.

### Le Pape, le Kid et l'Iroquois
Quelques années après le roman Le Livre de la mort, le Bourbon Kid est engagé par le Diable dans une mission visant à empêcher l'assassinat du pape. En effet, le général Alexis Calhoon, dirigeant une agence de services secrets américains, a reçu une carte à jouer annonçant le futur assassinat du pape par l’Iroquois, le célèbre tueur qui a officié à B Movie Hell. Pour cette opération, le Bourbon Kid est accompagné d'Elvis et de Rodeo Rex avec qui il forme une équipe nommée officieusement les Dead Hunters. Leur première mission consiste à récupérer en Roumanie Jack Munson et Jasmine pour les ramener aux États-Unis. Ils se lancent ensuite à la recherche de l'Iroquois. Le Bourbon Kid surveille alors Marianne dans l'espoir de trouver Joey Conrad, ce qui est assez vite couronné de succès puisqu'il les dénichent tous les deux dans la forêt qui jouxte le manoir Landingham, au moment où ils sont attaqués par deux hommes de main de Solomon Bennet. Le Bourbon Kid abat les deux hommes de main puis semble vouloir tuer Joey Conrad mais se ravise quand Marianne se place devant le corps inanimé de ce dernier pour le protéger. Joey Conrad disparaît alors dans la forêt.
Un peu plus tard, le Bourbon Kid tue Mozart, après que celui-ci aie été fait prisonnier par Elvis. Il se rend au manoir Landingham dans le but de sauver le pape lors de la réception qui y ait donné en son honneur. Il sauve Dante Vittori et Kacy Fellangi qui sont attaqués par Frank Grealish, qu'il affronte alors en combat singulier, sans qu'il y ait de vainqueur. Un peu plus tard, le Bourbon kid tue trente-deux mercenaires de Solomon Bennett, ce dernier étant tué par Joey Conrad. Avec l'aide de ce dernier, il parvient à tuer Frank Grealish : le Bourbon kid lui insère dans l'anus un œuf Kinder contenant une petite bombe puis Joey Conrad lui assène un « coup de poing foireux » qui fait se vider les entrailles de celui qui le reçoit, permettant ainsi à la bombe de tuer Frank Grealish.

### Sanchez: Un conte de Noël
Le Bourbon Kid revient très brièvement à Santa Mondega sous l'identité d'un mystérieux chauffeur de taxi au service de Sanchez. Sa véritable identité n'est révélée que dans les dernières pages de la nouvelle lorsque Flake le reconnaît. D'une voix rocailleuse, lorsque cette dernière lui demande s'il a un message à faire passer à Beth, il répond : « dis-lui que je serai bientôt de retour ».

### Bourbon Kid
Trois ans après avoir vu le Bourbon Kid pour la dernière fois, Beth Lansbury travaille au bar le Tapioca de Sanchez Garcia. Un jour, Joey Conrad, Marianne Pincent alias Bébé, Jasmine, Elvis et Rodeo Rex viennent y boire une bière. Elle demande à Sanchez de leur demander des nouvelles de son amoureux. Quelques jours après, pour la soirée d'Halloween, Beth se rend comme chaque année sur la jetée du port de Santa Mondega dans l'espoir que le Bourbon Kid vienne l'y retrouver. Mais cette année, ce sont des goules qui arrivent par la mer et tentent de la tuer. Elle est sauvée au dernier moment par l'arrivée du Bourbon Kid. Beth et le Bourbon Kid se rendent ensuite au bar le Tapioca où ils retrouvent Flake Munroe et Sanchez Garcia. Bientôt assaillis par d'autres goules, ils sont tous sauvés par la mise en route de l'extincteur automatique par Sanchez qui avait fait bénir le liquide par le père Papshmir quelque temps plus tôt. Les goules, au contact du liquide béni, s'enflamment puis fondent. De nombreuses goules continuant d'arriver du port, le Bourbon Kid, Beth, Sanchez et Flake quittent immédiatement le bar en prenant l'ambulance qui appartient à Sanchez. Mais les goules parviennent à les attaquer et Flake est poignardée dans le cou par l'une d'elles. Ils se séparent alors, le Bourbon Kid restant pour tenter de retarder les goules et Sanchez, Beth et Flake reprenant leur fuite avec l'ambulance. Le Bourbon Kid parvient à se défaire de tous les goules puis Ash, un des quatre cavaliers de l'Apocalypse, l'attaque seul, ce qu'il paye vite de sa vie.
Après avoir écouté une message laissé par Bébé sur son téléphone lui demandant de venir vite lui apporter de l'aide sur l'île de Blue Corn, le Bourbon Kid s'y rend immédiatement mais il est vite drogué et capturé dans un des bars de l'île pour servir ensuite de victime sacrificielle aux dieux de la forêt. Il parvient à s'échapper vivant de la forêt, mais s'écroule inconscient juste en dehors. Il est recueilli par une amish, Agnes Graber, qui ramène du collège son fils Thomas qui vient de se faire agresser par les deux fils du chef de la police. Le lendemain, le Bourbon Kid, bien remis, accompagne Thomas au collège et tue les deux agresseurs puis se laissent capturer par les deux premiers policiers qui arrivent. Une fois arrivé au commissariat, il se libère et tue tous les policiers présents, en finissant par le chef de la police, père des deux agresseurs de Thomas et principal instigateur de la tentative de sacrifice dans la forêt. Apprenant par Rodeo Rex que Beth l'attend dans l'église du père Yoder, il s'y rend immédiatement. Son arrivée à l'église pousse un des cavaliers de l'Apocalypse à utiliser un clairon qui rappelle toutes les goules pour les lancer à la poursuite du Bourbon Kid, sauvant ainsi Beth qui était sur le point de se faire tuer. Il entre dans la forêt, bientôt suivi par deux cavaliers de l'Apocalypse et leur armée de goules. Beth entre dans la forêt le lendemain matin pour tenter de le retrouver. Les deux seuls corps humains que le FBI retire ensuite de la forêt portent des cheveux de couleur vert pour l'un et blanc pour l'autre, laissant penser qu'il s'agit des deux derniers cavaliers de l'Apocalypse et que donc Beth et le Bourbon Kid s'en sont sortis vivants.

### Que le diable l'emporte
On apprend que JD et Beth Lansbury ont mis en scène leur propre mort dans la Forêt noire sur l'île de Blue Corn, à la suite des évènements décrits dans le roman Bourbon Kid. JD a pris le nom de Luke Palmer. Six mois plus tard, un agent du FBI, Ryan Miller, retrouve leurs traces. JD le tue, mais Ryan Miller se retrouve en Enfer et Scratch apprend ainsi que le Bourbon Kid a rompu son contrat avec lui. Peu après une quarantaine d'agents du FBI prennent d'assaut la ferme dans laquelle JD habite avec Beth. Il parvient à les tuer et à s'enfuir.
JD et Beth se rendent au Texas et décident de louer un petit cottage à côté d'une abbaye. Après leur première nuit, au matin, JD part faire un footing. À son retour, il trouve un mot de Beth lui disant qu'elle est allé prendre un café dans l'abbaye. JD part la chercher mais il aperçoit en chemin des hommes en noir qui sont d'après lui des hommes de Scratch, comprenant ainsi qu'ils sont tombés dans un piège mis au point par Scratch. Scratch a envoyé Dracula et Eric Einstein sur Terre : le premier tue le propriétaire de l'abbaye en l'empalant sur une lance et en lui coupant la tête ; le second créé dans une pièce de l'abbaye un portail temporel vers l'année 1896. Scratch a également corrompu des humains pour qu'ils entraînent JD et Beth dans la pièce du portail. Ainsi, les deux amants se retrouvent en 1896, année où le prêtre Benedict d'Assisi est mort, après qu'il a couché avec quantité de nonnes et tué en les brûlant toutes celles qui sont tombées enceintes, jusqu'à ce que les survivantes comprennent ce qui se passait dans l'abbaye et tue Benedict en le brûlant en 1896. JD et Beth arrivent à un moment où Benedict se cache dans une chambre de l'abbaye alors que des nonnes le cherchent. JD et Beth se séparent : JD retourne sans s'en rendre compte dans le présent alors que Beth parvient à livrer Benedict aux nonnes, ces dernières brûlant son corps. Un ange nommé Levian apparaît ensuite à Beth ; il lui explique le plan de Scratch et lui dit qu'elle est à jamais prisonnière du passé. Il lui dévoile qu'elle va accoucher de deux jumeaux, une fille qui deviendra Annabel de Frugyn et qui connaîtra l'avenir de par ce qu'elle lui en dira et un fils qui deviendra le propriétaire de l'abbaye, qui délivrera un message à JD peu avant de se faire empaler par Dracula. Ce message permet à JD de s'échapper de l'abbaye, aidé par Janis, et ainsi d'éviter d'être tué par les sbires de Scratch. Janis, apparue dans Le Cimetière du diable, se révèle être en fait la fille du père Papshmir, et ce dernier, qui a par le passé porté les noms de Vincent Palmer et Loomis Lansbury, n'est autre que le fils de JD et Beth ! Janis et lui ont mis au point un stratagème pour que le condamné à mort Melvin Melt, que Rodeo Rex et Elvis ont fait évader, prenne sa place afin que ce soit lui qui soit empalé par Dracula.

### Santa Mondega
Le Bourbon Kid rend une visite à Rex dans sa chambre à l'hôpital Saint-Jude de Santa Mondega et lui transfère de son sang, qui est le sang du Christ, lui proférant ainsi une haute capacité de guérison. Lors de l'affrontement final contre les zombies et les squelettes envoyés par Scratch, ce dernier est écrasé par un camion de salage conduit par Rodeo Rex. Le Bourbon Kid s'attaque alors à lui, tranchant des morceaux de son corps pour les lui faire manger, enfonçant des cigarettes dans ses yeux, arrachant ses ongles, brûlant ses cheveux et découpant de larges lambeaux de peau à l’aide d’un couteau à lame en dents de scie. Il retire ensuite l'Œil de la Lune de l'estomac de Scratch puis il lui ouvre le torse, arrache son cœur et l'écrase dans sa main sous les yeux horrifié de Scratch qui décède dans l'instant.

### L'Œil de la Lune
Première partie (flashback)
Dix-huit ans avant les évènements du roman Le Livre sans nom, Beth Lansbury était une jolie jeune fille aux cheveux châtains étudiant au lycée de Santa Mondega. Elle avait vécu une enfance difficile sous la tutelle de sa très autoritaire belle-mère Olivia Jane Lansbury. Cette dernière s'était fait un point d'honneur à éloigner Beth de tout lien social, s'occupant de son éducation et lui répétant sans cesse qu'elle ne valait rien. Les choses changèrent lorsque sa belle-mère l'inscrivit au lycée. Beth découvrit ainsi avec amertume la vie avec d'autres jeunes : au lycée, sa beauté lui attira la jalousie d'Ulrika Price, fille très populaire et chef des pompom girls, qui se moqua régulièrement d'elle. Beth n'avait pour ainsi dire aucun ami. Ce fut sa brève rencontre avec un inconnu, l'aidant à se relever après un croche-pied, qui la sortit un peu de ce désespoir. La jeune fille, amoureuse, nourrit en effet le désir de revoir ce jeune homme.
Lors du bal de fin d'année, après avoir été humiliée par une bonne partie des invités sous l'impulsion d'Ulrika, Beth s'enfuit de la soirée en larmes. Dans le couloir du lycée, elle parvint cependant à rencontrer cet inconnu qui lui révéla son nom, JD : le futur Bourbon Kid. Les deux individus se promenèrent tout en flirtant. JD se rappela cependant qu'il devait aller chercher son demi-frère à l'église. Il laissa alors Beth sur la jetée, lui promettant de revenir après avoir déposé son demi-frère chez lui. Finalement, il revint pour lui donner un baiser, la sauvant par la même occasion des griffes du vampire Kione. C'est alors que les deux amoureux firent la rencontre d'Annabel de Frugyn, vieille femme excentrique, en pleine tempête. La vieille proposa à Beth de l'abriter de la tempête sous sa caravane pour attendre JD, enfin parti chercher son demi-frère. Ce fut le début du drame pour la jeune fille : sa belle-mère l'ayant vu entrer dans la caravane vint la chercher pour la ramener de force jusque chez elle. Elle lui révéla alors la terrible vérité : si Olivia Jane avait accepté pendant toutes ces années de s'occuper d'elle, c'était dans l'attente de sa maturité. Pour qu'Olivia Jane rejoigne une secte sataniste, elle devait sacrifier une vierge : Beth. Si tôt retournée chez elle où l'attendait des invités de la secte sataniste, Olivia Jane s'exécuta et trancha la joue gauche de Beth. La jeune fille réussit malgré tout à survivre à sa belle-mère, en tirant sur la robe de celle-ci. Olivia Jane fut entraînée dans une chute qui lui fut fatale, tombant sur la lame qui lui perça la gorge. Beth s'enfuit du domicile, puis fut attrapée par la police et passa dix ans en prison pour son crime, si désespéré et légitime soit-il.
Deuxième partie (présent)
Depuis sa sortie de prison, la réintégration de Beth dans la société a été complexe, les évènements de son adolescence ayant laissé de graves séquelles morales au point qu'elle ait du mal à se sociabiliser. Enchaînant les petits boulots, elle ne réussit pas à se faire des amis car elle est sans cesse rattrapée par son triste passé. De plus, la cicatrice que lui a laissé la blessure de sa belle-mère effraie nombre de personnes. Elle est engagée par Bertram Cromwell comme femme de ménage au Musée, celui-ci ayant connu son père. Là encore, sa vie professionnelle est désagréable : elle mange seule à la cantine, n'a aucun ami, est surnommé « Beth la schizo » par une grande majorité de la population. Le directeur administratif du Musée Elijah Simmonds propose à Cromwell de la licencier. Ce dernier donne ainsi rendez-vous à Beth pendant lequel il fait part à la jeune fille de la plus grande bienveillance : il surprend Beth en lui révélant qu'il ne la licencie pas, et l'invite à déjeuner avec lui une fois par semaine après ses jours de congé. Par ailleurs, il lui offre un sweat-shirt chaud pour sa ballade sur la jetée. En effet, Beth se recueille chaque année le jour d'Halloween sur la jetée, dans l'espoir de retrouver JD (la Dame Mystique lui ayant annoncé qu'il reviendrait). Le jour J, Beth se rend sur la jetée et y attend jusqu'à la fin de l'heure maléfique, une heure du matin. Mais JD n'apparaît toujours pas et Beth se convainc que ce dernier doit être mort. La jeune femme reprend alors son chemin de retour, déçue et mélancolique. Soudain, JD apparaît derrière elle en répétant la même phrase que lors de leur rencontre : « Toi aussi c'est ta mère, hein ? ». Interdite, Beth est prise d'une joie immense mais elle a bientôt honte de sa cicatrice. JD n'en tient pas compte, l'embrasse puis lui murmure « Beth, on a tous des cicatrices », à présent bien résolu à passer sa vie avec elle.

### Le Cimetière du Diable
Beth est brièvement mentionnée, le Bourbon Kid se la rappelant dans son costume de Dorothy du Magicien d'Oz. Quand il rencontre ensuite Emily Shannon dans le même déguisement, il ne peut la tuer, certains de ses traits lui rappelant son amour de jeunesse.

### Le Livre de la mort
Le lendemain du retour de JD, Beth apprend attristée la mort de Bertram Cromwell à la télévision. Son successeur, Elijah Simmonds convoque Beth à son bureau pendant que JD attend dehors. Ce dernier, au cours d'un très bref entretien, la licencie comme elle s'y attendait tout en l'humiliant. Au retour chez elle, JD persuade Beth de quitter la ville, pour démarrer une nouvelle vie mais aussi pour éviter que Beth n'apprenne que JD est le Bourbon Kid ; la télévision locale commence en effet à diffuser photos et vidéos du Bourbon Kid, captées lors de son entrée dans le commissariat en compagnie de Dante et Peto. Il laisse donc une heure à Beth pour préparer ses affaires. Peu après, JD tue Silvinho, un tueur envoyé pour eux, et Beth comprend tout de suite devant la violence de la mort que JD est le Bourbon Kid. Peu après, Beth est enlevée par des hommes de main de Jessica. Plus tard, à Case de Ville, la résidence de Ramsès Gaius et de Jessica dans laquelle Beth est retenue prisonnière afin d'y faire venir le Bourbon Kid, Jessica demande à Razor d'abattre Beth. Le Kid apparaît alors et réussit à tuer Razor mais Jessica se glisse derrière Beth et s'en sert comme bouclier humain ce qui empêche le Bourbon Kid de tirer sur Jessica. Il réussit à gagner du temps, assez pour que Flake (déguisée en la réceptionniste Panda) frappe Jessica avec Le Livre sans nom. Mais avant de mourir, Jessica est parvenu à mordre Beth au cou. Il porte donc celle-ci et s'enfuit avec Sanchez et Flake dans la voiture qu'il a laissé dehors pour prendre la direction du Musée. Le Bourbon Kid, avec l'aide de Sanchez et Kacy, réussit à tuer Ramsès Gaius et à récupérer l'Œil de la Lune. Grâce à cet objet magique, la transformation de Beth en vampire est arrêtée et la cicatrice obtenue jadis lorsqu'elle avait affronté et tuée sa mère disparaît.
Six mois plus tard, Dante et Kacy se marient, Beth est demoiselle d'honneur. Un inconnu venant de Lakeland pénètre dans le Tapioca pour raconter une histoire à ses occupants. Quelques semaines auparavant, son village vivait sous la terreur d'un gang de bikers vampires qui semaient régulièrement la désolation. L'inconnu révèle que son village a été sauvé par le Bourbon Kid qui a massacré le gang de vampires. On apprend alors la teneur du contrat passé entre JD et l'Homme en rouge : JD est dans l'obligation de débarrasser le monde de toutes les créatures du Mal pour espérer retrouver sa liberté. L'inconnu donne ensuite à Beth le bout de tissu de marron sur lesquels les initiales JD sont brodées, lui révélant qu'elle saurait ce qu'il signifie.

### Sanchez: Un conte de Noël
Flake mentionne Beth à la fin de la nouvelle, demandant au Bourbon Kid s'il a un message à lui transmettre.

### Bourbon Kid
Trois ans après avoir vu le Bourbon Kid pour la dernière fois, Beth Lansbury travaille au bar le Tapioca de Sanchez Garcia. Un jour, Joey Conrad, Marianne Pincent alias Bébé, Jasmine, Elvis et Rodeo Rex viennent y boire une bière. Elle demande à Sanchez de leur demander des nouvelles de son amoureux. Quelques jours après, pour la soirée d'Halloween, Beth se rend comme chaque année sur la jetée du port de Santa Mondega dans l'espoir que le Bourbon Kid vienne l'y retrouver. Mais cette année, ce sont des goules qui arrivent par la mer et tentent de la tuer. Elle est sauvée au dernier moment par l'arrivée du Bourbon Kid. Beth et le Bourbon Kid se rendent ensuite au bar le Tapioca où ils retrouvent Flake Munroe et Sanchez Garcia. Bientôt assaillis par d'autres goules, ils sont tous sauvés par la mise en route de l'extincteur automatique par Sanchez qui avait fait bénir le liquide par le père Papshmir quelque temps plus tôt. Les goules, au contact du liquide béni, s'enflamment puis fondent. De nombreuses goules continuant d'arriver du port, le Bourbon Kid, Beth, Sanchez et Flake quittent immédiatement le bar en prenant l'ambulance qui appartient à Sanchez. Mais les goules parviennent à les attaquer et Flake est poignardée dans le cou par l'une d'elles. Ils se séparent alors, le Bourbon Kid restant pour tenter de retarder les goules et Sanchez, Beth et Flake reprenant leur fuite avec l'ambulance, se dirigeant vers le Purgatoire pour y retrouver Scratch. Une fois arrivés, pendant que Beth s'occupe de Flake, Scratch envoie Sanchez sur l'île de Blue Corn pour y trouver le poignard de Brutus, seule arme permettant de tuer Caïn. Quand Sanchez se retrouve bloqué, en compagnie de Jasmine, sous l'église du père Yoder sur l'île de Blue Corn, Beth s'y rend pour tenter d'ouvrir à nouveau le passage secret pour les libérer. Beth parvient à ouvrir le passage secret et libère ses deux amis. Elle leur annonce que Caïn est en route pour le Purgatoire et qu'ils doivent s'y rendre au plus vite avec le poignard de Brutus pour essayer de le tuer. Beth, quant à elle, fait le choix de rester dans l'église dans l'espoir de retrouver le Bourbon Kid. Mais les villageois amish arrivent peu à peu dans l'église et tous croient que Beth a tué le père Yoder. Les derniers villageois arrivés annoncent que des créatures étranges se dirigent vers l'église. Beth leur affirme qu'il s'agit de goules et qu'elles vont les attaquer. Elle parvient à convaincre les femmes et les enfants de se réfugier dans le labyrinthe sous l'église, fermant ensuite le passage. Attaquée par des goules, elle ne doit son salut qu'au clairon d'un des cavaliers de l'Apocalypse qui rappelle à lui toutes les goules pour les lancer à la poursuite du Bourbon Kid qui vient d'arriver. Il entre dans la forêt, bientôt suivi par deux cavaliers de l'Apocalypse et leur armée de goules. Beth passe toute la nuie dans l'église à attendre le retour du Bourbon Kid. Au petit matin, ce dernier n'étant toujours pas revenu, elle décide de pénétrer dans la forêt pour tenter de le retrouver. Les deux seuls corps humains que le FBI retire ensuite de la forêt portent des cheveux de couleur vert pour l'un et blanc pour l'autre, laissant penser qu'il s'agit des deux derniers cavaliers de l'Apocalypse et que donc Beth et le Bourbon Kid s'en sont sortis vivants.

### Que le diable l'emporte
On apprend que Beth Lansbury et JD ont mis en scène leur propre mort dans la Forêt noire sur l'île de Blue Corn, à la suite des évènements décrits dans le roman Bourbon Kid. Beth a pris le nom de Ruth Palmer et est enceinte du Bourbon Kid.
Beth et JD se rendent au Texas et décident de louer un petit cottage à côté d'une abbaye. Après leur première nuit, au matin, alors que JD est parti faire un footing, Beth se rend à l'abbaye pour prendre un café. Elle tombe dans un piège mis au point par Scratch. Scratch a envoyé Dracula et Eric Einstein sur Terre : le premier tue le propriétaire de l'abbaye en l'empalant sur une lance et en lui coupant la tête ; le second créé dans une pièce de l'abbaye un portail temporel vers l'année 1896. Scratch a également corrompu des humains pour qu'ils entraînent JD et Beth dans la pièce du portail. Ainsi, les deux amants se retrouvent en 1896, année où le prêtre Benedict d'Assisi est mort, après qu'il a couché avec quantité de nonnes et tué en les brûlant toutes celles qui sont tombées enceintes, jusqu'à ce que les survivantes comprennent ce qui se passait dans l'abbaye et tue Benedict en le brûlant en 1896. JD et Beth arrivent à un moment où Benedict se cache dans une chambre de l'abbaye alors que des nonnes le cherchent. JD et Beth se séparent : JD retourne sans s'en rendre compte dans le présent alors que Beth parvient à livrer Benedict aux nonnes, ces dernières brûlant son corps. Un ange nommé Levian apparaît ensuite à Beth ; il lui explique le plan de Scratch et lui dit qu'elle est à jamais prisonnière du passé. Il lui dévoile qu'elle va accoucher de deux jumeaux, une fille qui deviendra Annabel de Frugyn et qui connaîtra l'avenir de par ce qu'elle lui en dira et un fils qui deviendra le propriétaire de l'abbaye, qui délivrera un message à JD peu avant de se faire empaler par Dracula. Ce message permet à JD de s'échapper de l'abbaye, aidé par Janis, et ainsi d'éviter d'être tué par les sbires de Scratch. Janis, apparue dans Le Cimetière du diable, se révèle être en fait la fille du père Papshmir, et ce dernier, qui a par le passé porté les noms de Vincent Palmer et Loomis Lansbury, n'est autre que le fils de JD et Beth ! Janis et lui ont mis au point un stratagème pour que le condamné à mort Melvin Melt, que Rodeo Rex et Elvis ont fait évader, prenne sa place afin que ce soit lui qui soit empalé par Dracula.

### Le Livre sans nom
Sanchez Garcia vit à Santa Mondega, une ville perdue d'Amérique du Sud en tant que patron du Tapioca (bar miteux célèbre pour sa fréquentation douteuse). Il est présenté comme légèrement rond, aux cheveux noirs, et caractérisé pour sa lâcheté. Lorsque des inconnus débarquent dans son bar, il a pour habitude de leur servir sa cuvée maison, à savoir un verre de son urine. Cinq ans avant le début du roman, le bar de Sanchez et ses occupants sont décimés par le Bourbon Kid. La seule survivante, Jessica, est confiée à Thomas, le frère de Sanchez et reste dans un coma de plus de cinq ans.
Cinq ans après, Sanchez fait face à de nouvelles difficultés : Jessica se réveille de son coma, Thomas et Audrey Garcia (le frère de Sanchez et sa femme) sont assassinés, et la recherche de l'Œil de la Lune fait intervenir de nombreux criminels autour de lui. À la fin du roman, Sanchez récupère une Jessica très amochée qui a survécu à une nouvelle fusillade dans le Tapioca et espère secrètement qu'elle lui sera reconnaissante.

### L'Œil de la Lune
Sanchez Garcia, à la suite de la disparition de Jessica Xavier et ayant appris par des journaux que les séries de meurtres récents semblaient être liés à un livre sans nom écrit par un auteur anonyme, se rend à la bibliothèque de Santa Mondega ; il y subtilise Le Livre de la mort, rangé parmi les ouvrages de référence. À la fin du roman, il inscrit à l'intérieur de ce livre les noms de Ramsès Gaius et de Jessica Xavier.

### Le Cimetière du Diable
Sanchez Garcia a gagné deux semaines de vacances mystère tous frais payés. Après trois heures d'avion et bien plus d'autocar en compagnie de la Dame Mystique qui a gagné les mêmes vacances, ils atteignent l'Hôtel Pasadena au Cimetière du Diable. N'ayant étrangement pas de chambre réservé à son nom, il se voit attribuer celle de Claude Balls, un homme qui na pas récupéré la sienne depuis la veille. Il trouve dans sa chambre une enveloppe avec quatre photos et une liste des noms de quatre participants au concours de sosies chanteurs « Back from the Dead » ainsi que 20 000 dollars. Il s'avère que Claude Balls est un nom d'emprunt d'Angus l'Invincible, un tueur à gages embauché par Julius, un des participants au concours afin de tuer ses quatre plus dangereux concurrents.

### Le Livre de la mort
Sanchez Garcia apporte une bouteille de Jack Daniels à Rick, le propriétaire du Olé Au Lait, en paiement d'un renseignement que celui-ci lui a donné la veille à propos de Jessica Xavier. Flake Munroe, la serveuse, parvient à le persuader de s'engager avec elle dans la police de Santa Mondega. Peu après leur arrivée au commissariat, ils sont confrontés à Ulrika Price qui se révèle être un vampire. Alors que Sanchez est acculée par Ulrika dans le vestiaire situé au sous-sol du commissariat, Flake Munroe frappe Ulrika avec un livre qui se révèle être le Livre sans nom, qui a la particularité de détruire immédiatement toute créature du Mal amenée à le toucher. Ulrika Price se consume immédiatement après le coup porté par Flake. Flake persuade un peu plus tard Sanchez que Le Livre de la mort est tout aussi important que Le Livre sans nom. Sanchez l'ayant confié un peu plus tôt à Rick afin qu'il le rapporte à la bibliothèque, il s'y rend et retrouve le livre qu'il emprunte cette fois auprès de Josh, l'assistant d'Ulrika Price. Il est tout de suite poursuivi par un vampire déguisé en Père Noël et qui cherche à récupérer le fameux livre. Par chance, Sanchez parvient à maîtriser le vampire et à s'en débarrasser en mettant le feu à sa fausse barbe. Il est ensuite poursuivi par une troupe de scouts Tournesols qui cherche à venger la mort de la personne déguisée en Père Noël et il en est sauvé in extremis par Flake qui arrive en trombe au volant de sa voiture et heurte au passage Le Livre de la mort. Sanchez lui en veut néanmoins pour avoir abîmé le livre qu'il souhaite offrir en bon état à Jessica, dont il est amoureux, afin de s'attirer ses faveurs et de récupérer par la même occasion les 50 000 dollars qu'elle a promis à celui qui lui rendrait.
Plus tard, Sanchez se rend à Casa de Ville, lieu de séjour de Ramsès Gaius et de sa fille Jessica, pour rapporter Le Livre de la mort. Il y apprend ce que Flake avait tenté de lui faire comprendre un peu plus tôt, à savoir que Jessica est une vampire et qu'elle ne s'intéresse qu'au livre et en aucun cas à Sanchez. Flake, venu en compagnie du Bourbon Kid, parvient à tuer Jessica avec Le Livre sans nom. Mais avant de mourir, Jessica est parvenu à mordre Beth au cou. Le Bourbon Kid la porte dans ses bras et s'enfuit avec Sanchez et Flake pour se rendre au Musée.
Au Musée, Sanchez porte assistance au Bourbon Kid dans sa lutte avec Ramsès Gaius. Sa tentative d'assassinat avec Le Livre sans nom échoue mais, en désespoir de cause, il vide une flasque qu'il pense contenir sa pisse sur la tête de Ramsès mais il s'agit en fait d'un liquide vert paralysant récupéré sur un vampire déguisé en Père Noël, liquide qui lui avait déjà permis de tuer ce vampire. Ramsès est ainsi paralysé, ce qui permet au Kid de le torturer puis, aidé de Dante, Kacy et Sanchez, de le replacer momifié dans son sarcophage.
Le lendemain, Sanchez fait avec Flake Munroe son rapport à l'agent du FBI Richard Williams qui n'en croit pas un mots et les vire de la police de Santa Mondega. Flake cite alors son horoscope à Williams pour le faire enrager, horoscope qui lui conseillait de coucher avec son supérieur. L'instant d'après, Sanchez lui propose un emploi de cuisinière au Tapioca. Le Olé Au Lait qui a fermé et où travaillait Flake (son propriétaire Rick s'étant fait assassiner) étant le seul restaurant proposant des petits-déjeuners, Sanchez voit là un créneau de restauration à prendre. Le barman sait en effet que Flake sait très bien faire les petits-déjeuners, et lui avoue qu'il l'apprécie.
Six mois plus tard, le jour du mariage de Dante et Kacy, Flake travaille désormais au Tapioca. Il est précisé que grâce à elle le bar a considérablement changé. Sa fréquentation douteuse n'est plus que de l'histoire ancienne et le bar commence à enregistrer des bénéfices alors que de nouveaux clients y affluent régulièrement. Il est suggéré que Sanchez est désormais en couple avec Flake.

### Sanchez: Un conte de Noël
Quelques mois après les événements du Livre de la mort, Sanchez est réveillé par le fantôme de la Dame Mystique. Celle-ci lui annonce que trois fantômes, les esprits des Noëls passés, présents et à venir, viendront à sa rencontre et lui montreront successivement ce qu'était sa vie avant de connaître Flake Munroe, ce qu'est sa vie en ce moment et qu'elle serait dans un futur où elle l'aurait quitté. Leur but, dit-elle, est de lui faire prendre conscience de son égoïsme et par là même, sauver sa relation avec Flake qui bat de l'aile. La voyante lui conseille de se rendre dans la Waxwork Tower, à la soirée d'entreprise de sa petite amie, à laquelle il avait pourtant refusé d'assister. Arrivé dans l'immeuble, Sanchez rencontre le fantôme des Noëls passés, sous les traits de Nigel Powell en uniforme de policier. Ce dernier lui donne un premier conseil : se méfier de Wallace. Sanchez rencontre ensuite le patron de Flake, Pat Miyagi, qui l'accompagne jusqu'au bureau de Flake. Celle-ci lui annonce qu'elle aimerait vraiment le voir changer afin qu'il s'intéresse à elle, émettant même l'idée de le quitter pour Wallace, un de ses collègues de bureau. Mais Sanchez ne semble pas comprendre la demande de Flake. Peu après, plusieurs hommes armés font irruption au milieu de la fête de Noël de Waxwork Industries et demandent à se faire remettre le patron de l'entreprise, Pat Miyagi. Ce dernier est immédiatement dénoncé par Wallace et les hommes armés s'en empare et l'emmène au septième étage, dans le musée de l'Horreur, dans lequel Sanchez s'est caché un peu plus tôt quand il a vu les hommes armées arriver. Sanchez est bientôt capturé lui aussi. Au moment d'être exécuté, il est sauvé par l'esprit des Noëls présents qui a pris les traits de Rodeo Rex, grimé en Yéti. Ce dernier convainc Sanchez de placer le corps de l'homme mort dans l'ascenseur et de le vêtir de son pull de Sanchez afin que Flake sache que Sanchez est toujours vivant. Rodeo Rex envoie ensuite Sanchez au huitième étage, se chargeant quant à lui d'accueillir le reste des hommes armés. Au huitième étage, Sanchez rencontre Mini Tim, le fils illégitime du frère de Marco Banucci, l'homme qui tente de le capturer puis de le tuer afin de toucher l'héritage de son frère. Prétextant un jeu de cache-cache, Sanchez envoie Tim se cacher au neuvième étage. Peu après, Marco Banucci capture Sanchez et s'apprête à le tuer quand il est tout à coup désarmé par Elvis, l'esprit des Noëls à venir. Ce dernier montre ensuite à Sanchez un petit film de ce qui se passerait dans l'avenir si Sanchez choisissait de remettre Tim aux hommes de Marco Banucci. Un peu plus tard, Marco Banucci capture Flake afin que Sanchez se livre et avec lui Mini Tim. Mais Sanchez, lorsqu'il se rend, a caché Mini Tim derrière lui et l'enfant parvient à tirer sur Marco Banucci avec le pistolet que Sanchez lui avait confié auparavant. Flake se charge ensuite de tuer le dernier des hommes de main de Marco Banucci.

### Bourbon Kid
Sanchez Garcia retrouvent dans son bar Joey Conrad, Rodeo Rex, Elvis, Jasmine et Marianne Pincent après que les quatre premiers aient libéré Marianne alias Bébé d'un fourgon de policiers dans lequel elle était prisonnière. Sanchez leur transmet la demande d'un prêtre amish nommé Atlee Yoder. Ce dernier désire que les Dead Hunters viennent sur l'île de Blue Corn afin de tuer une créature maléfique qui durant chaque automne tue toutes les personnes qui traversent la forêt qui se trouve au milieu de l'île. Joey et Bébé décident de s'en charger, tandis que Rodeo Rex part au Canada pour se faire retirer sa main métallique et que Jasmine et Elvis se rendent au mont Dracula afin qu'Elvis achète une DeLorean DMC-12 à Jasmine.
Le soir d'Halloween, Beth Lansbury se rend comme chaque année sur la jetée du port de Santa Mondega. Elle revient ensuite au bar le Tapioca accompagnée du Bourbon Kid et ils y retrouvent Flake Munroe et Sanchez Garcia. Bientôt assaillis par d'autres goules, ils sont tous sauvés par la mise en route de l'extincteur automatique par Sanchez qui avait fait bénir le liquide par le père Papshmir quelque temps plus tôt. Les goules, au contact du liquide béni, s'enflamment puis fondent. De nombreuses goules continuant d'arriver du port, le Bourbon Kid, Beth, Sanchez et Flake quittent immédiatement le bar en prenant l'ambulance qui appartient à Sanchez. Mais les goules parviennent à les attaquer et Flake est poignardée dans le cou par l'une d'elles. Ils se séparent alors, le Bourbon Kid restant pour tenter de retarder les goules et Sanchez, Beth et Flale reprenant leur fuite avec l'ambulance, se dirigeant vers le Purgatoire pour y retrouver Scratch. Une fois arrivés, pendant que Beth s'occupe de Flake, Scratch envoie Sanchez sur l'île de Blue Corn pour y trouver le poignard de Brutus, seule arme permettant de tuer Caïn. Les toilettes du Purgatoire permettant de se rendre dans n'importe quel endroit sur Terre, Sanchez se retrouve immédiatement sur l'île de Blue Corn, dans le bar où le Bourbon Kid s'est rendu auparavant. Sur le point d'être drogué comme ce dernier, il ne doit son salut qu'à l'arrivée de Jasmine qui parvient à se débarrasser du barman et du videur. Tous les deux se rendent près de la forêt noire pour tenter de retrouver le Bourbon Kid. Jasmine y pénètre et puis parvient à en sortir grâce à Sanchez. Ils décident alors d'aller trouver le père Yoder dans son église. Jasmine parvient facilement à y trouver un escalier secret descendant dans un labyrinthe censé abriter le poignard de Brutus. Une statue de Méduse la change en pierre dès le premier regard. Peu après, la venue dans l'église de Caïn ayant emprunté le corps du clone de Rodeo Rex pousse Sanchez à se réfugier dans le labyrinthe, dont l'accès est ensuite fermé par le père Yoder. Il parvient à échapper au regard meurtrier de la Méduse puis celle-ci aperçoit son propre regard dans les lunettes à verres miroir de Sanchez et se transforme immédiatement en pierre, ce qui au même instant inverse le processus sur Jasmine qui retrouve immédiatement vie. Un peu plus loin dans le labyrinthe, ils mettent enfin la main sur le poignard de Brutus. Beth, qui a quitté le Purgatoire à la suite d'une vision d'Annabel de Frugyn annonçant que Jasmine et Sanchez sont enfermés dans le labyrinthe sous l'église de l'île de Blue Corn, ouvre à nouveau le passage secret et libère ses deux amis. Elle leur annonce que Caïn est en route pour le Purgatoire et qu'ils doivent s'y rendre au plus vite avec le poignard de Brutus pour essayer de le tuer. Beth, quant à elle, fait le choix de rester dans l'église dans l'espoir de retrouver le Bourbon Kid. Jasmine et Sanchez se rendent au commissariat où ils retrouvent Rodeo Rex. Flake ouvre la porte des toilettes du Purgatoire au moment où Sanchez se trouve dans les toilettes du commissariat, information obtenue grâce à Annabel de Frugyn qui l'a vue dans sa boule de cristal. Sanchez, Jasmine et Rodeo Rex traversent ce portail pour regagner le Purgatoire. Juste avant l'arrivée de Zitrone et Caïn au Purgatoire, Sanchez, Jasmine, Rodeo Rex et Flake simulent leur mort grâce à des sachets de ketchup en la possession de Sanchez. Scratch accueille avec entrain Caïn et Zitrone qui se laissent prendre au piège ; Elvis parvient à tuer Zitrone en lui tirant avec le plus gros des pistolets ayant appartenu au Bourbon Kid et Flake réussit à tuer Caïn avec le poignard de Brutus.

### Que le diable l'emporte
Après six mois passés en Enfer, Sanchez Garcia en est expulsé par Scratch qui ne peut plus supporter son hygiène. Ce dernier offre tout de même deux cent mille dollars à Sanchez et Flake pour qu'ils se réinstallent au Tapioca, le bar que possède Sanchez à Santa Mondega. Quelques jours plus tard, Sanchez se trouve seul dans son bar. Il y découvre une personne s'étant faite enfermée intentionnellement. Il s'agit de Pete, un éboueur gay qui s'est épris de lui quand il a découvert le livre Le Plaisir anal à l'usage de l'homosexuel d'aujourd'hui dans la poubelle du bar, prenant cela pour une message personnel à son intention. Au moment où Pete déclare sa flamme à Sanchez, le maire de Santa Mondega, Tim Shepherd, pénètre dans le bar, bien décidé à les tuer tous les deux. En effet, il a posé dans sa jeunesse dans le livre Le Plaisir anal à l'usage de l'homosexuel d'aujourd'hui et, après avoir détruit tous les exemplaires sauf celui en la possession de Sanchez, il a décidé de tuer tous ceux qui ont lu ce dernier exemplaire. Il camoufle ses meurtres en arrachant les yeux et la langue de ceux qu'il tue afin de faire croire à des meurtres effectués par un vampire, à l'image des meurtres commis par Archibald Somers cinq ans auparavant. Le maire plante une épée dans Pete et au moment où il s'apprête à en faire de même avec Sanchez, Annbel de Frugyn apparaît derrière lui et le tue, pensant qu'il s'agit de Dracula. Elle est en effet venu prévenir Sanchez que Dracula a décidé de faire de lui son âme sœur pour l'éternité. Dracula apparaît alors et plante une épée dans le corps d'Annabel. Elvis, Rex et Jasmine entrent alors dans le bar, bientôt rejoints par Flake, et tous utilisent leurs armes à feu pour tenter de tuer Dracula qui se transforme vite en chauve-souris afin de pouvoir s'enfuir plus facilement. Annabel décède et apparaît alors un ange appelé Levian qui annonce à tous qu'Annabel s'appelle en fait Emma Lansbury et qu'elle est la fille de Beth.

### Santa Mondega
Sanchez Garcia s'est attribué le mérite du meurtre de Tim Shepherd, le maire de Santa Mondega, à la place d'Annabel de Frugyn. Scratch apprend à Melinda Bone, l'assistante du maire, l'existence d’une vieille loi stipulant que quiconque tue le maire doit être décapité à la ferme des Mutner puis exhibé dans les rues de la ville pour dissuader quiconque de faire la même chose. Elle met au point un piège visant à faire tuer Sanchez en lui exposant cette ancienne loi mais en disant que quiconque tue le maire se voit devenir le nouveau maire. Lors de sa visite à la ferme en tant que nouveau maire, Sanchez parvient à échapper à son assassinat,. Avec Flake, Elvis, Rodeo Rex, Jasmine et le Bourbon Kid, il participe à l'affrontement final contre les zombies et les squelettes envoyés par Scratch.

### Le Livre sans nom
Elvis est un tueur à gage qui est aussi sosie et grand admirateur d'Elvis Presley, au point de toujours s'habiller comme lui. Souvent surnommé le King, il est un grand ami de Sanchez et Rodeo Rex. On ne connaît pas son nom de famille.
À la suite du meurtre du frère de Sanchez, Elvis propose à ce dernier de tuer son meurtrier, qu'il pense être Jefe. Pensant l'avoir localisé dans l'International Hotel de Santa Mondega, il pénètre dans une suite qu'il pense être celle de Jefe, se fiant au cahier de l'hôtel. En fait, il y trouve Marcus la Fouine, à qui il offre une mort lente et douloureuse. Plus tard, quand il revoit Sanchez, ce dernier lui apprend que Jefe est toujours vivant et que, selon la description d'Elvis de l'homme qu'il a assassiné, il doit s'agit de Marcus la Fouine. Elvis décide alors, sur les conseils de Sanchez, de partir à la recherche de l'Œil de la Lune afin de le rapporter à Jefe. Au cours de cette recherche, Elvis se rend à l'appartement de Dante et Kacy, dans lequel il est assassiné.

### L'Œil de la Lune
Elvis joue un rôle mineur, on ne le croise que dans la première partie de l'ouvrage, se déroulant dix-sept ans avant les évènements du roman Le Livre sans nom. Elvis participe à un concert lors d'une soirée organisée par Rodeo Rex qui à cette époque-là était révérend. Lors de ce concert, Elvis et Rex exterminent les vampires du clan des Capuchards et protègent Sanchez Garcia, le barman du Tapioca, et Casper, le demi-frère du Bourbon Kid.

### Le Cimetière du Diable
Huit ans avant le Livre sans nom, Elvis se rend à l'Hôtel Pasadena pour participer à un concours de sosies chanteurs au nom évocateur : « Back from the Dead ». Il se retrouve mêlé avec Sanchez à une histoire d'assassinat lorsque ce dernier et lui découvrent une enveloppe dans la chambre de Sanchez. Il est d'ailleurs avec ce dernier accusé d'avoir tué trois des cinq candidats présélectionnés pour la finale. Emmenés dans le désert, Sanchez et Elvis doivent creuser un trou en attendant que l'un d'entre eux révèle où sont les 20 000 dollars originellement offerts à Angus. En réalité, Sanchez a caché leur existence à Elvis et les a tous dépensés au casino de l'hôtel. Avant que Sanchez ou Elvis n'aient le temps de se dénoncer, des zombies sortent de terre commençant à les encercler. Les deux compères sont sauvés in extremis par Gabriel Locke, ami d'Elvis, qui traversait à ce moment-là le Cimetière du Diable en direction de l'Hôtel Pasadena.
À l'Hôtel, il échange quelques mots avec Sanchez et Gabriel à propos des légendes qui entourent l'Hôtel. Gabriel révèle être envoyé par Rodeo Rex pour remplir une mission d'assassinat. Selon lui, le commanditaire de la mission est Julius qui n'est autre que le treizième apôtre de Jésus. Gabriel affirme que Julius doit gagner le concours pour mettre fin à la menace qui pèse sur l'Hôtel, faute de quoi tous ses occupants seraient dévorés par les zombies. Après ces quelques révélations, Gabriel se met en route pour aller tuer Emily, tandis que Sanchez et Elvis se dirigent dans l'auditorium pour l'annonce des résultats. Il se trouve que finalement, Elvis est retenu pour la finale à cause du retard d'Emily sur la scène. Après que tous les finalistes aient chanté, Elvis arrive quatrième et constate avec surprise que Julius n'arrive que troisième. Finalement, l'Hôtel est avalé en Enfer puisque le pacte que Nigel Powell était censé faire passer à Jacko est nul et non avenu. Elvis parvient néanmoins à s'enfuir en compagnie de Sanchez, Janis (sosie de Janis Joplin atteinte du syndrome de La Tourette, qu'il a réussi à séduire), ainsi que la Dame Mystique.
Le lendemain, au petit-déjeuner, Elvis et Sanchez constatent amusés qu'une voiture tressaute dans tous les sens sur le parking de leur hôtel. Les deux amis ne le sauront jamais, mais l'homme à l'intérieur est en réalité Angus l'Invincible (qui a dormi dans le même motel qu'eux) en train d'être étranglé par le Bourbon Kid.
Il est engagé par Sanchez pour assassiner Jefe et retrouver l'Œil de la Lune, mystérieuse pierre bleue aux pouvoirs magiques. Cette mission est censée permettre à Elvis de s'enrichir (El Santino offrant une récompense à quiconque lui apportera) mais aussi de venger la mort de Thomas et Audrey Garcia (le frère de Sanchez et son épouse). Il ne remplit jamais cette mission puisqu'il est tué par Archibald Somers qui le croise par hasard dans un motel.
Elvis fait une courte apparition dans le Purgatoire, en compagnie de Rodeo Rex. On apprend alors qu'Elvis a, tout comme Rex, passé un pacte avec le Diable pour demeurer dans le monde des vivants. Il doit en effet remplir des missions d'assassinat de créatures du Mal pour le Diable. Elvis confie au Bourbon Kid un véritable arsenal, ainsi que le contrat passé avec le Diable.

### Le Livre de la mort
Avec Rodeo Rex, Elvis dote le Bourbon Kid d'un véritable arsenal pour permettre à celui-ci de sauver Santa Mondega.

### Le Pape, le Kid et l'Iroquois
Quelques années après le roman Le Livre de la mort, Elvis est engagé par le Diable dans une mission visant à empêcher l'assassinat du pape. En effet, le général Alexis Calhoon, dirigeant une agence de services secrets américains, a reçu une carte à jouer annonçant le futur assassinat du pape par l’Iroquois, le célèbre tueur qui a officié à B Movie Hell. Pour cette opération, Rex est accompagné de Rodeo Rex et du Bourbon Kid avec qui il forme une équipe nommée officieusement les Dead Hunters. Leur première mission consiste à récupérer en Roumanie Jack Munson et Jasmine pour les ramener aux États-Unis. Ils se lancent ensuite à la recherche de l'Iroquois.

### Sanchez: Un conte de Noël
Elvis apparaît sous les traits de l'esprit des Noëls à venir. Au neuvième étage de la Waxwork Tower, il désarme Marco Banucci au moment où ce dernier s’apprêtait à tuer Sanchez Garcia. Il montre ensuite à Sanchez un petit film de ce qui se passerait dans l'avenir si ce dernier choisissait de remettre Tim aux hommes de Marco Banucci.

### Bourbon Kid
Prévenus par Alexis Calhoon que Marianne Pincent alias Bébé a été arrêtée, Joey Conrad, Jasmine, Elvis et Rodeo Rex se rendent à Santa Mondega pour tenter de l'extirper d'un fourgon de policiers avant qu'elle ne soit envoyée dans une prison très sécurisée sur l'île d'Hubal. Ils parviennent facilement à la délivrer et se rendent ensuite au Tapioca où ils retrouvent Sanchez Garcia qui leur transmet la demande d'un prêtre amish nommé Atlee Yoder. Ce dernier désire que les Dead Hunters viennent sur l'île de Blue Corn afin de tuer une créature maléfique qui durant chaque automne tue toutes les personnes qui traversent la forêt qui se trouve au milieu de l'île. Joey et Bébé décident de s'en charger, tandis que Rodeo Rex part au Canada pour se faire retirer sa main métallique et que Jasmine et Elvis se rendent au mont Dracula afin qu'Elvis achète une DeLorean DMC-12 à Jasmine. Un défaut sur les freins projette leur voiture dans un précipice. Caïn, ayant pris possession du corps de Rodeo Rex, annonce plus tard à Bébé qu'il a trafiqué les freins de la voiture de Jasmine et Elvis. Mais la chute de la voiture a été ralentie par des arbres ; Jasmine et Elvis parviennent à s'en tirer sans aucune blessure grave. Ils se rendent ensuite au Purgatoire où ils retrouvent Sanchez, Beth et Flake. Juste avant l'arrivée de Zitrone et Caïn au Purgatoire, Sanchez, Jasmine, Rodeo Rex et Flake simulent leur mort grâce à des sachets de ketchup en la possession de Sanchez. Scratch accueille avec entrain Caïn et Zitrone qui se laissent prendre au piège ; Elvis parvient à tuer Zitrone en lui tirant avec le plus gros des pistolets ayant appartenu au Bourbon Kid et Flake réussit à tuer Caïn avec le poignard de Brutus.

### Que le diable l'emporte
Au bar du Purgatoire, Elvis et Rodeo Rex se font aider d'Annabel de Frugyn qui configure le portail de l'Enfer, afin qu'ils fassent évader Melvin Melt, condamné à mort dans la prison de Santa Mondega, sur l'île d'Hubal, comme le leur avait demandé le père Papshmir. Ils le font ensuite transiter jusqu'aux toilettes de l'église Sainte-Ursule dans laquelle ce dernier officie.
Plus tard, Elvis et Rex rencontrent l'agent Sally Diamond au Nightjar, un bar de Santa Mondega. Richard Williams, agent spécial des Opérations fantômes, a demandé à Sally d'arrêter son enquête sur trois assassinats dont les victimes ont eu les yeux et la langue arrachés et de transmettre toutes les informations en sa possession à Rex et Elvis. Deux nouveaux meurtres ont lieu, dans des conditions qui rappellent les meurtres commis par Archibald Somers cinq ans auparavant. Sanchez Garcia leur rappelle que les personnes tuées à l'époque étaient toutes celles qui avaient été en possession du Livre sans nom et il leur conseille de se rendre à la bibliothèque de Santa Mondega pour voir si le livre s'y trouve. Une fois à la bibliothèque, Elvis, Rex et Jasmine découvrent que chacun des tués a emprunté un livre, non pas le Livre sans non mais Le Plaisir anal à l'usage de l'homosexuel d'aujourd'hui, qui s'avère être le livre que Sanchez Garcia avait emprunté cinq ans plus tôt lorsqu'il était venu chercher le Livre sans nom. Les trois amis se rendent alors au Tapioca pour voir Sanchez. En arrivant, ils trouvent Annabel aux prises avec Dracula et ils utilisent alors leurs armes à feu pour tenter de le tuer. Flake arrive et se joint à eux tandis que Dracula se transforme vite en chauve-souris afin de pouvoir s'enfuir plus facilement. Alors qu'Annabel décède dans le bar, apparaît alors un ange appelé Levian qui annonce à tous qu'Annabel s'appelle en fait Emma Lansbury et qu'elle est la fille de Beth.

### Santa Mondega
L'agent Sally Diamond rencontré dans Que le diable l'emporte accepte la proposition de Scratch : trahir Rodeo Rex en échange d'un million de dollars. Elle attire ce dernier près d'un kiosque à burgers où les attendent Trixie la Sorcière ainsi que trois cannibales. Trixie possède le pouvoir de magnétiser n’importe quelle matière contenant du métal. Elle magnétise la main en métal de Rex et celui-ci est alors violemment plaqué contre le kiosque à burgers, n'offrant qu'une faible résistance lorsque les trois cannibales l'attaquent et commencent à le dévorer vivant, lui ôtant l'œil gauche, alors que Trixie quitte les lieux. Elvis arrive un peu plus tard et tue les trois cannibales, sauvant in extremis la vie de son ami Rex. Il se rend ensuite au domicile de Sally Diamond, tue les gardes du corps que Scratch y avait déployé. Il parvient à obtenir la preuve de la trahison de Sally qu'il tue dans la foulée. Avec Sanchez, Flake, Rodeo Rex, Jasmine et le Bourbon Kid, il participe à l'affrontement final contre les zombies et les squelettes envoyés par Scratch.

### Le Livre sans nom
Rodeo Rex est une véritable légende à Santa Mondega, connu pour sa capacité à ne jamais avoir perdu un seul combat. Il est décrit comme un géant faisant partie des Hell's Angels. Il fait son apparition lors d'un combat de lutte sur le ring d'un chapiteau où il affronte Peto. Après l'avoir vaincu, il fait deux confessions importantes. Il fait tout d'abord part à Peto ainsi qu'à son camarade Kyle, de ses mystérieux pouvoirs. Il affirme en effet qu'il a le pouvoir de détecter les créatures du mal (loups garous, vampires) et qu'il a le devoir de les éliminer pour le compte de Dieu. Peu après, il avoue à Sanchez que sa main droite a été réduite en bouillie par un homme qui se révèle être le Bourbon Kid, qui voulait l'empêcher de se rendre au Cimetière du Diable pour le festival « Back from the Dead ». Après cet évènement, il a dû se fabriquer lui-même une prothèse de main en métal.
Quelques heures plus tard, Rex est assassiné par Archibald Somers au Nightjar, un bar de Santa Mondega.

### L'Œil de la Lune
Dix-sept ans avant les épisodes narrés dans le roman Le Livre sans nom, Rodeo Rex, révérend à cette époque-là, organise un concert où il a invité Elvis. En compagnie de ce dernier, Rodeo Rex extermine les vampires du clan des Capuchards.

### Le Cimetière du Diable
Le Bourbon Kid raconte l'épisode où, après avoir laissé Rodeo Rex gagner contre lui à un concours de bras de fer qui s'éternisait, leurs forces semblant égales, il avait serré la main de Rodeo Rex si fort qu'il en avait brisé jusqu'au moindre petit os, et cela dans le but d’empêcher ce dernier de se rendre au Cimetière du diable pour massacrer des créatures du mal et pour du coup prendre sa place.

### Le Livre de la mort
Rodeo Rex fait son grand retour dans le bar du Purgatoire. Il révèle à JD qu'il a passé un pacte avec le Diable : en échange de la possibilité de rester dans le monde des vivants, Rex doit remplir des missions d'assassinat des créatures du Mal. Avec Elvis, il dote le Bourbon Kid d'un véritable arsenal pour permettre à celui-ci de sauver Santa Mondega.

### Le Pape, le Kid et l'Iroquois
Quelques années après le roman Le Livre de la mort, Rex, alors âgé de trente-cinq ans, est engagé par le Diable dans une mission visant à empêcher l'assassinat du pape. En effet, le général Alexis Calhoon, dirigeant une agence de services secrets américains, a reçu une carte à jouer annonçant le futur assassinat du pape par l’Iroquois, le célèbre tueur qui a officié à B Movie Hell. Pour cette opération, Rex est accompagné d'Elvis et du Bourbon Kid avec qui il forme une équipe nommée officieusement les Dead Hunters. Leur première mission consiste à récupérer en Roumanie Jack Munson et Jasmine pour les ramener aux États-Unis. Ils se lancent ensuite à la recherche de l'Iroquois.
Lors d'une tentative d'enlèvement de Marianne, la fille de Devon Pincent, par Solomon Bennet, Mozart et Franck Grealish, Rodeo Rex s'interpose et affronte Frank Grealish en combat singulier tandis que Joey Conrad, tout juste arrivé, s'enfuit avec Marianne, non sans qu'auparavant Solomon Bennet ait installé un mouchard sur la moto de l'Iroquois.

### Sanchez: Un conte de Noël
Rodeo Rex apparaît sous les traits de l'esprit des Noëls présents. Déguisé en Yéti dans le musée de l'Horreur, situé au septième étage de la Waxwork Tower, il empêche l'exécution de Sanchez Garcia par un homme armé qu'il tue de ses mains. Il convainc Sanchez de placer le corps de l'homme mort dans l'ascenseur et de le vêtir du pull de Sanchez afin que Flake sache que Sanchez est toujours vivant. Il envoie ensuite Sanchez au huitième étage, se chargeant quant à lui d'accueillir le reste des hommes armés.

### Bourbon Kid
Prévenus par Alexis Calhoon que Marianne Pincent alias Bébé a été arrêtée, Joey Conrad, Jasmine, Elvis et Rodeo Rex se rendent à Santa Mondega pour tenter de l'extirper d'un fourgon de policiers avant qu'elle ne soit envoyée dans une prison très sécurisée sur l'île d'Hubal. Ils parviennent facilement à la délivrer et se rendent ensuite au Tapioca où ils retrouvent Sanchez Garcia qui leur transmet la demande d'un prêtre amish nommé Atlee Yoder. Ce dernier désire que les Dead Hunters viennent sur l'île de Blue Corn afin de tuer une créature maléfique qui durant chaque automne tue toutes les personnes qui traversent la forêt qui se trouve au milieu de l'île. Joey et Bébé décident de s'en charger, tandis que Rodeo Rex part au Canada pour se faire retirer sa main métallique et que Jasmine et Elvis se rendent au mont Dracula afin qu'Elvis achète une DeLorean DMC-12 à Jasmine. Dans la clinique canadienne, Rodeo Rex découvre qu'un clone a été créé grâce aux échantillons d'ADN qu'il avait donné six ans auparavant mais que ce clone a pris vie et s'est échappé deux jours plus tôt. Sur les images captées par une caméra de surveillance, Rodeo Rex découvre une petite cicatrice en forme de C sur le front de son clone : Caïn en a pris possession. Rodeo Rex se rend ensuite sur l'île de Blue Corn et il retrouve Jasmine et Sanchez dans un commissariat. Flake ouvre la porte des toilettes du Purgatoire au moment où Sanchez se trouve dans les toilettes du commissariat, information obtenue grâce à Annabel de Frugyn qui l'a vue dans sa boule de cristal. Sanchez, Jasmine et Rodeo Rex traversent ce portail pour regagner le Purgatoire. Juste avant l'arrivée de Zitrone et Caïn au Purgatoire, Sanchez, Jasmine, Rodeo Rex et Flake simulent leur mort grâce à des sachets de ketchup en la possession de Sanchez. Scratch accueille avec entrain Caïn et Zitrone qui se laissent prendre au piège ; Elvis parvient à tuer Zitrone en lui tirant avec le plus gros des pistolets ayant appartenu au Bourbon Kid et Flake réussit à tuer Caïn avec le poignard de Brutus.

### Que le diable l'emporte
Au bar du Purgatoire, Rodeo Rex et Elvis se font aider d'Annabel de Frugyn qui configure le portail de l'Enfer, afin qu'ils fassent évader Melvin Melt, condamné à mort dans la prison de Santa Mondega, sur l'île d'Hubal, comme le leur avait demandé le père Papshmir. Ils le font ensuite transiter jusqu'aux toilettes de l'église Sainte-Ursule dans laquelle ce dernier officie.
Plus tard, Rex et Elvis rencontrent l'agent Sally Diamond au Nightjar, un bar de Santa Mondega. Richard Williams, agent spécial des Opérations fantômes, a demandé à Sally d'arrêter son enquête sur trois assassinats dont les victimes ont eu les yeux et la langue arrachés et de transmettre toutes les informations en sa possession à Rex et Elvis. Deux nouveaux meurtres ont lieu, dans des conditions qui rappellent les meurtres commis par Archibald Somers cinq ans auparavant. Sanchez Garcia leur rappelle que les personnes tuées à l'époque étaient toutes celles qui avaient été en possession du Livre sans nom et il leur conseille de se rendre à la bibliothèque de Santa Mondega pour voir si le livre s'y trouve. Une fois à la bibliothèque Rex, Elvis et Jasmine découvrent que chacun des tués a emprunté un livre, non pas le Livre sans non mais Le Plaisir anal à l'usage de l'homosexuel d'aujourd'hui, qui s'avère être le livre que Sanchez Garcia avait emprunté cinq ans plus tôt lorsqu'il était venu chercher le Livre sans nom. Les trois amis se rendent alors au Tapioca pour voir Sanchez. En arrivant, ils trouvent Annabel aux prises avec Dracula et ils utilisent alors leurs armes à feu pour tenter de le tuer. Flake arrive et se joint à eux tandis que Dracula se transforme vite en chauve-souris afin de pouvoir s'enfuir plus facilement. Alors qu'Annabel décède dans le bar, apparaît alors un ange appelé Levian qui annonce à tous qu'Annabel s'appelle en fait Emma Lansbury et qu'elle est la fille de Beth.

### Santa Mondega
L'agent Sally Diamond rencontré dans Que le diable l'emporte accepte la proposition de Scratch : trahir Rodeo Rex en échange d'un million de dollars. Elle attire ce dernier près d'un kiosque à burgers où les attendent Trixie la Sorcière ainsi que trois cannibales. Trixie possède le pouvoir de magnétiser n’importe quelle matière contenant du métal. Elle magnétise la main en métal de Rex et celui-ci est alors violemment plaqué contre le kiosque à burgers, n'offrant qu'une faible résistance lorsque les trois cannibales l'attaquent et commencent à le dévorer vivant, lui ôtant l'œil gauche, alors que Trixie quitte les lieux. Elvis arrive un peu plus tard et tue les trois cannibales, sauvant in extremis la vie de son ami Rex. Sanchez, Flake et Jasmine emmènent alors Rex à l'hôpital Saint-Jude de Santa Mondega. Le Bourbon Kid rend ensuite une visite à Rex dans sa chambre d'hôpital et lui transfère de son sang, qui est le sang du Christ, lui proférant ainsi une haute capacité de guérison. Avec Sanchez, Flake, Elvis, Jasmine et le Bourbon Kid, il participe à l'affrontement final contre les zombies et les squelettes envoyés par Scratch. Ayant dans son passé été ordonné prêtre, il bénit la neige qui a recouvert tout Santa Mondega et tue ainsi tous les zombies et squelettes.

### Le Livre sans nom
Flake joue un rôle mineur : elle est alors décrite comme une séduisante serveuse brune officiant au bar du Olé Au Lait. C'est elle qui sert son petit-déjeuner à Miles Jensen.

### L'Œil de la Lune
Dans L'Œil de la Lune, l'importance de Flake reste mineure. Elle est toujours serveuse au Olé Au Lait. On apprend cependant que Sanchez l'apprécie pour une raison particulière : Flake sait mieux que personne lui préparer un bon petit-déjeuner.

### Le Livre de la mort
C'est dans ce troisième tome que Flake prend véritablement de l'importance. Au tout début du roman, elle parvient à forcer Sanchez à s'engager avec elle dans la police de Santa Mondega en manque d'effectifs. D'abord réticent, le barman accepte néanmoins en apprenant que les deux premiers engagés ont une prime de 1 000 dollars. Flake est chargée de s'occuper de la réception tandis que Sanchez nettoie les parois de l'ascenseur, souillées par l'exécution de Michael De la Cruz par le Bourbon Kid. C'est alors qu'Ulrika Price, bibliothécaire, pénètre dans le commissariat. En remarquant Sanchez, elle se prépare à se jeter sur lui. Flake tente de l'en empêcher mais elle est stoppée par Ulrika qui la gifle. Elle décide de suivre la bibliothécaire qui s'est rendue dans le vestiaire au sous-sol, pensant que Sanchez y a volontairement attiré Ulrika. En repensant à son horoscope matinal qui lui conseillait de trouver une autre utilisation à un livre, elle en saisit un qu'elle trouve dans un casier du vestiaire et frappe Ulrika avec alors qu'elle s'apprêtait à dévorer Sanchez. Ulrika est littéralement carbonisée par le livre, ce qui fait prendre conscience à Flake et Sanchez que le livre est important de par sa capacité à détruire les créatures du Mal.
Peu après, au commissariat, elle reçoit Jessica qui recherche Le Livre de la mort et offre une récompense de 50 000 dollars à qui lui rendrait. Sanchez est enthousiasmé par la venue de Jessica mais Flake en garde une mauvaise impression. Plus tard dans la journée, Flake arrive en trombe dans une rue et sauve Sanchez d'une troupe de scouts Tournesols qui cherchait à venger la mort d'un Père Noël vampire tué par Sanchez. Sanchez lui en veut cependant pour avoir abîmé Le Livre de la mort en fonçant dessus avec sa voiture ; Livre de la mort qu'il souhaite offrir en bon état à Jessica, dont il est amoureux, pour s'attirer ses faveurs. Le jour suivant, en lisant Le Livre sans nom, elle découvre que Jessica qui était venu plus tôt au commissariat, à qui Sanchez veut rendre Le Livre de la mort, n'est autre que la reine des vampires. Elle appelle donc Sanchez parti à la Casa de Ville lui rendre le livre, pour l'avertir du danger de mort qu'il court. Il ne répond pas, elle lui laisse donc un message et commence à élaborer un plan de sauvetage de Sanchez. Elle décide ainsi de peindre, avec une bombe de peinture trouvée au bureau de la réception, Le Livre sans nom pour le faire ressembler au Livre de la mort et ainsi piéger Jessica. Ce n'est que quelques minutes plus tard que le Bourbon Kid, de nouveau lui-même, vient justement chercher Le Livre sans nom. Il braque Flake, qui se voit dans l'obligation de lui expliquer son plan. Contre toute attente, le Bourbon Kid acquiesce : il lui injecte un sérum pour s'infiltrer parmi les vampires et la déguise en vampire du clan des Pandas avec la bombe de peinture. Ceci fait, il emmène Flake à bord d'une Ford Mustang à la Casa de Ville et lui donne ses instructions. Flake devra suivre les cadavres dans la Casa de Ville pour savoir où se trouve le Kid. Arrivée à la porte de la Casa de Ville après avoir traversé un terrible champ de bataille, la jeune femme est d'abord stoppée par la réceptionniste du palais, la Panda Girl qui ne la reconnaît pas dans le clan des Pandas. Le problème est vite réglé par le Kid qui lui brise la nuque. Flake récupère les vêtements de la Panda Girl puis se prépare à suivre le plan du Kid. En cherchant la piste des cadavres, elle trouve par hasard Sanchez dans l'une des chambres et l'inclut dans le plan (Sanchez doit jouer le prisonnier de Flake).
Au cours d'une longue traversée de la Casa de Ville, Flake et Sanchez parviennent enfin au hall principal qui est plongé dans les ténèbres, jusqu'à ce que Sanchez l'allume. Flake et Sanchez ne sont pas tout seuls dans le hall : au premier étage se trouve Razor, Jessica ainsi que Beth. Un court échange a lieu entre Sanchez, Jessica et Flake : Flake s'efforce d'être agressive en poussant Sanchez et en révélant sa lâcheté à Jessica pour apparaître crédible. L'instant d'après, Jessica demande à Razor de tuer Beth. Une confrontation éclate ainsi entre le Bourbon Kid qui est apparu. Le tueur en série réussit à se débarrasser Razor mais Jessica tient Beth par le cou et s'apprête à la mordre. Pendant que le Kid gagne du temps, Flake se glisse derrière Jessica et lui enfonce Le Livre sans nom dans la poitrine, ce qui la fait s'embraser. Sanchez réussit à éloigner Flake du brasier qui la brûlait, et découvre que Jessica n'est plus qu'un tas de cendres. La reine des vampires, avant de mourir, a réussi à croquer le cou de Beth ce qui ne lui laisse que peu de temps. Flake, en compagnie du Bourbon Kid, de Beth inconsciente et de Sanchez, réussit à atteindre la Mustang laissée par le Kid et conduit l'équipe au Musée. Arrivée au Musée, elle est chargée par le Bourbon Kid de veiller sur Beth. Elle conseille à Sanchez de donner Le Livre sans nom au Kid qui l'a oublié, puis attend la fin du conflit. Une vingtaine de minutes plus tard, Sanchez revient avec l'Œil de la Lune qu'il lance à Flake. Cette dernière ne sachant au départ pas comment se servir de l'Œil, le place dans la main de Beth ce qui fait s'activer la pierre. Beth est ainsi guérie de son sang de vampire et de sa blessure, mais aussi de sa cicatrice qui disparaît. Dante et Kacy apparaissent quelques minutes plus tard. Flake leur confie l'Œil de la Lune pour leur permettre de redevenir humains et part au Tapioca avec Sanchez. Le lendemain, elle fait avec lui son rapport à l'agent du FBI Richard Williams qui n'en croit pas un mots et les vire de la police de Santa Mondega. Flake cite alors son horoscope à Williams pour le faire enrager, horoscope qui lui conseillait de coucher avec son supérieur. L'instant d'après, Sanchez lui propose un emploi de cuisinière au Tapioca. Le Olé Au Lait qui a fermé et où travaillait Flake (son propriétaire Rick s'étant fait assassiner) étant le seul restaurant proposant des petits-déjeuners, Sanchez voit là un créneau de restauration à prendre. Le barman sait en effet que Flake sait très bien faire les petits-déjeuners, et lui avoue qu'il l'apprécie.
Six mois plus tard, le jour du mariage de Dante et Kacy, Flake travaille désormais au Tapioca. Il est précisé que grâce à elle le bar a considérablement changé. Sa fréquentation douteuse n'est plus que de l'histoire ancienne et le bar commence à enregistrer des bénéfices alors que de nouveaux clients y affluent régulièrement. Il est suggéré que Flake est désormais en couple avec Sanchez. Elle occupe le rôle de cuisinière au Tapioca avec Beth. Au mariage de Dante et Kacy, Flake était avec Beth la demoiselle d'honneur.

### Sanchez: Un conte de Noël
Flake Munroe ne travaille plus au Tapioca, le bar de Sanchez Garcia. Elle a accepté un travail chez Waxwork Industries, dans la Waxwork Tower. Afin de diminuer ses trajets hebdomadaires, elle a depuis peu décidé de ne plus dormir chez Sanchez. Elle assiste seule à la soirée de Noël organisée par son entreprise dans la Waxwork Tower, Sanchez ayant refusé de l'accompagner. Mais elle a la surprise de le voir apparaître dans son bureau, accompagné de son patron Pat Miyagi. Elle annonce à Sanchez qu'elle aimerait vraiment le voir changer afin qu'il s'intéresse à elle, émettant même l'idée de le quitter pour Wallace, un de ses collègues de bureau. Mais Sanchez ne semble pas comprendre la demande de Flake. Peu après, plusieurs hommes armés font irruption au milieu de la fête de Noël de Waxwork Industries et demandent à se faire remettre le patron de l'entreprise, Pat Miyagi. Ce dernier est immédiatement dénoncé par Wallace et les hommes armés s'en emparent et l'emmène au septième étage, dans le musée de l'Horreur. Les hommes reviennent un peu plus tard en traînant de le cadavre de Pat Miyagi et leur chef, Marco Banucci, annonce qu'ils sont là pour récupérer un enfant nommé Mini Tim. Mais l'ascenseur s'ouvre quelques instant plus tard, contenant le corps sans vie d'un des hommes armés. Il est vêtu du pull de Sanchez, ce qui permet à Flake de savoir que Sanchez est toujours vivant. Un peu plus tard, Marco Banucci capture Flake afin que Sanchez se livre et avec lui Mini Tim. Mais Sanchez, lorsqu'il se rend, a caché Mini Tim derrière lui et l'enfant parvient à tirer sur Marco Banucci avec le pistolet que Sanchez lui avait confié auparavant. Flake se charge ensuite de tuer le dernier des hommes de main de Marco Banucci.

### Bourbon Kid
Le soir d'Halloween, Beth Lansbury se rend comme chaque année sur la jetée du port de Santa Mondega. Elle revient ensuite au bar le Tapioca accompagnée du Bourbon Kid et ils y retrouvent Flake Munroe et Sanchez Garcia. Bientôt assaillis par d'autres goules, ils sont tous sauvés par la mise en route de l'extincteur automatique par Sanchez qui avait fait bénir le liquide par le père Papshmir quelque temps plus tôt. Les goules, au contact du liquide béni, s'enflamment puis fondent. De nombreuses goules continuant d'arriver du port, le Bourbon Kid, Beth, Sanchez et Flake quittent immédiatement le bar en prenant l'ambulance qui appartient à Sanchez. Mais les goules parviennent à les attaquer et Flake est poignardée dans le cou par l'une d'elles. Sanchez parvient à la sauver en plaquant l'Œil de la Lune sur la plaie et en la recouvrant d'une bande, Œil de la Lune qu'il avait récupéré au large de la jetée de Santa Mondega un an plus tôt, là où Beth l'avait auparavant jeté. Ils se séparent alors, le Bourbon Kid restant pour tenter de retarder les goules et Sanchez, Beth et Flake reprenant leur fuite avec l'ambulance, se dirigeant vers le Purgatoire pour y retrouver Scratch. Une fois arrivés, pendant que Beth s'occupe de Flake, Scratch envoie Sanchez sur l'île de Blue Corn pour y trouver le poignard de Brutus, seule arme permettant de tuer Caïn. Flake ouvre la porte des toilettes du Purgatoire au moment où Sanchez se trouve dans les toilettes d'un commissariat sur l'île de Blue Corn, information obtenue grâce à Annabel de Frugyn qui l'a vue dans sa boule de cristal. Sanchez, Jasmine et Rodeo Rex traversent ce portail pour regagner le Purgatoire. Juste avant l'arrivée de Zitrone et Caïn au Purgatoire, Sanchez, Jasmine, Rodeo Rex et Flake simulent leur mort grâce à des sachets de ketchup en la possession de Sanchez. Scratch accueille avec entrain Caïn et Zitrone qui se laissent prendre au piège ; Elvis parvient à tuer Zitrone en lui tirant avec le plus gros des pistolets ayant appartenu au Bourbon Kid et Flake réussit à tuer Caïn avec le poignard de Brutus.

### Que le diable l'emporte
Après six mois passés en Enfer, Sanchez Garcia en est expulsé par Scratch qui ne peut plus supporter son hygiène. Ce dernier offre tout de même deux cent mille dollars à Sanchez et Flake pour qu'ils se réinstallent au Tapioca, le bar que possède Sanchez à Santa Mondega. Peu de temps après, le maire de Santa Mondega, Tim Shepherd, lui propose de lui remettre les clés de la ville lors d'une cérémonie qui aura lieu le soir de la Fête de la Lune, au cours de l'éclipse se déroulant dans la ville tous les cinq ans, pour la féliciter d'avoir sauvé Santa Mondega cinq ans auparavant en tuant Jessica Xavier, la femme du Seigneur des Ténèbres. Pendant que Flake se rend à la mairie, Sanchez se trouve seul dans son bar. Quand Jasmine revient au bar, elle trouve Elvis, Rex et Jasmine en train d'utiliser leurs armes à feu pour tenter de tuer Dracula qui se transforme vite en chauve-souris afin de pouvoir s'enfuir plus facilement. Alors qu'Annabel décède dans le bar, apparaît alors un ange appelé Levian qui annonce à tous qu'Annabel s'appelle en fait Emma Lansbury et qu'elle est la fille de Beth.

### Santa Mondega
Avec Sanchez, Elvis, Rodeo Rex, Jasmine et le Bourbon Kid, elle participe à l'affrontement final contre les zombies et les squelettes envoyés par Scratch.

### L'Œil de la Lune
En pleine tempête, Annabel de Frugyn rencontre Beth Lansbury et JD alias le Bourbon Kid, après que ce dernier ait sauvé Beth du vampire Kione. Annabel propose à Beth de l'abriter de la tempête sous sa caravane pour attendre JD, parti chercher son demi-frère.

### Le Cimetière du Diable
Annabel de Frugyn a gagné deux semaines de vacances mystère tous frais payés. Après de longues heures d'autocar en compagnie de Sanchez Garcia qui a gagné les mêmes vacances, ils atteignent l'Hôtel Pasadena au Cimetière du Diable.
Après que l'Hôtel Pasadena ait été avalé en Enfer, Annabel de Frugyn s'enfuit en conduisant un camping-car en compagnie de Sanchez Garcia, d'Elvis et de Janis (sosie de Janis Joplin atteinte du syndrome de La Tourette, qu'Elvis a réussi à séduire).

### Sanchez: Un conte de Noël
Quelques mois après les événements du Livre de la mort, le fantôme d'Annabel de Frugyn réveille Sanchez Garcia. Elle lui annonce que trois fantômes, les esprits des Noëls passés, présents et à venir, viendront à sa rencontre et lui montreront successivement ce qu'était sa vie avant de connaître Flake Munroe, ce qu'est sa vie en ce moment et qu'elle serait dans un futur où elle l'aurait quitté.

### Le Pape, le Kid et l'Iroquois
Au Purgatoire, dans le Cimetière du Diable, lieu de convergence du monde des morts et des vivants, Annabel annonce que l'Iroquois va chercher à assassiner le pape.

### Bourbon Kid
Après avoir vu la silhouette de Yesil, un des quatre cavaliers de l'Apocalypse, dans une émission de télévision, Scratch fait appeler Annabel de Frugyn. Les visions d'Annabel vont lui permettre de suivre les agissement de Caïn qui a pris possession du corps de Rodeo Rex lors de son anesthésie pour se faire retirer sa main métallique.
Annabel de Frugyn dévoile à Beth Lansbury que Jasmine et Sanchez Garcia sont enfermés dans le labyrinthe sous l'église de l'île de Blue Corn, poussant celle-ci à quitter le Purgatoire afin d'aller libérer ses deux amis. Elle dévoile également à Flake Munroe qu'elle doit ouvrir un portail depuis les toilettes du Purgatoire vers les toilettes du commissariat sur l'île de Blue Corn afin de permettre à Sanchez Garcia, Jasmine et Rodeo Rex de s'en échapper.

### Que le diable l'emporte
Dans un flashback se déroulant pendant dans le roman Le Cimetière du Diable, Annabel rencontre Scratch dans l'Hôtel Pasadena au Cimetière du Diable. Elle lui révèle qu'elle est une voyante et qu'elle va mourir assassinée par Archibald Somers, mais cette mort permettra au Bourbon Kid de découvrir Le Livre sans nom et de tuer grâce au livre le Seigneur des Ténèbres. Elle demande à Scratch de pouvoir travailler au Purgatoire après sa mort pour prédire le futur, lui proposant en échange de convaincre Elvis et Rodeo Rex, qui vont mourir peu de temps après elle, de travailler pour lui. Il accepte et Annabel obtient de lui qu'il préserve sa vie ainsi que celles d'Elvis, Janis, Sanchez Garcia et le Bourbon Kid lors de l'assaut de l'hôtel par une armée de zombies à la solde de Scratch.
Au bar du Purgatoire, Annabel configure le portail de l'Enfer afin que Rodeo Rex et Elvis fassent évader Melvin Melt, condamné à mort dans la prison de Santa Mondega, sur l'île d'Hubal, comme le leur avait demandé le père Papshmir. Ils le font ensuite transiter jusqu'aux toilettes de l'église Sainte-Ursule dans laquelle ce dernier officie.
Quelques jours plus tard, Annabel se rend au Tapioca, le bar de Sanchez Garcia, afin de prévenir ce dernier que Dracula, renvoyé sur Terre par Scratch, veut faire de lui son âme sœur pour l'éternité. Quand elle sort des toilettes du bar, après avoir emprunté le portail magique du Purgatoire, Annabel voit un homme avec une épée qui menace Sanchez. Elle le tue grâce à une épée qu'elle trouve par terre, en pensant embrocher Dracula. Mais il s'avère qu'il s'agit en fait du maire de Santa Mondega, Tim Shepherd, qui se révère être le tueur qui officie depuis quelque temps dans la ville et que Rex et Elvis recherchent. Mais Dracula apparaît alors et plante une épée dans le corps d'Annabel. Elvis, Rex et Jasmine entrent alors dans le bar, bientôt rejoints par Flake, et tous utilisent leurs armes à feu pour tenter de tuer Dracula qui se transforme vite en chauve-souris afin de pouvoir s'enfuir plus facilement. Annabel décède et apparaît alors un ange appelé Levian qui annonce à tous qu'Annabel s'appelle en fait Emma Lansbury et qu'elle est la fille de Beth.

### Psycho Killer
Jasmine est une prostituée travaillant au Minou Joyeux. C'est une jeune femme métis aux cheveux noirs qui est présentée comme très jolie. Il s'agit d'ailleurs de la prostituée préférée de Mellencamp en raison de son véritable don pour la fellation. Elle apparaît la plupart du temps pour gâter Mellencamp de faveurs sexuelles diverses. Lorsque le Minou Joyeux est en proie au chaos à la fin du roman, l'Iroquois autorise Jasmine à se venger auprès de Mellencamp pour toutes ses obligations sexuelles sordides ; elle le frappe deux fois violemment aux testicules puis quitte le bureau de son ancien employeur. Elle tente quelque temps après de s'enfuir mais le Minou Joyeux est en feu. Elle est alors sauvée par Jack Munson (qui s'est assurée que Bébé et Conrad soient hors de danger) qui lui propose de sauter du balcon où elle est et de la rattraper. Munson emmène ainsi Jasmine (en talons et ne pouvant courir) hors du bâtiment.
Les minutes suivant ce sauvetage, Jasmine observe le Minou Joyeux s'embraser avec une certaine euphorie, ce qui amuse Munson qui trouve Jasmine folle. L'agent secret appelle peu après son supérieur qui lui propose une nouvelle mission en Roumanie. Jasmine, ayant perdu son emploi et sa maison, suggère à Jack de l'emmener avec elle. Munson négocie au téléphone une place supplémentaire dans l'avion. C'est ainsi qu'ils s'envolent tous les deux pour la Roumanie.

### Le Pape, le Kid et l'Iroquois
Depuis son départ pour la Roumanie une année auparavant, Jasmine s'est rapprochée de Jack Munson et entretient avec lui une liaison amoureuse. Les derniers mois précédent le roman, Jasmine a parfait sa technique d'agent secret et a pu extorquer de nombreuses informations au sujet de Solomon Benett, un ancien agent recherché par Devon Pincent. Elle est récupérée avec Jack en Roumanie par Rodeo Rex, Elvis et le Bourbon Kid qui les ramènent aux États-Unis. Jack et Jasmine s'installent dans une chambre d'hôtel dans laquelle ils recueillent Marianne Pincent après que Joey Conrad l'y eut ramenée à la suite de la tentative d'enlèvement de cette dernière avortée grâce à l'intervention de Rodeo Rex. Mais Mozart, Denise et Frank Grealish s'interposent et blessent Jack en lui tirant une balle dans le genou. Frank et Denise quittent l'hôtel avec Marianne tandis que Mozart tue Jack Munson puis prélève son visage et tente de violer Jasmine, cette dernière n'étant sauvée que par l'arrivée d'Elvis.
Lors de la réception donnée au manoir Landingham en l'honneur du pape, Jasmine, qui se fait passée pour une sosie de Britney Spears, chante sur scène la chanson Oops!... I Did It Again. Elle tue le pape de six balles de revolver, le prenant pour un zombie.

### Bourbon Kid
Prévenus par Alexis Calhoon que Marianne Pincent alias Bébé a été arrêtée, Joey Conrad, Jasmine, Elvis et Rodeo Rex se rendent à Santa Mondega pour tenter de l'extirper d'un fourgon de policiers avant qu'elle ne soit envoyée dans une prison très sécurisée sur l'île d'Hubal. Ils parviennent facilement à la délivrer et se rendent ensuite au Tapioca où ils retrouvent Sanchez Garcia qui leur transmet la demande d'un prêtre amish nommé Atlee Yoder. Ce dernier désire que les Dead Hunters viennent sur l'île de Blue Corn afin de tuer une créature maléfique qui durant chaque automne tue toutes les personnes qui traversent la forêt qui se trouve au milieu de l'île. Joey et Bébé décident de s'en charger, tandis que Rodeo Rex part au Canada pour se faire retirer sa main métallique et que Jasmine et Elvis se rendent au mont Dracula afin qu'Elvis achète une DeLorean DMC-12 à Jasmine. Jasmine, au volant de sa nouvelle voiture avec Elvis à ses côtés, entame une course avec Rodeo Rex sur sa moto dans la descente du mont Dracula. Un défaut sur les freins projette leur voiture dans un précipice. Caïn, ayant pris possession du corps de Rodeo Rex, annonce plus tard à Bébé qu'il a trafiqué les freins de la voiture de Jasmine et Elvis. Mais la chute de la voiture a été ralentie par des arbres ; Jasmine et Elvis parviennent à s'en tirer sans aucune blessure grave. Ils se rendent ensuite au Purgatoire où ils retrouvent Sanchez, Beth et Flake. Scratch envoie Sanchez en mission sur l'île de Blue Corn, où ce dernier s'y rend grâce aux toilettes du Purgatoire qui permettent de se rendre dans n'importe quel endroit sur Terre. Sanchez se retrouve dans le bar où le Bourbon Kid s'est rendu auparavant. Sur le point d'être drogué comme ce dernier, il ne doit son salut qu'à l'arrivée de Jasmine qui parvient à se débarrasser du barman et du videur. Tous les deux se rendent près de la forêt noire pour tenter de retrouver le Bourbon Kid. Jasmine y pénètre et puis parvient à en sortir grâce à Sanchez. Ils décident alors d'aller trouver le père Yoder dans son église. Jasmine parvient facilement à y trouver un escalier secret descendant dans un labyrinthe censé abriter le poignard de Brutus, seule arme permettant de tuer Caïn. Une statue de Méduse la change en pierre dès le premier regard. Peu après, la venue dans l'église de Caïn ayant emprunté le corps du clone de Rodeo Rex pousse Sanchez à se réfugier dans le labyrinthe, dont l'accès est ensuite fermé par le père Yoder. Il parvient à échapper au regard meurtrier de la Méduse puis celle-ci aperçoit son propre regard dans les lunettes à verres miroir de Sanchez et se transforme immédiatement en pierre, ce qui au même instant inverse le processus sur Jasmine qui retrouve immédiatement vie. Un peu plus loin dans le labyrinthe, ils mettent enfin la main sur le poignard de Brutus. Beth, qui a quitté le Purgatoire à la suite d'une vision d'Annabel de Frugyn annonçant que Jasmine et Sanchez sont enfermés dans le labyrinthe sous l'église de l'île de Blue Corn, ouvre à nouveau le passage secret et libère ses deux amis. Elle leur annonce que Caïn est en route pour le Purgatoire et qu'ils doivent s'y rendre au plus vite avec le poignard de Brutus pour essayer de le tuer. Beth, quant à elle, fait le choix de rester dans l'église dans l'espoir de retrouver le Bourbon Kid. Jasmine et Sanchez se rendent au commissariat où ils retrouvent Rodeo Rex. Flake ouvre la porte des toilettes du Purgatoire au moment où Sanchez se trouve dans les toilettes du commissariat, information obtenue grâce à Annabel de Frugyn qui l'a vue dans sa boule de cristal. Sanchez, Jasmine et Rodeo Rex traversent ce portail pour regagner le Purgatoire. Juste avant l'arrivée de Zitrone et Caïn au Purgatoire, Sanchez, Jasmine, Rodeo Rex et Flake simulent leur mort grâce à des sachets de ketchup en la possession de Sanchez. Scratch accueille avec entrain Caïn et Zitrone qui se laissent prendre au piège ; Elvis parvient à tuer Zitrone en lui tirant avec le plus gros des pistolets ayant appartenu au Bourbon Kid et Flake réussit à tuer Caïn avec le poignard de Brutus.

### Que le diable l'emporte
Des meurtres ont lieu à Santa Mondega, dans des conditions qui rappellent les meurtres commis par Archibald Somers cinq ans auparavant. Sanchez Garcia fait remarquer que les personnes tuées à l'époque étaient toutes celles qui avaient été en possession du Livre sans nom et il conseille à Jasmine, Elvis et Rex de se rendre à la bibliothèque de Santa Mondega pour voir si le livre s'y trouve. Une fois à la bibliothèque, Elvis, Rex et Jasmine découvrent que chacun des tués a emprunté un livre, non pas le Livre sans non mais Le Plaisir anal à l'usage de l'homosexuel d'aujourd'hui, qui s'avère être le livre que Sanchez Garcia avait emprunté cinq ans plus tôt lorsqu'il était venu chercher le Livre sans nom.

### Santa Mondega
Avec Sanchez, Flake, Elvis, Rodeo Rex et le Bourbon Kid, elle participe à l'affrontement final contre les zombies et les squelettes envoyés par Scratch.

### L'Homme en rouge / Scratch / Le Diable
Celui qui est souvent surnommé l'Homme en rouge est en réalité le Diable. Il s'incarne en un homme noir vêtu d'un costume rouge, d'un chapeau melon rouge et de chaussures pointues rouges.

### Le Cimetière du Diable
L'Homme en rouge apparaît à deux reprises physiquement et il est mentionné à plusieurs autres reprises. Tout d'abord, le concours de sosies chanteurs « Back from the Dead », au centre de l'intrigue du roman, a lieu justement dans un désert appelé Cimetière du Diable. Ensuite, le biker Gabriel Locke évoque le célèbre guitariste Robert Johnson qui aurait vendu son âme au diable.
La première apparition de l'Homme en rouge a lieu dans les toilettes de l'Hôtel Pasadena : il est alors seulement visible en tant que reflet dans le miroir. Le Diable met alors Nigel Powell en garde au sujet d'un certain homme de Dieu susceptible de troubler son concours. Sa deuxième apparition a lieu peu après, il n'est cette fois-ci plus un simple reflet mais bien présent aux yeux de tous. Il prévient Nigel Powell de l'échec du pacte et précipite l'Hôtel Pasadena dans les flammes de l'Enfer.

### Le Livre de la mort
L'Homme en rouge apparaît à la croisée des chemins juste après l'arrivée de Jacko. Il sait que JD est venu dans le Cimetière du Diable pour passer un pacte avec lui. Il demande d'abord à JD sa voiture V8 Interceptor, puis l'invite à se rendre au Purgatoire pour passer une épreuve. Pendant que JD se rend au bar en question, il confie le contrat à Elvis puis disparaît. Le Diable permettra à JD de redevenir le Bourbon Kid une journée mais celui-ci devra au terme de cette journée travailler pour le compte du Diable en éliminant toutes les créatures du Mal de la surface de la planète.

### Le Pape, le Kid et l'Iroquois
Des années après le roman Le Livre de la mort, l'Homme en rouge est désormais surnommé Scratch. Il semble occuper le poste de barman dans le bar du Purgatoire, situé dans le Cimetière du Diable. C'est lui qui confie à Elvis, Rodeo Rex et le Bourbon Kid la mission d'empêcher l'assassinat du pape.
À la fin du roman, il fait une apparition dans un café face à Henry Jekyll. Il est d'abord présenté comme l'acheteur du Brumalyte, mais l'arrivée des Dead Hunters dans le café autour de lui confirme que Scratch a piégé Henry Jekyll pour permettre à ses hommes de le tuer.

### Sanchez: Un conte de Noël
Alors que la mission de Nigel Powell, à savoir aider Sanchez Garcia, est terminée, il tire finalement par inadvertance sur Mini Tim, un enfant tenant un pistolet en plastique qu'il pensait être une véritable arme. Les bonnes actions de Nigel sont alors annulées et celui-ci est reconduit en enfer par l'Homme en rouge qui se fait passer pour un agent du FBI.

### Bourbon Kid
Dans le bar du Purgatoire, Scratch demande à Marianne Pincent alias Bébé de se rendre dans l'hôpital psychiatrique Lady Florence afin d'y interroger Salvatorre Rocco, précédemment dans le coma et que Scratch soupçonne d'avoir été pendant ce temps-là possédé par l'esprit de Caïn. Celle-ci retourne le voir en compagnie de Joey pour discuter du déroulement de sa mission : durant l'interrogatoire de Salvatorre Rocco, un agent d'entretien nommé Xang est intervenu pour tuer Salvatorre. ; Bébé l'a tué dans la foulée. Les deux homme portaient portaient une cicatrice en forme de C sur leur front, signe qu'ils ont été à un moment possédé par Caïn. Bébé et Joey font valider par Scratch leur prochaine mission : se rendre sur l'île de Blue Corn pour tuer une créature maléfique à la suite de la demande aider d'un prêtre amish nommé Atlee Yoder. Scratch leur dévoile que l'ile de Blue Corn est celle sur laquelle Jésus a débarqué quand il s'est rendu sur le continent américain afin de tenter de tuer Caïn.
Un jour, il aperçoit la silhouette de Yesil, un des quatre cavaliers de l'Apocalypse, durant une émission de télévision qui diffuse une vidéo captée devant le manoir de Riverdale. Il fait alors immédiatement appeler Annabel de Frugyn. Grâce aux visions de celle-ci, il va suivre les agissement de Caïn qui a pris possession du corps de Rodeo Rex lors de son anesthésie pour se faire retirer sa main métallique. Après que quasiment tous les membres des Dead Hunters aient disparus ou aient été mis hors d'état, il envoie Sanchez Garcia sur l'île de Blue Corn pour y trouver le poignard de Brutus, seule arme permettant de tuer Caïn. Les toilettes du Purgatoire permettant de se rendre dans n'importe quel endroit sur Terre, Sanchez se retrouve immédiatement sur l'île de Blue Corn, dans le bar où le Bourbon Kid s'est rendu auparavant. Sur le point d'être drogué comme ce dernier, il ne doit son salut qu'à l'arrivée de Jasmine qui parvient à se débarrasser du barman et du videur. Quand Sanchez se retrouve bloqué, en compagnie de Jasmine, sous l'église du père Yoder sur l'île de Blue Corn, Scratch accepte que Beth s'y rende afin de tenter d'ouvrir à nouveau le passage secret pour les libérer. Plus tard, juste avant l'arrivée de Zitrone et Caïn au Purgatoire, Sanchez, Jasmine, Rodeo Rex et Flake simulent leur mort grâce à des sachets de ketchup en la possession de Sanchez. Scratch accueille avec entrain Caïn et Zitrone qui se laissent prendre au piège ; Elvis parvient à tuer Zitrone en lui tirant avec le plus gros des pistolets ayant appartenu au Bourbon Kid et Flake réussit à tuer Caïn avec le poignard de Brutus.

### Que le diable l'emporte
Six mois après les évènements décrits dans le roman Bourbon Kid, un agent du FBI nommé Ryan Miller est tué par le Bourbon Kid et se retrouve en Enfer. Scratch comprend ainsi que le Bourbon Kid a mis en scène sa propre mort dans la Forêt noire sur l'île de Blue Corn et qu'il a donc rompu son contrat avec lui. Il apprend ensuite que Beth attend un enfant du Bourbon Kid, enfant qui doit lui revenir, de par le contrat que ce dernier a signé avec lui. Il met alors en place un stratagème pour exiler Beth dans le passé et pour tuer sa progéniture une fois adulte.

### Santa Mondega
Un jour après la fin des évènements narrés dans Que le diable l'emporte, le Diable convoque les plus grands assassins vivants ainsi que la Mort pour leur offrir de grosses récompenses en échange de la capture de Jasmine afin de la confier au FBI qui la recherche pour le meurtre du Pape, et de l'assassinat de Rodeo Rex, Elvis et le Bourbon Kid. Plus tard, après que la Grande Faucheuse ait sectionné le bras de Vincent Papshmir avec sa grande épée de feu, Scratch lui arrache ses deux globes oculaires qu'il mange immédiatement, son propriétaire décédant peu après. Scratch s'attaque ensuite à Janis, la fille de Vincent, lui tranchant la gorge avec un de ses ongles acérés dans les toilettes de l'église de son père. Plus tard, Scratch est écrasé par un camion de salage conduit par Rodeo Rex. Le Bourbon Kid s'attaque ensuite à lui, tranchant des morceaux de son corps pour les lui faire manger, enfonçant des cigarettes dans ses yeux, arrachant ses ongles, brûlant ses cheveux et découpant de larges lambeaux de peau à l’aide d’un couteau à lame en dents de scie. Il retire ensuite l'Œil de la Lune de l'estomac de Scratch puis il lui ouvre le torse, arrache son cœur et l'écrase dans sa main sous les yeux horrifié de Scratch qui décède dans l'instant.

### Le Livre sans nom
Dante Vittori est au commencement du roman, réceptionniste à l'International Hotel de Santa Mondega. Il est en couple avec Kacy Fellangi, une jeune femme très jolie aux cheveux très noirs. Cette dernière est femme de chambre dans le même hôtel. Le couple vient de saisir une occasion de quitter Santa Mondega après avoir trouvé 100 000 dollars dans l'une des chambres, ainsi que l'Œil de la Lune (que Kacy a subtilisé dans la suite de Marcus la Fouine après l'avoir trompé). Après avoir récupéré les deux objets, le couple se rend chez Bertram Cromwell, ancien ami du père de Dante et réputé pour sa sagesse. Ce dernier lui conseille de se débarrasser de la pierre après avoir voulu en tester les pouvoirs de guérison, en coupant très légèrement la main de Dante.
Finalement, Dante réussit à entrer en contact avec les moines d'Hubal Kyle et Péto à qui il propose de vendre l'Œil pour 10 000 dollars. Il donne rendez-vous aux deux moines au Nightjar, un bar de Santa Mondega, le lendemain : le jour de la Fête de la Lune où tout le monde est déguisé. Les choses ne se passent pas comme prévu le jour suivant, puisque Dante est arrêté par hasard par Jefe. Ce dernier qui recherchait l'Œil de la Lune le découvre par miracle dans le gilet de Dante. Jefe amène donc ce dernier au bar du Tapioca pour qu'il s'explique avec El Santino. À la suite d'un concours de circonstances, la venue des moines dans le Tapioca puis du Bourbon Kid, et enfin de Kacy, une violente fusillade éclate dans le bar. Dante et Kacy ne doivent leur survie qu'à un miracle : le déguisement de Terminator de Dante disposant de lunettes thermiques, cela lui permet de se guider ainsi que Kacy dans les toilettes du Tapioca pour se protéger des tirs.
Le lendemain, Dante s'apprête à quitter un motel avec Kacy mais l'arrivée de Archibald Somers dans la réception complique les choses. Somers recherche justement le couple. Le réceptionniste du motel, Carlos, semble hésiter à dénoncer les deux amoureux. Dans un instant de tension, Kacy (située derrière Somers) décide d'exhiber sa poitrine devant les yeux de Carlos. Ce dernier, finit par mentir à Somers et laisse partir le couple, refusant un pourboire sous prétexte qu'il ne comptait pas vraiment les dénoncer. Dante et Kacy réussissent ainsi à quitter Santa Mondega pour un voyage en Europe.

### L'Œil de la Lune
Kacy et Dante reviennent à Santa Mondega pour leur nuit de noces mais sont interrompus par les équipes de Ramsès Gaius, alors connu sous le nom de Mister E. Ce dernier oblige le couple à collaborer avec lui dans une mission visant à récupérer l'Œil de la Lune.
Kacy reste la plupart du temps à l'Hôtel International de Santa Mondega, en compagnie de Roxanne Valdez et Robert Swann. Dante s'infiltre dans un gang de vampires.
Dante rencontre le Peto et le Bourbon Kid le soir d'Halloween. Il se déguise en policier avec Peto puis s'infiltre au commissariat de Santa Mondega. D'ici, il assiste le Bourbon Kid dans l'assassinat de Michael de la Cruz ainsi que Randy Benson. Dante se rend ensuite avec Peto à l'Hôtel International de Santa Mondega. Dante décide de prendre les escaliers pour monter tandis que Peto attend l'ascenseur. Dante retrouve Kacy qui a réussi à échapper à Robert Swan mais il se fait attaquer par Roxanne Valdez qui n'est autre qu'une vampire et qui lui mord le cou. Kace tue Roxanne mais Robert Swann l'agresse et s’apprête à la violer et à la tuer. Dante, devenu un vampire, intervient à temps et tue Robert Swann puis transforme Kacy en vampire.

### Le Livre de la mort
Kacy, juste après s'être fait mordre par Dante et donc transformée en vampire, se rend au Marécage, le night-club de Vanité, en compagnie de Dante, dans l'espoir de redevenir tous deux humains en retrouvant l'Œil de la Lune. Vanité se voit plus tard confier par Ramsès Gaius la mission de faire ami-ami avec Dante et Kacy et de les amener au Musée pour qu'il les momifie, afin de les enterrer vivant. Il réussit finalement à persuader Kacy et Dante que Ramsès Gaius sera au Musée et que ce serait une très bonne occasion de tenter de lui dérober l'Œil de la Lune, afin de redevenir humain. Finalement, seul Dante se rend au musée avec Vanité et se retrouve capturé par Ramsès Gaius. Kacy se rend au Musée pour aider Dante mais est également neutralisé par Ramsès Gaius. Le Bourbon Kid, venu à l'aide de Kacy et de Dante, est quasiment K-O par un rayon d'énergie lancé par Ramsès. Pendant ce temps, Kacy retrouve le miroir de poche que lui a donné Vanité et le lance au Kid. Ramsès envoie alors une nouvelle rafale d'énergie qui est renvoyée par le miroir du Bourbon Kid. Le Seigneur du Mal est alors mis K-O quelques instants et éjecté en direction de Sanchez. Ce dernier lui verse par hasard dans la bouche un liquide paralysant qui lui avait déjà permis de paralyser un vampire déguisé en Père Noël, ce qui permet au Kid de le torturer puis, aidé de Dante, Kacy et Sanchez, de le replacer momifié dans son sarcophage. L'Œil de la Lune, récupéré sur Ramsès, permet à Kacy et Dante de redevenir humain.
Six mois plus tard, Dante et Kacy se marient.

### Le Pape, le Kid et l'Iroquois
Dante et Kacy travaillent pour le traiteur Gold Star qui ne travaille que pour des personnalités très riches. Ils espèrent ainsi les voler et obtenir des gains très importants. Le traiteur Gold Star est justement celui qui gère la soirée spéciale pour la venue du pape aux États-Unis. Ils se rendent au manoir Landingham dans un bus avec les autres employés de Gold Star quand Solomon Bennet, Henry Jekyll et Frank Grealish stoppe le bus et les font descendre pour les remplacer. Frank Grealish est chargé de la surveillance des employés mais très vite, il les tue un à un. Dante et Kacy ne doivent leur survie qu'à l'arrivée du Bourbon Kid qui se lance dans un duel avec Frank Grealish.

### Bourbon Kid
Dante et Kacy apparaissent brièvement dans un flashback qui a lieu lors de leur mariage. La soirée se terminent, Kacy dort complètement saoule sur une table alors que Dante, très alcoolisé également, discute avec Sanchez à propos de l'Œil de la Lune. Il lui révèle que Beth s'en est débarrassé en le lançant dans la mer, face à la jetée où elle attend chaque année le Bourbon Kid.

### Psycho Killer
L'Iroquois est le personnage central de Psycho Killer. Présenté comme un homme grand et robuste, portant un masque d'Halloween jaune surmonté d'une crête rouge ainsi qu'une veste en cuir rouge par-dessus un débardeur noir, il est un tueur ultra expérimenté qui a été surentraîné au cours d'une mission gouvernementale, l'Opération Blackwash, dont il est le seul survivant. La mission a donc été abandonnée et Joey Conrad relâché. Cependant, il a assassiné une nonne à sa libération ce qui a poussé son entraîneur Devon Pincent à le placer en hôpital psychiatrique pour le protéger. Plusieurs années après son intégration dans l'hôpital, un de ses camarades Dominic Touretto réussit à s'enfuir de l'hôpital pour se rendre à B Movie Hell, une ville avoisinante, où il se paye les services d'une prostituée. Touretto est vite récupéré par l'hôpital mais la prostituée en question lui a laissé une photo d'elle. Joey reconnaît la fille de la photo : il s'agit de la fille de son ancien supérieur Devon Pincent, prétendument morte. Il écrit donc une lettre à Pincent pour le prévenir. Ce dernier, qui recherche sa fille depuis de nombreuses années et n'a pas réussi à croire à sa mort, décide en recevant la lettre de faire évader Conrad. Il lui confie un déguisement d'Halloween ainsi que des armes, avec pour mission de ramener sa fille Marianne Pincent en vie. C'est ainsi qu'il fait sa première apparition à B Movie Hell où il assassine Pete Neville, un jeune policier âgé de 19 ans. Le coéquipier de Pete, un policier plus expérimenté du nom de Randall Buckwater, s'enfuit en voiture lorsqu'il le découvre tenant d'une main une longue lame argentée couverte de sang et de l'autre la tête de Pete. La police surnomme bien vite le tueur l'Iroquois en raison de sa crête rouge. Le jour suivant le meurtre de Pete Neville, Conrad assassine Hank Jackson, un vendeur de voitures d'occasion et lui subtilise une voiture de stock-car jaune peinte d'une bande rouge. Il se rend ensuite au restaurant Alaska Roadside Dinner où il massacre Arnold Bailey, qu'il a vu avec Marianne Pincent. Malheureusement pour lui, Marianne s'enfuit pour lui échapper. Il part donc à sa poursuite après s'être débarrassé d'Arnold, de Termite et Traces de pneu (deux clients du restaurant qui l'ont attaqué). L'Iroquois arrive ainsi chez Litgo, mais encore une fois trop tard. Après avoir assassiné Litgo et deux policiers arrivés sur place, il décide de se faire passer pour un médecin censé avorter Marianne, pour infiltrer le domicile de Silvio Mellencamp. Arrivé au Minou Joyeux, il est amené par Reg dans une chambre où est attachée Bébé. Joey Conrad tue Reg, détache Bébé et lui révèle qu'elle s'appelle en fait Marianne Pincent et que son père l'a envoyé pour la délivrer. Cherchant à quitter le Minou Joyeux, Joey Conrad ouvre la voie, suivi par Bébé, en tuant de nombreux hommes de main de Mellencamp. Mais il est séparé de Bébé par Mack, un ancien tueur à gage travaillant pour Mellencamp, qui l'emporte avec lui dans un ascenseur. Joey Conrad parvient à se défaire de Mack et pénètre dans le bureau de Silvio Mellencamp. Il exécute ce dernier après l'avoir torturé puis jette sa tête dans le hall du Minou Joyeux. Il retrouve alors Jack Munson. Un court échange s'ensuit entre les deux hommes qui ne se sont pas vus depuis des années ; ils conviennent que l'Iroquois ramènera Bébé chez elle. Quelques heures et kilomètres plus tard à écouter la bande originale de Dirty Dancing, Marianne ainsi que l'Iroquois sont devant le domicile de Devon Pincent. La jeune fille remercie Joey Conrad, l'embrasse sur la bouche de son masque avant de lui offrir le CD de la bande originale de Dirty Dancing en lui demandant de penser à elle à chaque fois qu'il l'écoutera. Ceci fait, elle lui dit qu'elle ne l'oubliera jamais et part rejoindre son père qui fond en larmes lorsqu'il ouvre la porte et la voie.

### Le Pape, le Kid et l'Iroquois
Première partie (prologue)
Quatre évènements, correspondant à quatre parties du prologue, font référence à l'Iroquois et s'étalent sur plusieurs périodes.
- Chapitre « Le placard » (petite enfance) : quand Joey était encore tout jeune, un homme vint chez lui et assassina ses parents. Son père, pour le protéger, lui ordonna de se cacher dans un placard et de ne surtout pas en sortir. Pour rassurer son fils, il lui confia un baladeur pour lui permettre de se concentrer sur une musique et de ne pas bouger. Joey suivit attentivement les conseils de son père et ne prêta pas attention aux cris de qu'il entendit parfois. Un homme pénétra ensuite dans la pièce où il était caché mais il s'enfuit tout de suite en entendant des sirènes de police. Joey fut délivré de son placard par David Pincent, un ami de son père, qui lui demanda de fermer les yeux tandis qu'il le transportait hors de la maison, ce que Joey ne fit pas[pki 16].
- Chapitre « La nonne » (quelques années avant Psycho Killer) : Claudia, une nonne, rejoint son amie Pete dans un restaurant pour déjeuner avec lui. À la fin du dîner, on lui transmet un message qui lui révèle qu'elle va mourir[pki 17].
- Chapitre « La station-service » (quelque temps avant Le Pape, le Kid et l'Iroquois) : l'Iroquois assassine un jeune homme tenant une station service sous les yeux de Diane Crawford, une femme de passage venue acheter de l'essence[pki 18].
- Chapitre « Le complot contre le pape » (début de l'intrigue) : c'est au Purgatoire, dans le Cimetière du Diable, lieu de convergence du monde des morts et des vivants, que la Dame Mystique annonce que l'Iroquois va chercher à assassiner le pape[pki 1].

Deuxième partie (reste du roman)
Joey Conrad retrouve Marianne Pincent, surnommée Bébé, la fille de Devon Pincent, au moment où celle-ci en a le plus besoin. Il la sauve en effet d'une tentative de viol par Jason Moxy, le premier rôle masculin de la comédie musicale reprise de Grease dans laquelle Bébé a le premier rôle féminin. Il la ramène ensuite au manoir Landingham, dans lequel il loge depuis la fin des évènements à B Movie Hell. Devon Pincent connait bien la veuve Landingham qui a donc accepté que Joey Conrad séjourne dans son manoir. Deux hommes de main de Solomon Bennet attaquent la voiture de Joey dans la forêt qui jouxte le manoir quand ce dernier tente de ramener Marianne chez elle. Ils ne doivent leur survie qu'à l'apparition surprise du Bourbon Kid qui surveillait Marianne dans l'espoir de dénicher Joey Conrad, recherché par le Diable depuis qu'une carte à jouer annonçant le futur assassinat du pape par l'Iroquois a été reçu par le général Alexis Calhoon. Le Bourbon Kid abat les deux hommes de main puis semble vouloir tuer Joey Conrad mais se ravise quand Marianne se place devant le corps inanimé de ce dernier pour le protéger. Joey Conrad disparaît alors dans la forêt.
Lors d'une tentative d'enlèvement de Marianne, la fille de Devon Pincent, par Solomon Bennet, Mozart et Franck Grealish, Rodeo Rex s'interpose et affronte Frank Grealish en combat singulier tandis que Joey Conrad, tout juste arrivé, s'enfuit avec Marianne, non sans qu'auparavant Solomon Bennet ait installé un mouchard sur la moto de l'Iroquois. Joey ramène Marianne dans la chambre d'hôtel que Jack Munson occupe avec Jasmine. Mais Mozart, Denise et Frank Grealish s'interposent et blessent Jack en lui tirant une balle dans le genou.
Lors de la réception donnée au manoir Landingham en l'honneur du pape, Joey Conrad tue Solomon Bennett. Avec l'aide du Bourbon Kid, il parvient à tuer Frank Grealish : le Bourbon kid lui insère dans l'anus un œuf Kinder contenant une petite bombe puis Joey Conrad lui assène un « coup de poing foireux » qui fait se vider les entrailles de celui qui le reçoit, permettant ainsi à la bombe de tuer Frank Grealish.
Quelque temps plus tard, Joey Conrad retrouve Marianne Pincent sur scène lors de la représentation de la comédie musicale reprise de Grease.

### Bourbon Kid
Prévenus par Alexis Calhoon que Marianne Pincent alias Bébé a été arrêtée, Joey Conrad, Jasmine, Elvis et Rodeo Rex se rendent à Santa Mondega pour tenter de l'extirper d'un fourgon de policiers avant qu'elle ne soit envoyée dans une prison très sécurisée sur l'île d'Hubal. Ils parviennent facilement à la délivrer et se rendent ensuite au Tapioca où ils retrouvent Sanchez Garcia qui leur transmet la demande d'un prêtre amish nommé Atlee Yoder. Ce dernier désire que les Dead Hunters viennent sur l'île de Blue Corn afin de tuer une créature maléfique qui durant chaque automne tue toutes les personnes qui traversent la forêt qui se trouve au milieu de l'île. Joey et Bébé décident de s'en charger, tandis que Rodeo Rex part au Canada pour se faire retirer sa main métallique et que Jasmine et Elvis se rendent au mont Dracula afin qu'Elvis achète une DeLorean DMC-12 à Jasmine. Dans la forêt de l'île de Blue Corn, Joey et Bébé sont attaqués par des centaines de créatures maléfiques dirigées par un cyclope. Bébé parvient à sortir vivante de la forêt grâce à la protection de Joey mais ce dernier n'a pas cette chance : il est décapité et sa tête est envoyée aux pieds de Bébé, en sécurité à la lisière de la forêt que les créatures ne semblent pas pouvoir quitter.

### Santa Mondega
L'Iroquois fait une petite apparition au Paradis en compagnie de Bébé, Kyle, Peto et Candy Perez.

### Psycho Killer
Près de quatorze ans avant le début du roman, Marianne vit avec sa mère Sarah, sa grande sœur Annalise et son père Devon, un cadre des services secrets. Pour des raisons professionnelles, Devon cherche à coincer Silvio Mellencamp, un producteur de films pornographiques. Pour éviter que ce dernier ne décide de s'en prendre à sa famille, Devon la fait mettre dans une maison de sûreté. Malheureusement pour lui, Mellencamp envoie ses hommes de main s'occuper d'eux : Sarah et Annalise sont assassinées, Marianne est enlevée. Dans le même temps, celui-ci décide de mettre fin à sa carrière de producteur pour investir massivement dans la ville Sherwood County. Cet investissement lui permet d’asseoir une véritable domination économique et morale sur la ville, qu'il renomme B Movie Hell. Marianne est réquisitionnée dans la maison close de B Movie Hell, le Minou Joyeux, dont Mellencamp est le directeur. La plupart des habitants de B Movie Hell sont mis au courant au sujet de Marianne (renommé Bébé par Mellencamp) mais choisissent de garder leur secret en raison du statut de chef de la ville de Silvio Mellencamp. À son arrivée dans le Minou Joyeux, Bébé est prise en charge par les autres prostituées et aide le personnel dans divers tâches. Elle devient prostituée dans la maison close à l'âge de quinze ans après avoir été forcée d'avoir des relations sexuelles avec Mellencamp.
Bien des années plus tard, Bébé est toujours prostituée au Minou Joyeux et passe le plus clair de son temps libre avec sa meilleure amie Chardonnay. C'est une très grande fan du film Dirty Dancing. Bébé est alors âgée de dix-neuf ans, a les cheveux châtains et son visage est reconnaissable par sa tache de naissance bleue. Sa principale préoccupation est d'essayer de s'enfuir du Minou Joyeux. Le médecin étant parti en vacances, Bébé décide de simuler une grossesse : elle se fait vomir sur un de ses clients pour espérer se rendre à l'hôpital et tenter une évasion. La mission est cependant risquée, c'est l'homme de main Arnold Bailey qui est chargé d'emmener Bébé à l'hôpital ; un an plus tôt, ce dernier l'avait roué de coups lorsque celle-ci avait refusé de jouer à un jeu érotique particulièrement dangereux avec lui.
Au cours du trajet en voiture à l'hôpital, la jeune fille le persuade de s'arrêter manger. Arnold choisit l'Alaska Roadside Dinner, un restaurant de la ville. Avant même que Bébé ne puisse passer commande, l'Iroquois (en train de manger) qui l'a repérée et a commencé à la fixer dans le restaurant, se dirige vers elle et commence à torturer Arnold. Bébé décide de s'enfuir pour échapper à l'Iroquois ; elle s'engage dans le champ en face de l'Alaska Roadside Dinner mais le chef cuisinier qui l'a reconnue, Reg, parvient à la toucher au bras avec son fusil. Bébé est d'abord sonnée mais réussit à traverser le champ et arrive chez Litgo, un travesti excentrique qui la soigne et la laisse s'assoupir. À son réveil, Litgo et Benny Stansfield (un policier de la ville) sont à son chevet. Après une courte discussion avec les deux hommes, la jeune fille est emmenée en voiture par l'officier de police. Bébé pense d'abord que Benny compte l'emmener à l'hôpital mais apprend que ce dernier la ramène en réalité au Minou Joyeux.
Si vite de retour à la maison close, Bébé est forcée par l'homme de main Mack de le suivre jusqu'à sa chambre. C'est alors que Bébé comprend qu'un médecin va venir au Minou Joyeux pour l'avorter. Lorsqu'elle arrive dans sa chambre, Mack la déshabille, l'attache fermement à son lit puis la bâillonne avec du scotch en attendant le médecin. Celui-ci arrive peu après, accompagné de Reg qui devra superviser l'avortement, mais le médecin qui vient est l'Iroquois, déguisé après avoir assassiné le vrai médecin. Joey Conrad tue Reg, détache Bébé et lui révèle qu'elle s'appelle en fait Marianne Pincent et que son père l'a envoyé pour la délivrer. Cherchant à quitter le Minou Joyeux, Joey Conrad ouvre la voie, suivi par Bébé, en tuant de nombreux hommes de main de Mellencamp. Mais il est séparé de Bébé par Mack, un ancien tueur à gage travaillant pour Mellencamp, qui l'emporte avec lui dans un ascenseur. Jack Munson arrive alors et s'occupe de Bébé mais, au moment de quitter le Minou Joyeux, ils sont bloqués par l'arrivée de très nombreux policiers avec à leur tête Benny Stansfield. Jack Munson intervient et tire une balle dans la tête de Benny, le tuant sur le coup. Un court échange s'ensuit entre les deux hommes qui ne se sont pas vus depuis des années ; ils conviennent que l'Iroquois ramènera Bébé chez elle. Quelques heures et kilomètres plus tard à écouter la bande originale de Dirty Dancing, Marianne ainsi que l'Iroquois sont devant le domicile de Devon Pincent. La jeune fille remercie Joey Conrad, l'embrasse sur la bouche de son masque avant de lui offrir le CD de la bande originale de Dirty Dancing en lui demandant de penser à elle à chaque fois qu'il l'écoutera. Ceci fait, elle lui dit qu'elle ne l'oubliera jamais et part rejoindre son père qui fond en larmes lorsqu'il ouvre la porte et la voit.

### Le Pape, le Kid et l'Iroquois
Des mois après son évasion de B Movie Hell, Bébé vit paisiblement avec son père qui s'est résolu à l'appeler Bébé (son ancien prénom Marianne ne lui plaisant pas). Elle est engagée comme chanteuse principale d'une comédie musicale reprise de Grease grâce à un pot de vin de son père. Un soir, le premier rôle masculin, Jason Moxy, vient la chercher chez elle pour qu'ils répètent ensemble. Mais ce dernier, une fois qu'il l'a amené dans sa voiture vers un lieu isolé pour cette répétition, se jette sur elle et tente de la violer, pensant que son passé de prostituée justifie pleinement son geste. Bébé est sauvée in extremis par Joey Conrad qui tue Jason Moxy. Il la ramène ensuite au manoir Landingham, dans lequel il loge depuis la fin des évènements à B Movie Hell. Devon Pincent connait bien la veuve Landingham qui a donc accepté que Joey Conrad séjourne dans son manoir. Deux hommes de main de Solomon Bennet attaquent la voiture de Joey dans la forêt qui jouxte le manoir quand ce dernier tente de ramener Marianne chez elle. Ils ne doivent leur survie qu'à l'apparition surprise du Bourbon Kid qui surveillait Marianne dans l'espoir de dénicher Joey Conrad, recherché par le Diable depuis qu'une carte à jouer annonçant le futur assassinat du pape par l'Iroquois a été reçu par le général Alexis Calhoon. Le Bourbon Kid abat les deux hommes de main puis semble vouloir tuer Joey Conrad mais se ravise quand Marianne se place devant le corps inanimé de ce dernier pour le protéger. Joey Conrad disparaît alors dans la forêt.
Lors d'une tentative d'enlèvement de Marianne, la fille de Devon Pincent, par Solomon Bennet, Mozart et Franck Grealish, Rodeo Rex s'interpose et affronte Frank Grealish en combat singulier tandis que Joey Conrad, tout juste arrivé, s'enfuit avec Marianne, non sans qu'auparavant Solomon Bennet ait installé un mouchard sur la moto de l'Iroquois. Joey ramène Marianne dans la chambre d'hôtel que Jack Munson occupe avec Jasmine. Mais Mozart, Denise et Frank Grealish s'interposent et blessent Jack en lui tirant une balle dans le genou. Frank et Denise quittent l'hôtel avec Marianne tandis que Mozart tue Jack Munson puis prélève son visage et tente de violer Jasmine, cette dernière n'étant sauvée que par l'arrivée d'Elvis.
Quelque temps plus tard, Joey Conrad retrouve Marianne Pincent sur scène lors de la représentation de la comédie musicale reprise de Grease.

### Bourbon Kid
Dans le bar du Purgatoire, Marianne Pincent alias Bébé est requise par Scratch pour se rendre dans l'hôpital psychiatrique Lady Florence afin d'y interroger Salvatorre Rocco, précédemment dans le coma et que Scratch soupçonne d'avoir été pendant ce temps-là possédé par l'esprit de Caïn. Sa visite lui confirme cela, Salvatorre ayant une cicatrice en forme de C sur le front mais l'arrivée d'un agent de nettoyage appelé Xang et portant la même cicatrice interrompt rapidement l'interrogatoire, ce dernier tuant Salvatorre et tentant de faire de même avec Bébé qui parvient néanmoins à le tuer avant. Une ombre noire s'échappe alors du corps sans vie de Xang. Marianne est ensuite arrêtée puis transférée vers Santa Mondega pour être ensuite envoyée par bateau dans une prison très sécurisée sur l'île d'Hubal. Joey Conrad, Jasmine, Elvis et Rodeo Rex parviennent à la délivrer avant ce transfert. Tous se rendent ensuite au Tapioca où ils retrouvent Sanchez Garcia qui leur transmet la demande d'un prêtre amish nommé Atlee Yoder. Ce dernier désire que les Dead Hunters viennent sur l'île de Blue Corn afin de tuer une créature maléfique qui durant chaque automne tue toutes les personnes qui traversent la forêt qui se trouve au milieu de l'île. Joey et Bébé décident de s'en charger, tandis que Rodeo Rex part au Canada pour se faire retirer sa main métallique et que Jasmine et Elvis se rendent au mont Dracula afin qu'Elvis achète une DeLorean DMC-12 à Jasmine. Dans la forêt de l'île de Blue Corn, Joey et Bébé sont attaqués par des centaines de créatures maléfiques dirigées par un cyclope. Bébé parvient à sortir vivante de la forêt grâce à la protection de Joey mais ce dernier n'a pas cette chance : il est décapité et sa tête est envoyée aux pieds de Bébé, en sécurité à la lisière de la forêt que les créatures ne semblent pas pouvoir quitter. Après avoir laissé un message sur la messagerie du Bourbon Kid, elle est vite rejointe par Rodeo Rex. Bébé aperçoit une cicatrice en forme de C sur son front et elle comprend alors que Caïn a pris possession de son corps, probablement lors de son anesthésie durant son opération pour se faire retirer sa main métallique. Caïn avoue les meurtres de Jasmine et Elvis et lui demande le chemin du Purgatoire. Bébé ne lui dit rien et Caïn la tue par étranglement.

### Santa Mondega
Bébé fait une petite apparition au Paradis en compagnie de l'Iroquois, Kyle, Peto et Candy Perez.

### Psycho Killer
Ancien agent spécial, Jack Munson coule désormais de tristes jours dans son appartement depuis qu'il a été licencié trois ans plus tôt. Auparavant, Munson était un agent brillant. Son professionnalisme et sa propension à passer inaperçu lui avaient valu le surnom de Fantôme. En effet, quasiment personne dans son agence ne voyait son visage, il se présentait toujours comme chef comptable, homme de ménage, architecte... Véritable spécialiste des opérations clandestines, Munson a pourtant été licencié pour des raisons plus ou moins obscures : certains scandent qu'il est devenu obsolète, d'autres se réfèrent à ses problèmes d'alcool, mais lui pense à son lien avec une vieille opération. Le quotidien morne de Jack, qui passe son temps à se saouler, est interrompu par l'appel de son ancien supérieur, Devon Pincent, qui dit avoir besoin de lui. Lorsque l'ancien agent spécial arrive dans le bâtiment où travaille Devon Pincent, il fait rapidement la connaissance de Milena Fonseca qui travaille avec ce dernier. Très vite, les raisons de sa venue sont révélées.
Jack Munson, supervisé par Fonseca, doit éliminer Joey Conrad. Ce dernier est le dernier survivant de la mystérieuse Opération Blackwash, qui visait à transformer des enfants en machines à tuer. Conrad, après avoir assassiné une nonne, a été protégé par Pincent qui l'aimait bien, et envoyé dans hôpital psychiatrique de Grimwald. Conrad s'est cependant enfui et a commis plusieurs meurtres dans une ville paumée nommée B Movie Hell. C'est ainsi que Jack Munson se rend avec Milena Fonseca à l'hôpital psychiatrique de Grimwald pour se renseigner sur Joey Conrad. Les deux agents spéciaux sont guidés par un infirmier puis font la connaissance de la psychiatre de Joey Conrad, Linda Carter. Cette dernière leur révèle le goût de Joey Conrad pour le cinéma et pour le théâtre : il était très impliqué dans les cours de théâtre dispensés dans l'hôpital et il pouvait citer et rejouer des scènes entières de la plupart de ses films préférés. Jack Munson quitte alors Milena pour se rendre immédiatement à B Movie Hell afin d'essayer d'appréhender Joey Conrad. Il se rend au restaurant Alaska Roadside Dinner où trois hommes ont été assassinées par Joey Conrad. Il y rencontre Candy, la serveuse, ainsi que Randall Buckwater, un policier, qui tous deux semblent lui cacher des informations. Il découvre qu'une femme était présente en compagnie d'une des trois victimes et qu'elle s'est enfuie dans la direction de la ferme d'un dénommé Litgo. Jack s'y rend immédiatement et y découvre les cadavres de Litgo et de deux policiers. Après avoir annoncé ces trois morts à la police de B Movie Hell avec le talkie-walkie d'un des deux policiers décédés, il reçoit un coup de fil de Milena Fonseca qui vient de quitter l'hôpital psychiatrique de Grimwald ; ils se donnent rendez-vous à l'Alaska Roadside Dinner. Quand Jack s'y rend près d'une heure après, Milena n'est pas sur place et il découvre assez vite en interrogeant Candy la serveuse que sa partenaire a été tuée par Reg le cuisinier après que Milena lui ait demandé des renseignements sur la femme qui était présente lors de la tuerie de l'Alaska Roadside Dinner.
Comprenant que la situation a trop dégénérée et que les informations donnés par Devon Pincent ne sont pas exactes, il appelle ce dernier. Devon Pincent finit par lui dévoiler que c'est lui qui a fait évader Joey Conrad en lui donnant pour mission d'aller libérer sa fille Marianne Pincent, alias Bébé, des mains de Silvio Mellencamp qui la détient depuis ses cinq ans. Jack décide alors d'assister Joey Conrad dans sa mission. Il se rend pour cela au Minou Joyeux, terminant les derniers kilomètres cachés à l'arrière du pick-up de Randall Buckwater, policier à B Movie Hell. Il y retrouve Bébé, que Joey Conrad vient de délivrer, ce dernier ayant été séparé d'elle par Mack, un ancien tueur à gage travaillant pour Mellencamp, qui l'a emporté avec lui dans un ascenseur. Au moment de quitter le Minou Joyeux avec elle, ils sont bloqués par l'arrivée de très nombreux policiers avec à leur tête Benny Stansfield. Jack Munson intervient et tire une balle dans la tête de Benny, le tuant sur le coup. Un court échange s'ensuit entre les deux hommes qui ne se sont pas vus depuis des années ; ils conviennent que l'Iroquois ramènera Bébé chez elle. Un peu plus tard, Devon Pincent envoie Jack Munson en Roumanie pour une mystérieuse nouvelle mission, Jack décidant d'y partir avec Jasmine, une des prostituées du Minou Joyeux qu'il a sauvé des flammes après y avoir mis le feu.

### Le Pape, le Kid et l'Iroquois
Depuis son départ pour la Roumanie une année auparavant, Jack Munson entretient avec Jasmine une liaison amoureuse. Il est récupéré avec Jasmine en Roumanie par Rodeo Rex, Elvis et le Bourbon Kid qui les ramènent aux États-Unis. Jack et Jasmine s'installent dans une chambre d'hôtel dans laquelle ils recueillent Marianne Pincent après que Joey Conrad l'y eut ramenée à la suite de la tentative d'enlèvement de cette dernière avortée grâce à l'intervention de Rodeo Rex. Mais Mozart, Denise et Frank Grealish s'interposent et blessent Jack en lui tirant une balle dans le genou. Frank et Denise quittent l'hôtel avec Marianne tandis que Mozart tue Jack Munson puis prélève son visage et tente de violer Jasmine, cette dernière n'étant sauvée que par l'arrivée d'Elvis.

### Psycho Killer
Milena Fonseca est une agent du FBI. Après avoir travaillé sous les ordres de Devon Pincent, elle en est au début du roman la supérieur hiérarchique. C'est elle qui découvre que Joey Conrad s'est enfui d'un hôpital psychiatrique de Grimwald. Elle en parle à Devon Pincent, le responsable d'une affaire liée à Joey Conrad. Ce dernier décide alors de monter une affaire prétendument officielle visant à assassiner Joey Conrad et éliminer toute trace de son existence à B Movie Hell. Milena Fonseca se rend avec Jack Munson à l'hôpital psychiatrique de Grimwald pour se renseigner sur Joey Conrad. Les deux agents spéciaux sont guidés par un infirmier puis font la connaissance de la psychiatre de Joey Conrad, Linda Carter. Cette dernière leur révèle le goût de Joey Conrad pour le cinéma et pour le théâtre : il était très impliqué dans les cours de théâtre dispensés dans l'hôpital et il pouvait citer et rejouer des scènes entières de la plupart de ses films préférés. Jack Munson quitte alors Milena pour se rendre immédiatement à B Movie Hell afin d'essayer d'appréhender Joey Conrad. Milena, restée à discuter avec la psychiatre, apprend de cette dernière qu'une dispute entre Joey Conrad et un des autres patients Dominic Touretto, a eu lieu peu avant son évasion. Cette dispute semble avoir pour explication une photo, possédée par Dominic Touretto, d'une prostituée de B Movie Hell répondant au surnom de Bébé. Joey Conrad aurait essayé de la récupérer et se serait peu après évadé de l'hôpital psychiatrique.
Après avoir quitté l'hôpital psychiatrique de Grimwald, Milena Fonseca se rend à B Movie Hell afin d'y retrouver Jack Munson qui lui a donné rendez-vous à l'Alaska Roadside Dinner. Arrivée avant lui, elle commence à interroger Candy la serveuse. Pendant ce temps, Reg, le cuisinier, reçoit un appel téléphonique de Mack, un homme de main de Silvio Mellencamp, qui lui enjoint de tuer l'agent du FBI. Reg assène deux coups de couteau dans le coup de Milena Fonseca, qui décède dans la foulée.

### Le Livre sans nom
Archibald Somers est au début du roman un vieux policier à la retraite, connu pour son acharnement et sa très grande connaissance des tenants de l'affaire du Bourbon Kid. En raison des derniers meurtres perpétrés à Santa Mondega, il est rappelé et nommé coéquipier de Miles Jensen, un policier spécialiste du surnaturel récemment dépêché à Santa Mondega.
Ce que l'on ne sait qu'à la fin du roman, c'est qu'Archibald Somers a en réalité une double identité. Il est également Armand Xavier, le Seigneur des Ténèbres. En effet, il y a bien longtemps, Xavier a bu le sang du Christ dans la coupe du Graal ce qui lui a conféré l'immortalité. Bien longtemps après, il est tombé amoureux d'une femme vampire, Jessica Gaius, qui l'a mordu. Ayant tout à la fois du sang de Jésus et du sang de vampire dans les veines, il est devenu le Seigneur des Ténèbres. La vérité sur Armand Xavier ainsi que sa photo se trouvent dans Le Livre sans nom à la bibliothèque de Santa Mondega. Pour éviter que quiconque apprenne la vérité à son sujet, il assassine tous ceux qui ont le malheur d'emprunter le livre. Xavier ne peut malheureusement pas détruire le livre puisque toute créature du Mal qui touche le livre finit instantanément carbonisé. En plus des lecteurs du Livre sans nom, Armand Xavier assassine également Elvis, qui enquêtait sur lui.
À la fin du roman, après que sa femme Jessica se soit fait cribler de balles, et que ses trois enfants El Santino, Carlito et Miguel soient morts, Xavier se dirige sans le savoir vers un piège tendu par le Bourbon Kid. Ce dernier l'attend au commissariat de Santa Mondega, et provoque Xavier pour forcer celui-ci à se jeter sur le Kid. C'est ce qui se produit. Néanmoins, Xavier comprend bien trop tard que le Bourbon Kid a le Livre sans nom collé à lui. Le Seigneur des Ténèbres, après avoir réussi à mordre le Bourbon Kid le transformant en vampire, meurt consumé par les flammes.
Ramsès Gaius est alors brièvement mentionné en tant que chef égyptien qui aurait été trahi par Armand Xavier et Ishmael Taos.

### L'Œil de la Lune
Ramsès Gaius apparaît dès le premier chapitre même si l'on ne connaît pas alors sa véritable identité. Il se réveille momifié dans le Musée de Santa Mondega, et dévore les vigiles pour se régénérer. Il prépare ensuite activement, pendant un an, les modalités de son retour. Après avoir récupéré Le Livre de la mort qui lui permet de tuer n'importe qui pour peu qu'il connaisse son nom, il élabore un plan visant à récupérer l'Œil de la Lune. Il recrute d'abord Roxanne Valdez et Robert Swann (descendant d'un de ses proches amis). Ensuite, il recourt au chantage pour forcer Dante Vittori, fraîchement revenu à Santa Mondega, à s'infiltrer parmi les vampires pour récolter des informations sur l'Œil de la Lune.
Pendant que Dante est aux prises avec les Shades, son gang de vampire, Gaius réussit grâce à une annonce de journal à retrouver sa fille Jessica. C'est d'ailleurs elle qui décapite Peto Solomon récupérant de fait l'Œil de la Lune ainsi que le Graal. Gaius, désormais en possession de l'Œil, peut désormais préparer de pleine mesure ses sombres desseins de conquête du monde.

### Le Livre de la mort
Au tout début de ce roman, Ramsès Gaius utilise les pouvoirs de l'Œil de la Lune pour contrôler les nuages et ainsi plonger Santa Mondega dans les ténèbres. Ramsès Gaius confie plus tard à Vanité la mission de faire ami-ami avec Dante et Kacy et de les amener au musée pour qu'il les momifie, afin de les enterrer vivant. En parallèle, il se rend à la bibliothèque afin de tenter de récupérer Le Livre de la mort mais il apprend de la bouche de Josh qu'un policier nommé Sanchez Garcia vient de partir avec, suivi de très peu par une personne déguisée en Père Noël. Mis en fureur par la disparition de son livre, il tue Josh en lui infligeant de grandes souffrances. Plus tard, Vanité ne parvient à faire venir que Dante au musée où Ramsès le capture. Il fait ensuite tabasser à mort Vanité par un groupe de vampires du clan de la Peste Noire, prétextant ne pas faire de marché avec ceux qui trahissent leurs amis. Ramsès s'occupe de neutraliser Dante qui est ensuite momifié par les vampires du clan des Pandas. Kacy arrive un peu plus tard et semble devoir subir le même sort. La venue du Bourbon Kid interrompt cette tentative. S'ensuit alors un affrontement entre Ramsès et le Bourbon Kid, ce dernier ne devant sa survie qu'à l'aide qu'il reçoit de Kacy qui lui donne un petit miroir récupéré auparavant auprès de Vanité. Sanchez participe également puisqu'il vide une flasque qu'il pense contenir sa pisse sur la tête de Ramsès mais il s'agit en fait d'un liquide vert paralysant récupéré sur un vampire déguisé en Père Noël, liquide qui lui avait déjà permis de tuer ce vampire. Ramsès est ainsi paralysé, ce qui permet au Kid de le torturer puis, aidé de Dante, Kacy et Sanchez, de le replacer momifié dans son sarcophage.

### Le Livre sans nom
Alors connu sous le simple nom de Jessica, la jeune femme est présentée comme la survivante du dernier massacre du Bourbon Kid qui a eu lieu cinq ans plus tôt. Elle se réveille d'un long coma, conséquence de ce dernier massacre. Pendant plus de cinq ans, Thomas Garcia et sa femme Audrey se sont occupés d'elle de sa toilette à son alimentation. Lorsque Jessica se réveille de son coma, elle a perdu la mémoire. Rapidement elle se voit forcé de quitter le domicile de ses hôtes : Thomas et Audrey viennent en effet d'être assassinés par Armand Xavier (en réalité son mari) qui craignait qu'Audrey, ayant emprunté Le livre sans nom, ne découvre la vérité à son sujet.
Pendant une grande partie du roman, Jessica tente de retrouver la mémoire tout en flirtant avec Jefe, tueur à gage au service d'El Santino. Peu avant le retour du Bourbon Kid dans le Tapioca, elle croise par hasard Rodeo Rex au Nightjar, un bar de Santa Mondega, et ce dernier finit étripé. Elle est finalement criblée de balle lors de la fusillade du Tapioca par Dante Vittori et le Bourbon Kid, mais s'en sort miraculeusement. Elle est recueillie par Sanchez, résolu à attendre son nouveau réveil.

### L'Œil de la Lune
C'est dans L'Œil de la Lune que Jessica retrouve totalement la mémoire, à son réveil à l'étage du Tapioca. Elle y retrouve son père Ramsès Gaius qui a mis au point un plan visant à récupérer l'Œil de la Lune. Ainsi, vers la fin du roman, elle termine le projet de son père en récupérant l'Œil de la Lune ainsi que le Graal sur le cadavre de Peto dont elle a coupé la tête. Son père a de fait tous les éléments en main pour commencer la conquête du monde par les créatures du Mal.

### Le Livre de la mort
Jessica Xavier est envoyée par son père Ramsès Gaius au commissariat de Santa Mondega pour porter plainte à la suite du vol du Livre de la mort. Elle y rencontre Sanchez Garcia qui a récemment pris ses fonctions de policier et lui dit qu'elle offre une récompense de 50 000 dollars à qui lui rendrait Le Livre de la mort. À la suite de la demande du capitaine Harker à Sanchez d'aller enquêter sur le meurtre de Silvinho au domicile de Beth Lansbury, elle décide de le suivre dans cette mission. Plus tard, à Case de Ville, la résidence de son père où tous deux détiennent Beth Lansbury afin d'y faire venir le Bourbon Kid, Jessica demande à Razor d'abattre Beth. Le Kid apparaît alors et réussit à tuer Razor mais Jessica se glisse derrière Beth et s'en sert comme bouclier humain ce qui empêche le Bourbon Kid de tirer sur Jessica. Pendant que le Kid gagne du temps, Flake se glisse derrière Jessica et lui enfonce Le Livre sans nom dans la poitrine, ce qui la fait s'embraser.

### Le Livre sans nom
Ishmael Taos est le père supérieur de tous les moines de l'île d'Hubal. En 526, Taos parvient à trouver le Graal en compagnie d'Armand Xavier, obtenant ainsi l'immortalité. Bien des années plus tard, Armand Xavier devient Seigneur des Ténèbres en épousant Jessica, une femme vampire. Cela pousse Taos à se réfugier avec l'Œil de la Lune sur l'île d'Hubal, où Xavier est supposé ne pas pouvoir se rendre. À la fin du roman, il est fortement suggéré qu'Ishmael est assassiné par le Bourbon Kid, qui est en fait son fils.

### Psycho Killer
Silvio Mellencamp est le directeur de la maison close le Minou Joyeux mais surtout le maire officieux de B Movie Hell (auparavant Sherwood County). Légèrement gros, il est âgé d'une soixantaine d'années, et porte un bouc. Ancien producteur de films pornographiques, il a dès sa retraite investi massivement dans la ville et a ainsi obtenu le droit de la renommer en B Movie Hell, et de faire de même avec plusieurs services locaux en truffant leurs noms de références cinématographiques (la compagnie de taxi est nommée par exemple Taxi Vision). C'est un personnage important dans la mesure où, quelques années avant le roman, Mellencamp a enlevé Bébé et la retient depuis à B Movie Hell. Cette détention sera l'élément déclencheur de l'intrigue. Mellencamp a acquis une influence considérable à B Movie Hell, ce qui lui permet de convaincre les habitants de ne pas parler de Bébé et fermer les yeux.
Lorsque Joey Conrad met les pieds à B Movie Hell pour récupérer secrètement Bébé, Mellencamp est d'abord troublé mais place néanmoins sa confiance en la police de la ville qu'il contrôle quasi totalement. Parallèlement au problème de l'Iroquois, le chef de la ville doit faire face à la disparition de Bébé qui est recueillie par Litgo, un travesti habitant dans une ferme de la ville, qui l'appelle pour le prévenir. Benny Stansfield (un policier expérimenté) récupère Bébé chez Litgo et la ramène chez Mellencamp qui a placé une lourde défense autour de sa propriété pour faire face à un possible assaut du tueur. Finalement, malgré ses efforts, il est retrouvé par l'Iroquois qui l'exécute après l'avoir torturé puis jette sa tête dans le hall du Minou Joyeux.

### Le Livre sans nom
Enquêteur du paranormal dépêché à Santa Mondega, Jensen fait équipe avec Archibald Somers pour arrêter le Bourbon Kid, accusé de récents meurtres à Santa Mondega. Jensen fait de nombreuses découvertes, interrogeant plusieurs personnes et assistant Somers. C'est vers la fin du roman que Jensen apprend la vérité sur son équipier par un message téléphonique laissé par son collègue Scraggs. Sitôt informé, il est assassiné par Somers qui, voyant Jensen angoissé, comprend tout et le vide de son sang.

### Psycho Killer
Devon Pincent est un agent du FBI. Ancien supérieur hiérarchique de Munson, c'est lui qui organise la mission d'assassinat de Joey Conrad à B Movie Hell. Au début du roman il convoque Jack Munson, son ancien agent et ami, pour une prétendue mission d'assassinat de Joey Conrad. Après lui avoir donné ses instructions, il l'envoie avec Milena Fonseca pour l'hôpital psychiatrique de Grimwald, puis B Movie Hell. Pendant tout le roman, Pincent ne révèle que très peu de choses au sujet de la véritable nature de la mission. Finalement, lorsque toutes les pièces du puzzle commencent à s'assembler, il finit par dévoiler à Jack que c'est lui qui a fait évader Joey Conrad en lui donnant pour mission d'aller libérer sa fille Marianne Pincent, alias Bébé, des mains de Silvio Mellencamp qui la détient depuis ses cinq ans. Jack décide alors d'assister Joey Conrad dans sa mission. Lorsque la sécurité de sa fille est assurée, à la fin de la mission, Devon envoie Jack Munson en Roumanie pour une mystérieuse nouvelle mission.
Lors du dernier chapitre, Bébé, la fille de Pincent, est ramenée chez son père. Ce dernier fond en larmes lorsqu'il la voie, heureux de la retrouver après tant d'années.

### Le Pape, le Kid et l'Iroquois
Devon Pincent apparaît dans le prologue. Il se rend avec la police dans la maison d'un ami qui vient dêtre assassiné avec son épouse. Il découvre leur seul enfant, Joey Conrad, caché dans un placard.
Devon reparaît ensuite quand il est convoqué dans le bureau d'Alexis Calhoon, général à la tête des Opérations fantômes, un organisme gouvernemental top secret. L'assassinat d'un jeune homme dans une station service par l'Iroquois est au cœur de cet entretien qui se termine par la mise à l'écart de Devon Pincent, alors même que ce dernier leur révèle la possibilité que Solomon Bennett, qu'il vient de localiser en Roumanie, se rende aux États-Unis en lien avec la prochaine visite secrète que doit y faire le pape. Un peu plus tard, la prédiction de Devon Pincent se réalise puisqu'il se fait enlever par Solomon Bennet avec l'aide de Henry Jekyll.
Lors de la réception donnée au manoir Landingham en l'honneur du pape, Devon Pincent est tué après s'être interposé entre un zombie et sa fille pour la protéger.

### Le Livre sans nom
Peto est un moine de l'île d'Hubal. Il est chargé par le père supérieur de l'île, Ishmael Taos, de se rendre à Santa Mondega avec un autre moine plus vieux (Kyle) pour récupérer l'Œil de la Lune. Avant de partir, Taos les prévient, Kyle et lui, du caractère malsain de Santa Mondega et leur offre 100 000 dollars pour les aider à leur recherche. Les deux moines comprennent bien vite que la tranquillité et la vertu en vigueur sur leur île n'a rien à voir avec la cruauté et la noirceur qui habite les individus à Santa Mondega. Pire, il semble que Taos leur a menti sur certains points.

### L'Œil de la Lune
Peu après son retour d'Hubal, on apprend que l'intégralité des moines a été assassinée par le Bourbon Kid. Peto est donc revenu à Santa Mondega et grâce aux pouvoirs de l'Œil de la Lune, est parvenu à intégrer un clan de vampires rastas : les Dreads. Son projet est simple : après avoir découvert que le Bourbon Kid est le fils de son mentor Taos, il est persuadé qu'il reste du bon en lui et veut donc utiliser l'Œil de la Lune pour le guérir. Avant de finalement rencontrer le Bourbon Kid, Peto apprend de nombreuses choses sur la mythologie relative à l'Œil de la Lune. Il rencontre également Bertram Cromwell, avec qui il échange à propos du Bourbon Kid, de Dante, mais aussi des phénomènes surnaturels qui surviennent à Santa Mondega. Il réussit finalement à rencontrer le Bourbon Kid le soir d'Halloween, ainsi que Dante. Il se déguise en policier avec Dante puis s'infiltre au commissariat de Santa Mondega. D'ici, il assiste le Bourbon Kid dans l'assassinat de Michael de la Cruz ainsi que Randy Benson. Ceci fait, il prête l'Œil de la Lune au Kid qui se voit purgé de ses instincts de tueur. Le Bourbon Kid, redevenu JD, refuse à présent d'aider Dante à sauver sa petite-amie et s'enfuit en voiture.
Peto se porte alors volontaire pour la mission, et se rend avec Dante à l'Hôtel International de Santa Mondega. Dante décide de prendre les escaliers pour monter tandis que Peto attend l'ascenseur. C'est cependant Jessica qui sort de l'ascenseur. Armée d'un katana, la reine des vampires tranche la tête de Peto. L'Œil de la Lune qui pendait à son cou se détache alors. Peto n'ayant plus ses pouvoirs d'immortalité, meurt sur le coup.

### Santa Mondega
Peto fait une petite apparition au Paradis en compagnie de Kyle, l'Iroquois, Bébé et Candy Perez.

### Le Livre sans nom
Bertram Cromwell occupe le poste de directeur du Musée d'Arts et d'Histoire de Santa Mondega. Quelque temps avant le début du roman, il est précisé que Bertram avait réussi à faire engager le jeune Dante Vittori au Musée. Cependant, le jeune homme commit une faute professionnelle (brisant un vase) qui le poussa à le licencier. Il rencontre de nouveau Dante lorsque celui-ci a en main l'Œil de la Lune, et ne sait qu'en faire, lui conseillant seulement de s'en débarrasser le plus vite possible.

### L'Œil de la Lune
Bertram Cromwell est sollicité par le directeur administratif du Musée, Elijah Simmonds, pour faire des économies. Simmonds suggère ainsi à Cromwell de licencier Beth Lansbury, une jeune femme de ménage marquée d'une cicatrice qu'il juge incapable de s'intégrer et effrayante en raison de son triste passé. Betram refuse pourtant catégoriquement et fait même cadeau à Beth d'un pendentif censée la protéger des créatures du Mal lorsqu'elle se rend à la jetée, ainsi que d'un sweat-shirt qui la protège du froid. Le directeur du Musée connaît en effet l'habitude qu'a Beth à se rendre sur la jetée. Il invite par ailleurs Beth à venir déjeuner au moins une fois par semaine avec lui.

### Le Livre de la mort
La télévision de Santa Mondega annonce au début du roman la mort de Bertram Cromwell des mains du Bourbon Kid. Il s'avère que c'est finalement Elijah Simmonds qui a décapité Cromwell pour usurper le Bourbon Kid, éloigner les soupçons, et prendre la place de directeur de Musée de Cromwell. À l'annonce de sa mort, Beth fond en larmes en repensant à l'homme bon qu'il était.

### Le Cimetière du Diable
Emily Shannon est une des cinq candidates présélectionnées pour la finale du concours de sosies chanteurs « Back from the Dead ». Elle est déguisée en Judy Garland. La raison de sa participation au concours est en partie liée au destin de sa mère, c'est cette dernière qui lui a donné la passion du chant pendant son enfance. Mais sa mère souffre d'un cancer de la gorge en phase terminale : Emily espère donc avec la récompense d'un million de dollars du concours offrir une fin de vie digne et supportable à sa mère. Cependant, le concours en question ne se passe pas du tout comme prévu, le Bourbon Kid assassinant trois finalistes présélectionnés. Le Bourbon Kid l'épargne, du fait de sa ressemblance avec Beth, son ancienne petite-amie qui portait le même déguisement la dernière fois qu'il l'a vue. Un autre tueur à gage, Gabriel Locke, lui propose de ne pas l'assassiner mais lui ordonne de quitter l'Hôtel et d'abandonner le concours. Gabriel, pour faire croire à son employeur qu'Emily est morte, a malgré tout besoin d'elle pour maquiller le meurtre. Elle fait d'abord mine d'accepter mais à la première occasion, le frappe avec un fer à repasser. Gabriel est alors fou de rage et saisit son pistolet non chargé qu'il presse sur Emily, ventre contre terre, pour l'intimider. Le Bourbon Kid arrive alors et assassine Gabriel. Il implore ensuite Emily de ne pas signer le contrat. Il lui révèle en effet que le contrat est passé avec le Diable mais Emily ne le croit pas, et refuse d'abandonner le concours. Le Bourbon Kid décide donc d'aider Jacko à gagner la compétition, et Jacko parvient à arriver premier au concours devant Emily.
Lorsque l'Hôtel est assailli par une armée de morts-vivants, et que celui-ci commence à s'effondrer, le contrat de Jacko étant nul et non avenu, Emily tente de s'enfuir en compagnie de Jacko, Sanchez, Elvis, Janis et le sosie de Freddie Mercury. Ce dernier est dévoré par les zombies, laissant Emily dernière du groupe. Piégée par plusieurs zombies, le Bourbon Kid vient à sa rescousse et lui conseille un chemin pour fuir. Malheureusement, le tueur à gage Angus l'Invincible croise par hasard son chemin et lui tire une balle en pleine poitrine avant de s'enfuir. Emily s'éteint peu après, abattue par l'hémorragie. Le Bourbon Kid vengera sa mort le lendemain en étranglant Angus l'Invincible dans la voiture que le tueur à gage lui a volé.
Janis est une des cinq candidates présélectionnées pour la finale du concours de sosies chanteurs « Back from the Dead », pour lequel elle est déguisée en Janis Joplin. Janis est atteinte du syndrome de La Tourette. Après que l'Hôtel Pasadena dans lequel se déroule le concours ait été avalé en Enfer, Janis s'enfuit dans un camping-car en compagnie de Sanchez Garcia, de la Dame Mystique et d'Elvis pour lequel elle a un béguin réciproque.

### Que le diable l'emporte
Janis aide JD à s'échapper d'une abbaye et ainsi lui évite d'être tué par les sbires de Scratch. Janis se révèle être en fait la fille du père Papshmir, et ce dernier, qui a par le passé porté les noms de Vincent Palmer et Loomis Lansbury, n'est autre que le fils de JD et Beth ! Janis et son père ont mis au point un stratagème pour que le condamné à mort Melvin Melt, que Rodeo Rex et Elvis ont fait évader, prenne sa place afin que ce soit lui qui soit empalé par Dracula.

### Santa Mondega
Janis est tuée par Scratch qui lui tranche la gorge avec un de ses ongles acérés dans les toilettes de l'église de son père, Vincent Papshmir.

### Le Cimetière du Diable
Jacko se présente au début du roman comme un simple client du bar Sleepy Joe. Chaque année, en effet, Jacko vient déguisé en Michael Jackson, dans le restaurant dans l'espoir de trouver quelqu'un qui l'amènerait à l'Hôtel Pasadena pour participer au concours de sosies chanteurs « Back from the Dead ». Cette année son objectif est atteint et c'est le Bourbon Kid qui l'amène à l'Hôtel Pasadena. Arrivé à l'Hôtel, il découvre malgré tout que quelqu'un s'est déjà porté candidat en sosie de Michael Jackson. Il passe donc tout son temps au Casino, se disant qu'il reviendra l'année suivante.
Le Bourbon Kid, soucieux de sauver Emily du contrat avec le Diable, repêche Jacko du Casino et l'oblige à participer au concours. Il parvient à lui constituer un costume de Blues Brother en agressant des candidats ici et là. L'assassinat de plusieurs candidats présélectionnés pour la finale par le Bourbon Kid pousse le jury à choisir de nouveaux finalistes. C'est ainsi que Jacko parvient miraculeusement à se qualifier pour la finale grâce à une reprise de Mustang Sally, jouée à l'harmonica sur les conseils du Bourbon Kid. Peu après, il gagne même la finale en interprétant Sweet Home Chicago à la guitare, s'attirant les faveurs du jury et une standing ovation du public. C'est à la signature du contrat de Nigel Powell qu'il révèle sa véritable identité : Robert Leroy Johnson, le premier homme à avoir passé un pacte avec le Diable. Son âme appartenant déjà au Diable, le contrat est nul et non avenu et l'Hôtel s'enfonce dans les flammes de l'Enfer. Pendant son implosion, il aide Sanchez, Elvis, Janis, Emily et le sosie de Freddie Mercury à le quitter en éloignant les zombies. Il est malencontreusement poussé dans une fissure conduisant en Enfer par Sanchez. Jacko revient toutefois juste après pour indiquer le chemin du retour à la Dame Mystique qui conduit en camping-car Sanchez, Elvis et Janis au motel le plus proche. Il fait un dernier clin d'œil à Sanchez, lui signifiant qu'il ne lui en veut pas pour l'avoir poussé, puis laisse le van s'éloigner.

### Le Livre de la mort
Jacko réapparaît au Cimetière du Diable, à la croisée des chemins. Il échange quelques mots avec JD puis fait revenir un panneau qui indique la direction du Purgatoire.

### Bourbon Kid
Jacko apparaît plusieurs fois brièvement au Cimetière du Diable, à la croisée des chemins.

### Que le diable l'emporte
Jacko apparaît plusieurs fois brièvement au Purgatoire, le bar de l'Enfer, aux côtés de Scratch.

### Santa Mondega
L'Ange Gabriel vient visiter Jacko au Cimetière du Diable. Il lui propose de le libérer de cet endroit et lui annonce que Dieu l'attend au Paradis, lui ouvrant un passage que Jacko s'empresse de suivre. Jacko réapparaît en fin d'ouvrage au Tapioca, le bar de Sanchez Garcia, pour annoncer que Dieu l'a nommé responsable du Purgatoire et de l'Enfer.

### Le Livre sans nom
Jefe est un impitoyable tueur à gage qui fut employé par El Santino pour récupérer l'Œil de la Lune. C'est ainsi que le tueur se rendit sur l'île d'Hubal pour accomplir cet objectif. En massacrant une grosse partie des moines de l'île, il parvint à récupérer l'objet. Ceci fut toutefois de courte durée : il se fit dérober la pierre par Marcus la Fouine avant d'avoir pu la livrer à El Santino. Pendant une grosse partie du roman, Jefe poursuit sa récupération de la pierre. Finalement, c'est par un concours de circonstance qu'il la récupéra. Encore une fois, cette réussite fut éphémère ; elle intervint tout juste avant la fusillade du bar du Tapioca où Jefe perdit la vie, assassiné par le Bourbon Kid.

### Le Cimetière du Diable
Le directeur de l'Hôtel Pasadena, Nigel Powell, a vent des pouvoirs de la Dame Mystique par l'intermédiaire de Jefe.

### Le Livre sans nom
Marcus la Fouine est une crapule notoire fréquentant régulièrement le bar du Tapioca, surnommé ainsi par son caractère de fouine. Un soir, alors qu'il menace Jefe avec un pistolet, ce dernier le désarme et retourne l'arme contre lui. Marcus est forcé de faire bonne figure et devient le compagnon de beuverie de Jefe, lui donnant quelques informations sur Santa Mondega. Il profite de la situation pour mettre quelques gouttes de la drogue du violeur dans le verre de Jefe pour lui subtiliser l'Œil de la Lune et son portefeuille contenant quelques milliers de dollars. Peu après il se rend à l'International Hotel de Santa Mondega puis commande la suite la plus onéreuse se présentant sous le nom de Jefe. Le lendemain, Kacy gagne sa confiance pendant son service de femme de chambre. Cela permet à la jeune femme de lui voler son portefeuille et l'Œil de la Lune. Quelques minutes plus tard, le tueur à gage Elvis pénètre dans sa suite. En croyant avoir affaire à Jefe (se fiant au cahier de l'hôtel), il offre à Marcus une mort lente et douloureuse.

### L'Œil de la Lune
Pendant un flashback se déroulant dix-huit ans avant le roman Le Livre sans nom, on découvre un moment de sa jeunesse : Marcus est en retard au bal de fin d'année, et croise Beth et le Bourbon Kid. Échangeant très rapidement avec eux, celui-ci n'a qu'une idée en tête : offrir un verre à Ulrika Price.

### Le Livre sans nom
Kyle est un moine de l'île d'Hubal. Il est chargé par le père supérieur de l'île, Ishmael Taos, de se rendre à Santa Mondega avec un autre moine plus jeune (Peto) pour récupérer l'Œil de la Lune. Avant de partir, Taos les prévient, Peto et lui, du caractère malsain de Santa Mondega et leur offre 100 000 dollars pour les aider à leur recherche. Les deux moines comprennent bien vite que la tranquillité et la vertu en vigueur sur leur île n'a rien à voir avec la cruauté et la noirceur qui habite les individus à Santa Mondega. Pire, il semble que Taos leur a menti sur certains points.
Kyle constate avec son camarade moine que seulement un jour après leur arrivée, les 100 000 dollars ont disparu. Cela complique très sérieusement leur opération. D'abord poli en toute circonstance, Kyle calme bien vite sa très grande politesse face à la sournoiserie de ses interlocuteurs. Il rencontre peu après Rodeo Rex qui leur révèle l'existence des créatures du Mal, ce qui lui fait prendre conscience, à lui et à Peto, de la dangerosité de la mission. Ils découvrent ensuite que leurs deux confrères moines venus cinq ans plus tôt pour la même mission, que Taos avait déclaré morts, Milo et Hezekiah, ont survécu mais sont devenus d'impitoyables et cruels vampires. Ils sont assassinés sous leurs yeux par Rex. Tout au long de la recherche de l'Œil, Kyle se caractérise par sa très grande sagesse et sa mesure à agir, deux caractéristiques liés à son expérience. C'est lui qui autorise Peto à boire de l'alcool, boisson pourtant interdite par Taos.
À la fin du roman, Kyle parvient à retrouver la trace de l'Œil. Dante Vittori, avec qui il échange au Tapioca, accepte de lui amener la pierre le lendemain pour 10 000 dollars au Nightjar, un bar de Santa Mondega. Kyle avec Peto se rend au Nightjar le lendemain mais ne voit pas Dante. Il décide d'aller au Tapioca, toujours accompagné de Peto et découvre Dante dans une triste posture, aux prises avec El Santino, Carlito et Miguel. Il vient d'abord à la rencontre du groupe avant que Jefe ne braque un pistolet sur lui. Grâce à une prise de karaté il récupère le pistolet de Jefe qu'il braque sur ce dernier. Kacy puis le Bourbon Kid arrivent alors, ce qui déclenche une fusillade. Kyle est le premier à mourir, abattu par El Santino.

### Santa Mondega
Kyle fait une petite apparition au Paradis en compagnie de Peto, l'Iroquois, Bébé et Candy Perez.

### Le Livre de la mort
Dan Harker est nommé nouveau capitaine de la police en remplacement de Michael de la Cruz après le dernier massacre du Bourbon Kid. Physiquement, il est présenté par Sanchez comme plutôt costaud ; ses cheveux sont de couleur brune. Très honnête, il serait l'un des flics les plus incorruptibles de la police de Santa Mondega. Les forces de police ayant été particulièrement décimées, le maire de Santa Mondega fait passer des avis de recrutement dans toute la ville. Dan Harker recrute ainsi Sanchez Garcia et Flake Munro, qu'il charge de diverses taches.
Aidé de William Clay, flic de l'équipe scientifique, Dan Harker poursuit l'enquête sur un tueur d'enfants qui était restée au point mort, ainsi que l'enquête sur le Bourbon Kid. Vers le milieu du roman, il se persuade que le Bourbon Kid est en réalité le héros dont Santa Mondega a besoin. Il a en effet compris que le tueur en série ne tue quasiment que des créatures du Mal. Il passe donc un appel à la télévision locale en révélant l'existence des créatures du Mal, et appelle à l'aide le Bourbon Kid. Peu après, il se rend au Musée d'Arts et d'Histoire de Santa Mondega pour arrêter Elijah Simmonds qu'il soupçonne être l'assassin de Bertram Cromwell. En arrivant armé dans le bureau de Simmonds, il est également attendu par Ramsès Gaius. Ce dernier, après n'avoir aucunement réagi aux balles de Harker, lui assène un violent coup d'énergie magique qui le projette contre la paroi du bureau. Avant que Harker ait pu pleinement reprendre ses esprits, Simmonds se saisit de son arme dont il enfonce le canon dans la bouche de Harker pour le tuer quelques secondes après.

### Le Livre sans nom
Milo et Hezekiah furent les prédécesseurs de Kyle et Peto. Cinq ans avant le roman, ces deux prêtres d'Hubal furent chargés par Ishmael Taos de se rendre à Santa Mondega pour récupérer l'Œil de la Lune. Comme tous les moines d'Hubal, la réalité de Santa Mondega les choqua profondément quand ils y pénétrèrent. Ils firent tout leur possible pour récupérer l'Œil, mais firent malheureusement transformés en vampire. C'est alors que Taos les rejoignit. Il leur vola l'Œil et revint à Hubal, en annonçant la mort des deux prêtres et en récoltant tous les lauriers.
Pendant cinq ans, Milo et Hezekiah vécurent une vie de débauche en volant, violant, tuant, tout ce qu'Ishmael leur avait interdit. Cette période passée, deux nouveaux moines (Kyle et Peto) furent envoyés pour récupérer de nouveau la pierre. Dans le Nightjar, un bar de Santa Mondega, Kyle et Peto rencontrèrent Milo et Hezekiah, comprenant bien vite que Taos ne leur avait pas dit toute la vérité. L'instant d'après, Hezekiah puis Milo furent pulvérisés par le canon de Rodeo Rex.
Fils d'Archibald Somers et frère de Carlito et Miguel, El Santino est notoirement connu pour être le caïd de Santa Mondega. Il vit avec ses deux frères à la Casa de Ville, un immense palais à La population locale croit savoir qu'il ne sort que la nuit, la rumeur voulant qu'il soit un vampire. Pendant tout le roman, il recherche l'Œil de la Lune, pour le compte de son père. À la fin du roman, alors tout près du but, il meurt assassiné en même temps que ses deux frères dans la tuerie du Tapioca.

### Le Livre de la mort
El Santino est mentionné très brièvement par Sanchez Garcia à l'évocation de la Casa de Ville. Ce manoir qui appartenait auparavant au caïd de Santa Mondega a été rachetée par Ramsès Gaius qui y a élu domicile.

### Le Livre sans nom
Ce sont les Hommes de mains d'El Santino. Apparaissant toujours ensemble, une rumeur prétend qu'ils soient homosexuels. En réalité, ce sont avec El Santino les trois enfants d'Archibald Somers et Jessica Xavier. Ils apparaissent tout au long du roman, tantôt auprès de Sanchez pour en apprendre davantage sur la recherche de l'Œil de la Lune, tantôt auprès de Miles Jensen lorsque ce dernier observe la demeure d'El Santino. Carlito et Miguel sont assassinés pendant de la Fête de la Lune lors de la fusillade du Tapioca, alors déguisés en Lone Ranger.
Ulrika Price est la bibliothécaire en chef de Santa Mondega. Elle est présentée dans le roman comme portant des lunettes, coiffée d'un chignon à la personnalité détestable et sarcastique. Elle n'est pas d'une grande aide à l'inspecteur Miles Jensen, qui réussit néanmoins à lui extorquer quelques informations. Il est précisé que cinq ans avant le début du roman, Ulrika était marié à un homme qui a été assassiné par le Bourbon Kid.

### L'Œil de la Lune
Ulrika, toujours bibliothécaire en chef, est désignée par Ramsès Gaius comme la gardienne du Livre de la mort. Sa mission est simple : cacher le livre et le sortir uniquement pour écrire des noms d'individus et des dates spécifiés par Gaius. Écrire ces informations dans le livre entraîne en fait leur mort à la date indiquée. À partir de L'Œil de la Lune, Ulrika Price est assistée d'un stagiaire, Josh. Alors qu'Ulrika tourne le dos pour aller vérifier que Josh ait bien rangé certains livres, elle demande au jeune homme de ranger un livre de la Rue Sésame. Josh confond Le Livre de la mort avec ce livre, qu'il range parmi les ouvrages de référence. Quelque temps plus tard, Sanchez Garcia pénètre dans la bibliothèque puis subtilise ledit livre. Ulrika ne le sait pas encore, mais le livre, qu'elle avait juré au nouveau Seigneur des Ténèbres de protéger, n'est plus en sa possession.

### Le Livre de la mort
Le lendemain matin, Ulrika commence à passer en revue les évènements et interroge Josh par téléphone. Un appel de Ramsès Gaius par téléphone la rappelle à l'ordre : si elle ne parvient pas à récupérer le livre à midi, Jessica l'aidera à le récupérer et Ramsès lui rappelle que Jessica ne l'aime pas beaucoup. Ulrika, devinant ce qu'il adviendra d'elle si Jessica la rejoint, en arrive à la conclusion que le voleur du livre n'est autre que Sanchez Garcia (qui lui avait paru bizarre en empruntant le livre Le Plaisir anal, à l'usage de l'homosexuel d'aujourd'hui) et s'empresse d'aller porter plainte avant de retrouver le barman. C'est alors qu'en pénétrant au commissariat, se dirigeant vers la réception, elle remarque Sanchez dans l'ascenseur. Elle ne perd pas une seconde et gifle Flake qui tentait de réagir puis se jette sur Sanchez, les crocs sortis, révélant donc qu'elle est un vampire.
Sanchez réussit à descendre aux vestiaires du sous-sol avant qu'Ulrika n'entre dans l'ascenseur. La bibliothécaire l'y rejoint plus tard et elle retrouve rapidement Sanchez qui lui résiste quelque temps grâce à son ballet souillé. L'affrontement ne dure, en revanche, pas longtemps. Ulrika parvient à se jeter sur Sanchez. À la suite d'un court interrogatoire qu'elle juge mensonger, Ulrika s'apprête à ne faire qu'une bouchée de Sanchez. Ce dernier est cependant sauvé par Flake Muntor, qui se fiant à son horoscope, assène un coup sur la tête d'Ulrika avec un livre trouvé dans le vestiaire. Ce livre est en réalité Le Livre sans nom qui entraîne la combustion de toute créature du Mal qui entre en contact avec lui. Ulrika finit ainsi carbonisée.

### L'Œil de la Lune
Robert Swann est un ancien capitaine des forces spéciales (aussi violeur en série) condamné à perpétuité pour avoir violé la fille d'un personnage haut placé, qui s'est suicidée. Ramsès Gaius, vieil ami de son ancêtre, le gracie puis l'engage pour superviser la recherche de l'Œil de la Lune. Assisté de Roxanne Valdez, il reste en permanence au quartier général de l'opération, c'est-à-dire une chambre de l'International Hotel de Santa Mondega. Il veille au bon déroulement de la mission, occupe la petite amie de Dante, Kacy, lorsque Dante opère. Un soir, il dîne avec elle et remplit son verre de vin pour tenter d'abuser d'elle. Roxanne Valdez l'interrompt alors en renversant du vin sur son pantalon et invite à Kacy, hilare et pompette, à rentrer dans sa suite. Swann se jure de faire payer à Kacy cette humiliation.
À la fin du roman, Swann s'assure que Dante ne reviendra pas, afin de coucher avec Kacy. Au lieu de lui injecter du sérum permettant à Dante de s'infiltrer parmi les vampires, il lui injecte de l'eau. Malgré la survie de Dante, Swann reçoit peu après un SMS de Valdez qui l'informe qu'il peut faire ce qu'il veut de Kacy avant de se débarrasser de son corps. Le SMS en question est d'abord lu par la jeune femme terrifiée, puis par Swann qui comprend aux traits de celle-ci que quelque chose ne va pas. Le message lu, il s'empresse de déshabiller Kacy. Cette dernière résiste, le blesse à l'entrejambe et s'enfuit retrouver Dante qui vient d'arriver dans l'Hôtel pour la sauver. Malheureusement pour elle, Dante est grièvement blessé par Valdez (en fait un vampire) qui lui suce le sang. Cela laisse à Swann le champ libre pour Kacy. Il la rattrape en-dehors de l'Hôtel, se prépare à la violer mais est tué par Dante devenu un vampire, d'une balle dans la tête.
Celle qui est désignée comme l'Agent Spécial Roxanne Valdez est engagée par Ramsès Gaius pour superviser la mission de recherche de l'Œil de la Lune avec Robert Swann. À la fin du roman, c'est elle qui autorise Robert Swann à violer Kacy puis se débarrasser de son corps. Il s'avère finalement que Kacy parvient à s'enfuir, très vite récupérée par Dante. Alors que les deux amoureux tentent de s'enfuir, ils sont interrompus par Valdez qui mord et suce le sang de Dante. Kacy, sous le choc, parvient miraculeusement à lui tirer une balle dans la tête.
Les Shades (en français les Ombres ou les Lunettes noires) est un clan de vampires dont les principaux membres sont Vanité, Fritz, Silence, Déjà-Vu, Obéissance, Décolleté, Orignal et dans une moindre mesure Dante. Chaque membre du clan dispose d'une spécificité généralement en lien direct avec son prénom :
- Vanité : chef du clan tirant son prénom de son physique très avantageux (qualifié de « beau gosse » par Dante). Ses yeux ont la particularité d'osciller entre trois couleurs différentes, ce qui a tendance à hypnotiser les gens[œdll 30]. Il est le directeur du Marécage, un night-club qui fait office de quartier général du clan mais qui accueille également d'autres vampires.
- Fritz : vampire d'origine allemande, Fritz est obligé de crier en permanence lorsqu'il parle, son larynx ayant été endommagé par son créateur[œdll 31].
- Silence : il est en complète opposition avec Fritz. Lui tire son nom de son habitude à parler très peu, son larynx le faisant souffrir lorsqu'il le fait[œdll 32].
- Déjà-Vu : il s'agit du Bourbon Kid[œdll 7] qui a pris un prénom d'emprunt et qui s'est intégré au clan en attendant de redevenir humain. L'origine de ce nom tient du fait qu'il ait souvent l'impression d'avoir déjà vu presque tout le monde[œdll 33].
- Obéissance : il est un vampire britannique (remarquable de par son accent). Il fait tout ce qu'on lui demande, adorant faire plaisir : d'où son nom Obéissance[œdll 34].
- Décolleté : elle est une des deux seules femmes du clan. Son nom est lié à son exceptionnel décolleté attirant à lui tous les regards (ce que ne manque pas de remarquer Dante)[œdll 35].
- Orignal : elle est une vampire quelque peu excentrique : elle porte une coupe de cheveux ébouriffée et ses dents sont étrangement agencées ; ce style est l'origine de son prénom[œdll 35].
- Dante : il s'agit du membre le plus récent des Shades qui le reste le moins longtemps. Il devient membre uniquement pour récolter des informations sur Peto et l'Œil de la Lune.

Tous les Shades à l'exception de Vanité, Obéissance, Dante, Décolleté, Orignal et Déjà-Vu sont exterminés par le Bourbon Kid au Nightjar, un bar de Santa Mondega, un soir d'Halloween. Bull, croyant avoir affaire au Bourbon Kid, décapite Obéissance à la fin du roman.

### Le Livre de la mort
Après que Dante et Kacy soient devenus des vampires, ils sont accueillis par Vanité au Marécage. Le chef des Shades n'a pas été mis au courant de la récente transformation de Dante et de l'existence de Kacy et n'a aucune raison de se méfier d'eux, pensant que Dante a toujours été un vampire depuis qu'il a fait sa connaissance. Peu après la réunion de toutes les créatures du Mal dans la Casa de Ville, Ramsès Gaius convoque Vanité qui lui révèle avoir accueilli Dante et Kacy. Gaius, apprenant que Dante et Kacy ont bu le sang de Xavier, son vieil ennemi, voit là une occasion de se venger. Il demande alors à Vanité de faire ami-ami avec Dante et Kacy et de les amener au Musée pour que Gaius les momifie, afin de les enterrer vivant. Vanité réussit finalement à persuader Kacy et Dante que Ramsès Gaius sera au Musée un peu plus tard et que ce serait une très bonne occasion de tenter de lui dérober l'Œil de la Lune, afin de redevenir humain. Finalement, seul Dante se rend au musée avec Vanité et se retrouve capturé par Ramsès Gaius. Cependant, Gaius fait tabasser Vanité, laissé pour mort, par un groupe de vampires du clan de la Peste Noire, prétextant ne pas faire de marché avec ceux qui trahissent leurs amis. Quelques secondes avant de mourir, Vanité donne à Kacy, fraîchement arrivée au Musée pour secourir Dante, un miroir censée l'aider à vaincre Gaius.
Le roman ne dit pas explicitement ce qui est arrivé à Décolleté et Orignal, mais on devine qu'elles sont certainement mortes lors du dernier massacre du Bourbon Kid à Santa Mondega.

### L'Œil de la Lune
Les Sales Porcs sont un clan de vampires dirigé par trois policiers de Santa Mondega : Michael De la Cruz, Randy Benson et Dick Hunter. Les trois vampires cherchent pendant le roman à devenir de véritables dieux en buvant dans la coupe du Graal trois types de sang différents : du sang d'un mortel, du sang d'un vampire et du sang d'Ishmael Taos ou d'Armand Xavier ou d'un de leurs descendants. C'est ainsi qu'ils boivent du sang d'humain dans la coupe, en assassinant Stéphanie Rogers (brillante policière) dans le vestiaire du commissariat puis du sang de la vampire Jessica, plongée dans un coma et gardée par Sanchez Garcia. Peu après, ils cherchent à boire le sang du Christ en s'attaquant au descendant de Taos (ayant lui-même dans son sang, le sang du Christ) qui n'est autre que le Bourbon Kid. Stéphanie Rogers avait réussi avant de mourir à récolter de nombreuses informations sur celui-ci, dont son adresse, et avait offert ces informations aux policiers. Les Sales Porcs engagent donc deux loups garous, Igor et Pedro, pour aller récupérer le Bourbon Kid pendant la nuit. Ils promettent aux deux loups garous de leur fait boire à la coupe après avoir accompli leur mission.
Igor et Pedro se rendent ainsi où réside le prétendu Bourbon Kid, à l'hôpital psychiatrique du docteur Moland à Santa Mondega. La récupération de l'individu ne pose pas de problème. Igor et Pedro entrent au commissariat, puis boivent avec De la Cruz, Benson et Hunter le sang de celui qu'ils ont ramassé à l'hôpital en infligeant à celui-ci de terribles sévices jusqu'à son dernier souffle. Ce que les tortionnaires ne savent pas, c'est que l'individu récupéré à l'hôpital n'est pas le Bourbon Kid mais son demi-frère Casper. Peu de temps avant son enlèvement, Casper s'est vu offrir un téléphone portable par son grand-frère. Téléphone portable qui servit à Casper pour appeler son demi-frère juste avant de se faire torturer et tuer. Le Bourbon Kid entend donc l'intégralité des souffrances de son demi-frère au téléphone durant cinq minutes vingt-cinq secondes. Après avoir exécuté Casper, le premier à se rendre compte que le téléphone est allumé est Benson, qui se présente de lui-même, ne sachant pas qui est au bout du fil. Le fait de s'être formellement identifié permet par la suite au Bourbon Kid de se venger en offrant une mort mémorable aux trois policiers.
Dick Hunter est poussé par le Bourbon Kid en dessous de lames tranchantes d'un ventilateur au Nightjar, un bar de Santa Mondega : il meurt à l'instant où son crâne est broyé par les lames. Michael De la Cruz perd quant à lui la vie au commissariat de Santa Mondega : le Bourbon Kid lui enfonce un fusil à canon scié à l'intérieur de son anus puis tire. Enfin, Randy Benson perd la vie au même endroit lorsque Le Livre sans nom lui pénètre dans la poitrine dans les vestiaires du commissariat. Cette mort intervient comme un soulagement, après plus de cinq minutes de torture abominable par le Bourbon Kid.
Elijah Simmonds est le directeur administratif du Musée de Santa Mondega, dont le directeur est Bertram Cromwell. Jeune homme de presque trente ans peu intéressé par l'art mais beaucoup plus par l'argent et le pouvoir qu'il procure, il propose à son directeur le licenciement de Beth Lansbury, femme de ménage, afin de compenser les baisses de fréquentation dues à la disparition de la momie de Ramsès Gaius, pièce maîtresse du Musée.

### Le Livre de la mort
Elijah Simmonds montre à Dan Harker, le nouveau capitaine de la police de Santa Mondega, une vidéo de l'assassinat de Bertram Cromwell captée dans le Musée d'Arts et d'Histoire. Après cette mort, il est devenu le directeur provisoire du Musée. En tant que tel, il convoque Beth Lansbury à son bureau pendant que JD attend dehors. Au cours d'un très bref entretien, il la licencie tout en l'humiliant. Un peu plus tard, Dan Harker, le capitaine de la police, se rend au Musée d'Arts et d'Histoire de Santa Mondega pour arrêter Elijah Simmonds qu'il soupçonne à juste titre d'être l'assassin de Bertram Cromwell. En arrivant armé dans le bureau de Simmonds, il est également attendu par Ramsès Gaius. Ce dernier, après n'avoir aucunement réagi aux balles de Harker, lui assène un violent coup d'énergie magique qui le projette contre la paroi du bureau. Avant que Harker ait pu pleinement reprendre ses esprits, Simmonds se saisit de son arme dont il enfonce le canon dans la bouche de Harker pour le tuer quelques secondes après.

### Le Cimetière du Diable
Nigel Powell est le directeur de l'Hôtel Pasadena (situé en Californie). Bien des années avant le roman, Nigel a passé un pacte avec le diable qui lui a offert l'Hôtel ainsi qu'une fortune colossale. Seul revers de la médaille : chaque année il doit offrir une nouvelle âme au Diable. C'est ainsi que chaque année il organise un concours de sosies chanteurs. Lors de ce concours, le vainqueur croit signer un contrat d'exclusivité pour une tournée musicale alors qu'en réalité il livre directement son âme au Diable. Il se voit ensuite transformé en zombie, condamné à revenir tous les ans à l'Hôtel pour déguster ses occupants. De fait, tous les témoins sont chaque année dévorés par d'anciens participants ou clients de l'Hôtel transformés en zombies.
Dans Le Cimetière du Diable, les choses ne se passent pas comme les années précédentes. Nigel voit tous ses finalistes présélectionnés se faire assassiner les uns après les autres. Il est donc forcé d'en désigner de nouveaux. Parmi ces candidats se trouve un certain Jacko qui contre toute attente finit par gagner. Il signe le contrat de Nigel. Malheureusement pour ce dernier, Jacko est en réalité Robert Johnson qui a déjà vendu son âme au Diable en 1931. Le contrat est donc nul et non avenu. Powell n'ayant pas honoré sa part du marché, son hôtel s'enfonce lentement en Enfer. Provisoirement à l'abri des zombies pénétrant dans l'hôtel, car demeurant sur la scène surélevée, Nigel est finalement poussé par Elvis dans une meute de zombies qui ne font qu'une bouchée de lui.

### Sanchez: Un conte de Noël
Nigel Powell apparaît à nouveau, bien des années après sa mort, sous les traits de l'esprit des Noëls passés et grimé en policier. S'il parvient à aider Sanchez Garcia, ses péchés seront lavés et il accédera au Paradis. Il donne à Sanchez un premier conseil : se méfier de Wallace. Un peu plus tard, alors que Sanchez se trouve au septième étage de la Waxwork Tower en compagnie de Rodeo Rex, l'esprit des Noëls présents, Nigel appelle Sanchez par téléphone pour lui donner des informations sur les policiers qui sont sur le point d'arriver pour tenter de les sauver. Alors que sa mission est terminée, il tire finalement par inadvertance sur Mini Tim, un enfant tenant un pistolet en plastique qu'il pensait être une véritable arme. Les bonnes actions de Nigel sont alors annulées et celui-ci est reconduit en enfer par l'Homme en rouge qui se fait passer pour un agent du FBI.

### Bourbon Kid
Nigel Powell apparaît brièvement comme réceptionniste de l'enfer. Scratch l'appelle pour qu'il envoie Annabel de Frugyn le retrouver au bar du Purgatoire. Il apparaît de nouveau quand Caïn et Zitrone ainsi que plusieurs goules entrent au Purgatoire et attaquent Scratch, Sanchez, Flake, Elvis, Jasmine et Rodeo Rex. Il est tué durant l'échange de coups de feu.

### Le Cimetière du Diable
Angus l'Invincible est un tueur à gage à la réputation prétendument internationale, engagé par Julius pour assassiner les autres concurrents du concours de sosies chanteurs « Back from the Dead ». C'est un colosse avec de longs cheveux roux attachés en une queue-de-cheval et un bouc assorti. Son arrivée à l'Hôtel Pasadena étant retardée, sa chambre est confiée à Sanchez et Julius refourgue l'emploi au Bourbon Kid. Arrivé à l'Hôtel, Angus constate à la fois que son emploi a été offert à quelqu'un d'autre mais aussi que l'enveloppe qui était censé contenir 20 000 dollars d'avance pour sa mission ne contient plus que les cibles à abattre. Il est alors fou de rage et fermement déterminé à remplir sa mission. Il décide finalement de faire part à Nigel Powell du projet d'assassinat des candidats et demande au directeur de l'Hôtel 50 000 dollars pour assassiner le commanditaire et le tueur à gage. Par un concours de circonstance, Angus pense que le tueur à gage en question est Sanchez et que son complice est Elvis. Il emmène donc les deux amis dans le désert et leur demande, après avoir assassiné les vigiles de Powell qui l'accompagnait, de creuser un trou jusqu'à ce que l'un d'entre eux révèle où sont passés les 20 000 dollars. Quelques minutes après avoir commencé à creuser, Sanchez et Elvis sont surpris par des grattements du sol. Des zombies surgissent alors des profondeurs du désert commençant peu à peu à encercler Angus, Sanchez et Elvis. Les deux derniers sont sauvés par Gabriel Locke et sa moto, mais Angus est laissé en plan face à l'armée de morts-vivants. Certains d'entre eux lui volent d'abord son van, après lui avoir subtilisé ses clés, ce qui met Angus fou de rage. Ce dernier tente d'abord de fuir les morts-vivants en courant sur la route, puis remarque qu'une voiture apparaît derrière lui. Il se débarrasse de sa conductrice, puis met le cap sur l'Hôtel Pasadena.
Si vite arrivé, il croise par hasard Sanchez dans les toilettes de l'Hôtel, qu'il prend en chasse. Malheureusement pour Angus, Sanchez parvient à le piéger dans une chambre frigorifique. Angus s'en sort quelques dizaines de minutes plus tard, alors que l'Hôtel est pris d'assaut par les morts vivants et s'enfonce en Enfer. Il prend la direction de la sortie après avoir tiré sur Emily Shannon, une des cibles de son contrat. Il s'empare ensuite de la Pontiac Firebird du Bourbon Kid et s'enfuit du Cimetière du Diable jusqu'à une chambre d'un motel. Le lendemain, il se rend à sa voiture et y découvre le cadavre d'Emily sur le siège arrière. N'ayant pas le temps de réagir à ce qu'il pense être une plaisanterie, il découvre en regardant son rétroviseur la présence du Bourbon Kid à l'arrière de la voiture.

### Le Pape, le Kid et l'Iroquois
Solomon Bennett est un ancien agent d'une division des services secrets américains, les Opérations fantômes. Il est d'ordinaire affublée d'un cache œil (lié à la perte de son œil lors d'une mission). Sa coupe est à la mode militaire, à savoir cheveux bruns coupés en brosse. Cinq ans avant le début du roman, Solomon Bennett a été impliqué dans la fameuse Opération Blackwash qui visait à créer une génération de super soldats. Le projet de Solomon Bennett était d'ailleurs plus ambitieux puisqu'il consistait, aidé de Henry Jekyll (un de ses vieux amis également dans les Opérations fantômes) à créer une combinaison à base de liquide issue d'une météorite (le Brumalyte) qui protégerait tout homme des balles de façon irréversible. Les tests furent pratiqués sur le soldat Frank Graelish qui, étant donné sa fine combinaison pare-balles qui empêche de prendre son pouls, fit croire à sa mort, ce qui poussa Alexis Calhoon (le général à la tête des Opérations fantômes) à ordonner la fin de l'Opération Blackwash ainsi que la mise à mort secrète de Solomon Bennett et Henry Jekyll. Pendant le transfert sur le lieu de leur exécution, Graelish se réveille de son sommeil et, sous les ordres de Henry Jekyll, exécute les deux soldats présents dans le véhicule (qui ne parviennent pas à le tuer avec des balles) et emmène les deux compères dans une zone sûre.
À l'issue de cet épisode, Solomon Bennett et Henry Jekyll envoient Frank Graelish extraire Mozart (un psychopathe surnommé l'Homme aux Mille Visages en raison de sa propension à découper le visage des personnes qu'il tue pour s'en faire des masques) d'une prison militaire en Turquie puis ils organisent tous les quatre une opération visant à récupérer ce qui reste du Brumalyte pour créer une armée de super soldats. Solomon Bennett se dirige alors avec ses camardes en Roumanie d'où il crée une milice militaire pour son projet. Il finit finalement, grâce à Blake Jackson, son indic travaillant aux Opérations fantômes, à connaître la date à laquelle le Brumalyte sera accessible. Solomon Bennet enlève ensuite Devon Pincent avec l'aide de Henry Jekyll. Ne parvenant pas à lui soutirer des informations, il tente d'enlever Marianne, la fille de Devon Pincent, avec l'aide de Mozart et de Franck Grealish. Mais Rodeo Rex s'interpose et affronte Frank Grealish en combat singulier tandis que Joey Conrad, tout juste arrivé, s'enfuit avec Marianne, non sans qu'auparavant Solomon Bennet ait installé un mouchard sur la moto de l'Iroquois.
Le général Alexis Calhoon dévoile à Devon Pincent plusieurs informations capitales à propos du docteur Henry Jekyll : il s'appelle en réalité Henry Percival et il a découvert dix-neuf années avant le début du roman que l'entreprise Cybertech avait en sa possession une météorite tombée quelques années auparavant non loin de son site. Cette entreprise emploie notamment Lionel et Mary Conrad, les parents de Joey Conrad et ami de Devon Pincent. Ces derniers ont réussi à extraire du météorite le brumalyte, une substance dont une des propriétés est de pouvoir guérir le cancer de la peau. Henry Percival a fait enlever Mary Conrad afin de pouvoir récupérer l'intégralité du brumalyte. Mais les résultats des recherches de Lionel Conrad, conservées précieusement à son domicile, étaient capitales pour le docteur Henry Percival. Il les fit récupérer par Terry Bennett, le frère de Solomon Bennett, qui tua le couple Conrad, Devon Pincent récupérant leur fils Joey caché dans un placard. Enfin, le général Calhoon annonce à Devon Pincent que son opération Blackwash est terminée et que tous les soldats qui y été impliqués vont être renvoyés chez eux avec une pension militaire en échange de leur silence. Mais Alexis Calhoon dévoile à Devon Pincent que Terry Benett cache son identité en se déguisant en nonne et en se faisant appeler sœur Claudia. Le général demande à Devon Pincent de donner ces informations à Joey Conrad quand il ira lui annoncer la fin de l'opération Blackwash. On apprend dans le prologue du roman que Joey a tué Terry Bennett déguisé en nonne.
De nos jours, le docteur Henry Jekyll se trouve en Roumanie en compagnie de Solomon Bennet, Frank Graelish et Mozart afin de créer une milice militaire dans le but de récupérer aux États-Unis le brumalyte qui y est stocké. Il est décrit comme maigre, avec une excentrique permanente rousse. Une fois retourné aux États-Unis, Henry Jekyll aide Solomon Bennet à enlever Devon Pincent.
Ancien soldat, Frank est utilisé comme cobaye dans le cadre de l'Opération Blackwash. On lui installe des deux côtés du cou des boulons (ce qui lui donnera plus tard le surnom de Frankenstein) qui sont en réalité un respirateur censé l'empêcher de mourir par asphyxie de la peau, puis une combinaison pare-balle est vaporisée sur lui. L'expérience est un succès mais lors de l'assimilation de la fine combinaison invisible, Graelish s'évanouit. L'équipe chargée de l'expérience ne parvient pas à prendre son pouls, à cause de la combinaison, ne le voit pas respirer, ce qu'il fait malgré tout grâce à ses deux boulons, et le croit donc mort. Il est donc enfermé dans un sac mortuaire et emmené pour être enterré dans le désert avec Henry Jekyll et Solomon Bennett. Contre toute attente, c'est pendant le trajet que Graelish se réveille. Désormais sous les ordres de Henry Jekyll, il assassine facilement les deux gardes chargés de les surveiller et emmène ses deux acolytes jusqu'à un endroit sûr en contrôlant le camion.
Il continue ensuite à aider Henry Jekyll et Solomon Bennett, et parvient à faire sortir Mozart, un dangereux psychopathe surnommé l'Homme aux Mille Visages (en raison de sa propension à découper le visage des personnes qu'il tuent pour s'en faire des masques) d'une prison de haute sécurité en Turquie. C'est alors que peut commencer leur mission de récupération du Brumalyte pour créer une armée de super soldats. Franck Grealish participe à la tentative d'enlèvement de Marianne, la fille de Devon Pincent, avec Mozart et Solomon Bennet. Mais Rodeo Rex s'interpose et affronte Frank Grealish en combat singulier tandis que Joey Conrad, tout juste arrivé, s'enfuit avec Marianne, non sans qu'auparavant Solomon Bennet ait installé un mouchard sur la moto de l'Iroquois. Un peu plus tard, Frank parvient à enlever Marianne avec l'aide de Mozart et Denise.

### Bourbon Kid
Vincent Papshmir est le prêtre de l'église de la Très Sainte Ursule et des Onze Mille Vierges de Santa Mondega. Le prêtre amish Atlee Yoder officiant dans l'île de Blue Corn le rencontre à Rome lors de l'enterrement du Pape Jean-Paul Georges. Yoder cherche des personnes capables de tuer une créature maléfique qui durant chaque automne tue toutes les personnes qui traversent la forêt qui se trouve au milieu de l'île de Blue Corn. Papshmir remet à Yoder une carte portant les coordonnées de Sanchez Garcia qui, selon lui, sait où trouver les Dead Hunters qui pourraient accepter de venir sur son île pour tuer la créature maléfique.

### Que le diable l'emporte
En 1930, Vincent Palmer, âgé de trente-quatre ans, apprend au chevet de sa mère mourante que cette dernière ne s'appelle pas Ruth Palmer comme il l'a toujours cru mais Beth Lansbury. Elle lui dévoile que son père s'appelait Jack Daniels, alias JD, et qu'il était un meurtrier traqué par tout un tas de gens qui voulaient sa mort. Son père et sa mère ont alors décidé de se faire passer pour morts et se sont construit une nouvelle vie sous le nom de Luke et Ruth Palmer. Sa mère lui donne un livre dans lequel elle a écrit tout ce qu'elle souhaite lui révéler, au cas où elle décèderait avant de pouvoir tout lui dire. Ce livre retrace en fait le futur de Vincent car sa mère, avant de le mettre au monde, a pris un portail temporel qui l'a ramené en 1896 et elle a découvert après coup qu'elle avait croisé son fils sous les traits de frère Loomis dans les jours qui ont précédé son retour dans le passé.
Beaucoup plus âgé, Vincent Papshmir met au point un stratagème avec sa fille Janis, sosie de Janis Joplin atteinte du syndrome de La Tourette, pour que le condamné à mort Melvin Melt, que Rodeo Rex et Elvis ont fait évader, prenne sa place afin que ce soit lui qui soit empalé par Dracula.

### Santa Mondega
Vincent Papshmir reçoit la visite de son fils, le Bourbon Kid, dans son église de Santa Mondega. Il lui demande de quitter la ville au plus vite car il pense que Scratch va très bientôt s'attaquer à lui. Peu de temps après le départ du Bourbon Kid, Vincent Papshmir est attaqué dans son église par le Diable, alias Scratch, et la Grande Faucheuse, alias Barazima. Barazima lui tranche un bras en utilisant sa grande épée de feu. Scratch lui arrache ensuite ses deux globes oculaires qu'il mange immédiatement. Vincent Papshmir décède dans la foulée, non sans avoir hurlé à sa fille Janisde se sauver.